# Osiedle Paderewskiego-Muchowiec
Osiedle Paderewskiego-Muchowiec – dzielnica Katowic, położona w środkowej części miasta, pomiędzy Śródmieściem, Zawodziem, Janowem-Nikiszowcem, Giszowcem, Piotrowicami-Ochojcem i Brynowem częścią wschodnią-Osiedlem Zgrzebnioka, nad Potokiem Leśnym. Powierzchnia dzielnicy wynosi 7,42 km², a pod koniec 2020 roku liczyła ona 11 336 mieszkańców.
Jest to dzielnica bardzo zróżnicowana pod względem architektoniczno-urbanistycznym, a także z uwagi na pełnione przez nią funkcje. Północną część dzielnicy obejmuje zabudowa z przełomu XIX i XX wieku i nowsza – w tej części zlokalizowane są m.in. domy studenckie, a także jedyna w dzielnicy świątynia – rzymskokatolicki kościół Wniebowzięcia Najświętszej Maryi Panny. W środkowej części dzielnicy powstało osiedle im. Ignacego Jana Paderewskiego, wybudowane w latach 70. XX wieku na terenach m.in. dawnej osady Karbowa, zaś na zachód od niego, przy placu Rady Europy znajduje się siedziba Biblioteki Śląskiej. Środkiem dzielnicy przechodzi też równoleżnikowo autostrada A4, przy której powstało szereg biurowców i obiektów handlowo-usługowych, w tym Centrum Handlowe 3 Stawy. Południowa część dzielnicy, której częścią jest Muchowiec, posiada duże walory przyrodnicze oraz rekreacyjne. Zlokalizowany jest tu największy obszar zieleni urządzonej w Katowicach – Katowicki Park Leśny, a jej częścią jest Dolina Trzech Stawów. Znajduje się tutaj ponadto lotnisko sportowe Katowice-Muchowiec.

## Geografia

### Położenie

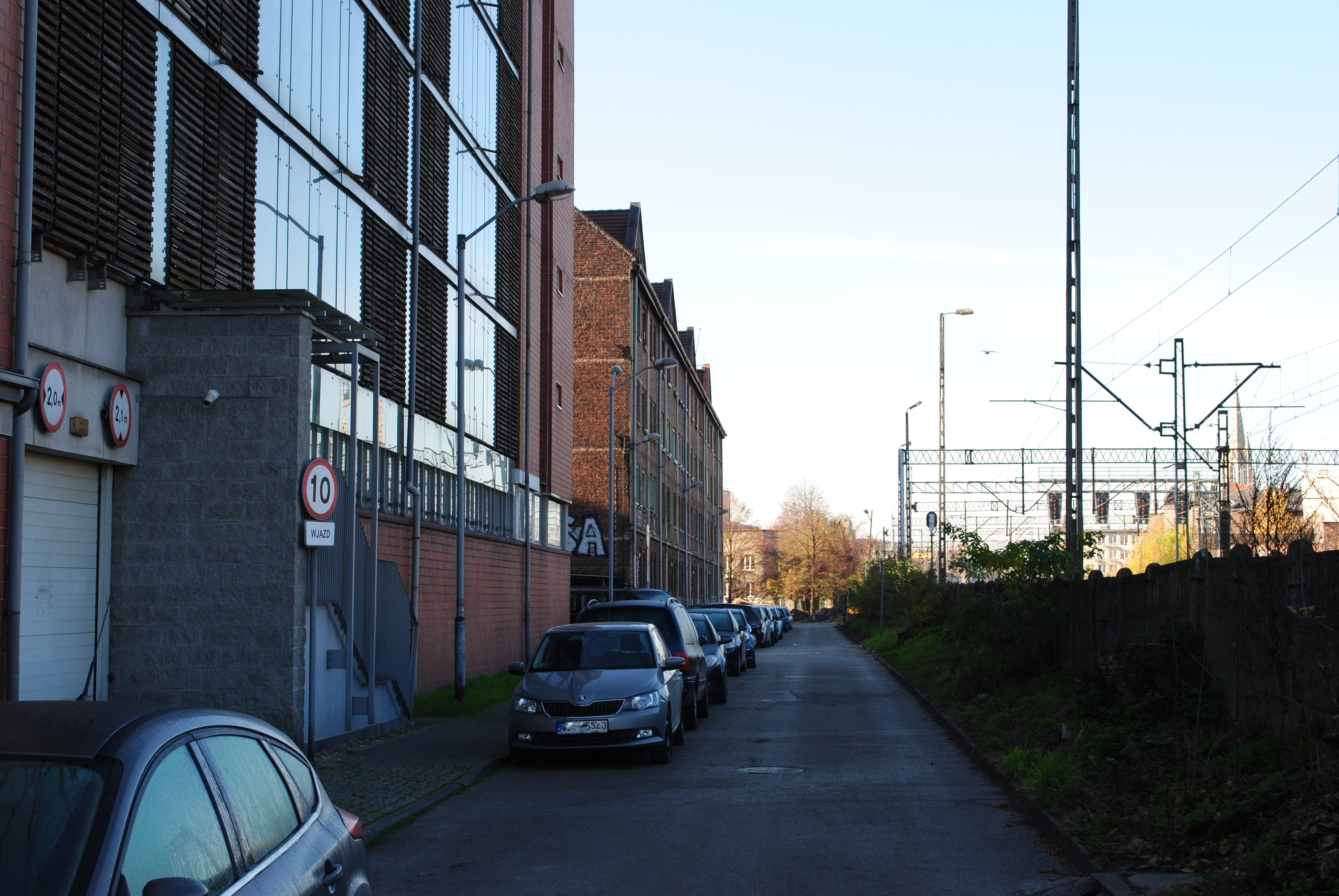
Ulica Równoległa (widok na zachód), biegnąca równolegle do granicy dzielnicy z Zawodziem

Osiedle Paderewskiego-Muchowiec jest jedną z 22 dzielnic Katowic, będącą jednostką pomocniczą gminy nr 4, znajdującą się w grupie dzielnic śródmiejskich. Położona jest ona w środkowej części miasta i graniczy od północy i wschodu z Zawodziem i Janowem-Nikiszowcem, od południa z Giszowcem i Piotrowicami-Ochojcem, zaś od zachodu z Brynowem częścią wschodnią-Osiedlem Zgrzebnioka i Śródmieściem. Granice dzielnicy przebiegają następująco:
- od północy – wzdłuż torów kolejowych (w tym linii kolejowej nr 1[5]) i ulicy Równoległej do ulicy Murckowskiej,
- od wschodu – równolegle wzdłuż wschodniej części ulicy Murckowskiej i autostrady A4 w kierunku Krakowa do punktu przecięcia tejże drogi z torami kolejowymi,
- od południa – wzdłuż torów kolejowych, a po przecięciu ulicy Pszczyńskiej wzdłuż ulicy 73 Pułku Piechoty,
- od zachodu – granica okala zachodnią część dawnej stacji rozrządowej Katowice Muchowiec[5], po czym na wysokości ulicy A. Zgrzebnioka granica biegnie na północny zachód; przy rondzie ks. K. Michalskiego na skrzyżowaniu ulic: A. Zgrzebnioka, Gawronów i Meteorologów granica skręca na wschód, okala od południa, wschodu i północy zabudowę w rejonie ulicy Muchowiec, po czym biegnie równolegle w połowie odległości pomiędzy ulicą Francuską i ulicą Krzemienną; dalej granica biegnie wzdłuż ulicy Francuskiej z załamaniami w rejonie budynków 101, 105 i 107 (budynki te są w granicach dzielnicy), zaś przy węźle z autostradą A4 granica kieruje się w kierunku ulicy Polnej i ulicy K. Damrota; dalej granica okala skwer R. Holtzego (jest w granicach dzielnicy)[6] i rozebrane pod koniec 2023 roku Centrum Handlowe Belg[7] (położone w Śródmieściu), po czym biegnie równolegle najpierw wzdłuż ulicy Granicznej, a na wysokości ulicy Przemysłowej lekko na zachód równolegle do ulicy Granicznej w kierunku północnym, po czym granica się kończy na wysokości ulicy Równoległej, w trójstyku granic Śródmieścia, Zawodzia i Osiedla Paderewskiego-Muchowca[6].

Według podziału fizycznogeograficznego Jerzego Kondrackiego obszar Osiedla Paderewskiego-Muchowca położony jest w mezoregionie Wyżyna Katowicka (341.13), stanowiącego południową część makroregionu Wyżyna Śląska. Sama zaś Wyżyna Śląska jest fragmentem podprowincji Wyżyna Śląsko-Krakowska. Pod względem krain historycznym Osiedle Paderewskiego-Muchowiec znajduje się we wschodniej części Górnego Śląska.
Według państwowego rejestru nazw geograficznych na terenie dzielnicy znajdują się punkty główne części miasta: Osiedle Ignacego Jana Paderewskiego, Muchowiec, Dolina Trzech Stawów i Kolonia Zuzanny.

### Geologia
Tereny Osiedla Paderewskiego-Muchowca położone są w niecce górnośląskiej, a obszar ten ma budowę zrębową. Na przełomie dewonu i karbonu zostało zaburzone paleozoiczne podłoże Wyżyny Śląskiej poprzez utworzenie zapadliska, które w okresie karbonu zostało wypełnione przez zlepieńce, piaskowce i łupki ilaste zawierające pokłady węgla kamiennego. Utwory z tego okresu budują podłoże dzielnicy, a południkowo na wysokości Doliny Trzech Stawów przebiega uskok, Wierzchnie utwory pochodzące z okresu karbonu pokrywają zachodnią część dzielnicy – obszar na zachód od ulicy Granicznej i na północ od ulicy Lotnisko. Występują tam wychodnie warstw orzeskich (westfal B). Tworzą je potężne serie przeważnie łupków z wkładkami piaskowców, syderytów i węgla kamiennego, a miąższość tej serii przekracza 900 m. Cechą charakterystyczną tych warstw są także występujące w niej ławice iłołupków o miąższości do kilkudziesięciu metrów, które nadają się do produkcji ceramiki budowlanej.
W okresie trzeciorzędu utworzyły się główne rysy rzeźby terenu Osiedla Paderewskiego-Muchowca. Wówczas to dochodziło do intensywnych procesów wietrzenia chemicznego i denudacji. W czwartorzędzie obszar dzielnicy został prawdopodobnie pokryty przez lądolód skandynawski dwukrotnie: podczas najstarszego zlodowacenia Sanu (krakowskiego) oraz w okresie zlodowacenia Odry (środkowopolskiego). Osady po pierwszym zlodowaceniu zostały w większości usunięte w okresie interglacjału, zaś lądolód zlodowacenia Odry pozostawił po sobie gliny zwałowe występujące wzdłuż obniżeń dolinnych. Na Osiedlu Paderewskiego-Muchowcu gliny zwałowe ciągną się wzdłuż doliny Potoku Leśnego, zaś północno-wschodnią część dzielnicy, ciągnącą się w rejonie ulicy I.J. Paderewskiego i ulicy Z. Krasińskiego, budują plejstoceńskie piaski i żwiry glacjalne i fluwioglacjalne. W trwającym współcześnie holocenie następują zjawiska niszczenia i wyprzątania pokryw osadów plejstoceńskich, zaś w dolinach rzecznych wytworzyła się niska terasa uformowana w kilku stopniach. Dolinę Potoku Leśnego w jej bezpośrednim sąsiedztwie budują holoceńskie osady rzeczne.

### Rzeźba terenu

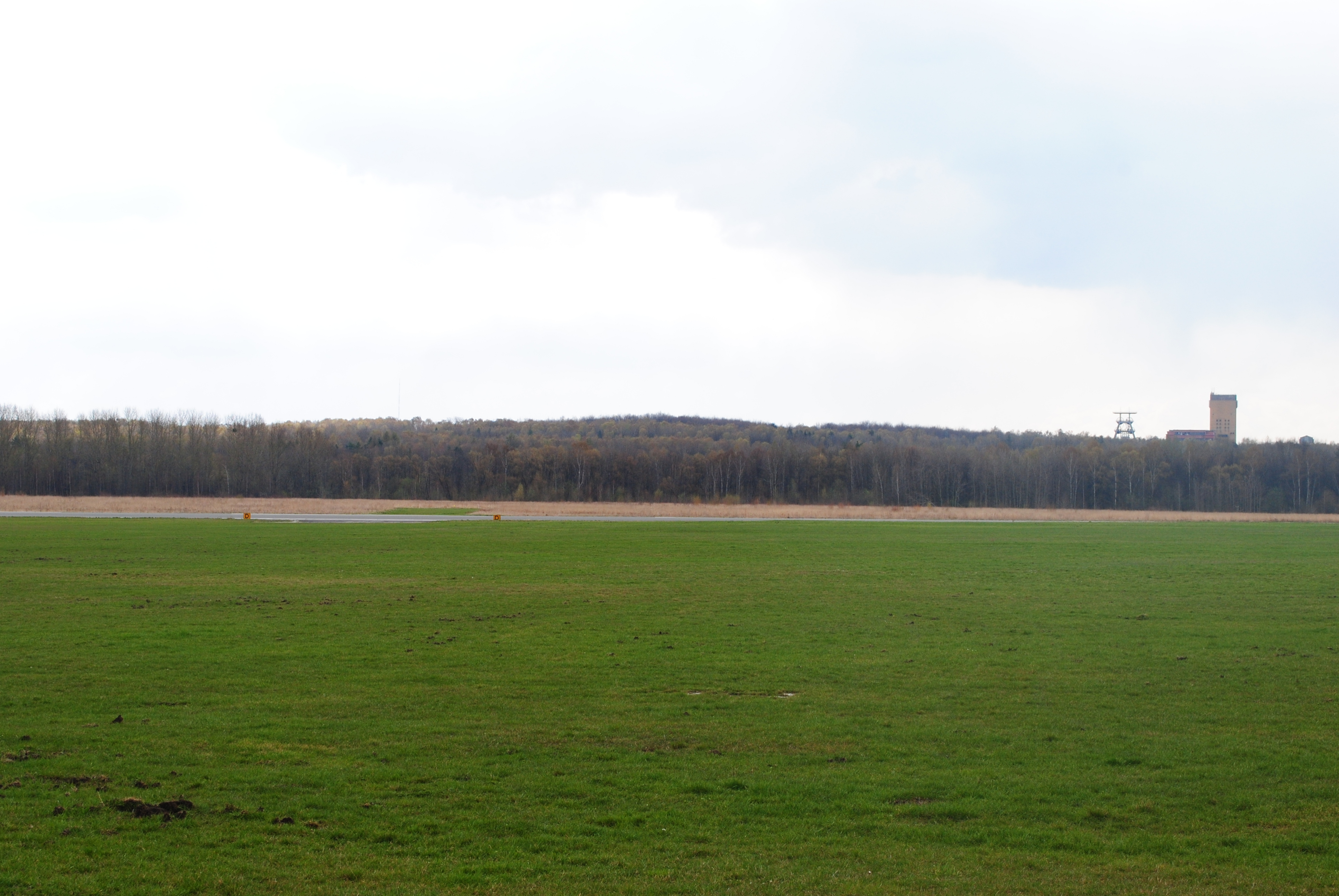
Widok na najwyższe wzniesienie na terenie Osiedla Paderewskiego-Muchowca, położone w pasie drogowym ulicy 73 Pułku Piechoty, na granicy z Giszowcem; widok z lotniska Katowice-Muchowiec, zaś po prawej stronie fragment Kopalni Węgla Kamiennego „Staszic-Wujek”

Osiedle Paderewskiego-Muchowiec położone jest na Wyżynie Śląskiej, na Płaskowyżu Bytomsko-Katowickim, będącym częścią mezoregionu Wyżyna Katowicka (341.13), Rzeźba terenu dzielnicy jest zróżnicowana. Północną część dzielnicy stanowią dna dolin rzecznych z terasami plejstoceńskimi, obszar wzdłuż doliny Poloku Leśnego to wysoczyzny płaskie gliniaste, zaś pozostały obszar, obejmujący rejony na wschód od ulicy Granicznej i południowo-wschodni fragment w rejonie granicy z Giszowcem tworzą wysoczyzny pagórkowate. Na współczesną rzeźbę tereny Osiedla Paderewskiego-Muchowca główny wpływ miało zlodowacenie południowopolskie (Sanu) oraz maksymalny stadiał zlodowacenia środkowopolskiego (Odry), zaś w ostatnim okresie zasadniczy wpływ wywarła także morfogenetyczna działalność człowieka związana z osadnictwem oraz górnictwem. Doprowadziło to do zniszczenia naturalnego podłoża oraz do tworzenia nowych form degradacji rzeźby. Obszar dzielnicy ciągnący się na północ od ulicy Lotnisko stanowi także antropogeniczną powierzchnię zrównań.
Pod względem jednostek morfologicznych Osiedle Paderewskiego-Muchowiec położone jest na trzech obszarach. Północna część dzielnicy położona jest w Obniżeniu Rawy. Jest ona formą dolinną głęboko wciętą w utwory karbońskie. Wyższa część terasy stanowi powierzchnię erozyjno-denudacyjną powstałą po zlodowaceniu środkowopolskim. Zachodnia część dzielnicy położona jest zaś na obszarze Wzgórz Kochłowickich, które przechodzą na wschód w Płaskowyż Murcek, obejmujący wschodnią i południową część dzielnicy. Płaskowyż ten w kierunku centrum miasta tworzy kilka wyraźnych grzęd, z czego dwie nich rozdzielają Dolinę Trzech Stawów. Na Płaskowyżu Murcek położony jest najwyżej i najniżej położony punkt dzielnicy. Pierwszy z nich to wzgórze, którego szczyt położony jest na granicy Osiedla Paderewskiego-Muchowca z Giszowcem, we wschodniej części ulicy 73 Pułku Piechoty – jego wysokość dochodzi do 300 m n.p.m. Najniższy zaś punkt położony jest w Dolinie Trzech Stawów, w rejonie stawów na wysokości placu Żołnierza Polskiego. Obszar w tym rejonie sięga poniżej 260 m n.p.m. Różnica wysokości pomiędzy skrajnymi punktami dzielnicy wynosi około 40 metrów.

### Gleby
Gleby na terenie Osiedla Paderewskiego-Muchowca na ogół wykształciły się na podłożu piasków słabogliniastych, zaś w dolinach rzecznych występuje często podłoże organiczne. Działalność człowieka spowodowała zmiany właściwości gleb, a długotrwały rozwój urbanistyczny doprowadził do wytworzenia w dzielnicy gleb antropogenicznych. Część gruntów podlega skutkom eksploatacji górniczej, a także jest skażona metalami ciężkimi. Przydatność rolnicza klasyfikowanych na terenie dzielnicy gleb jest słaba – gleby te zaliczają się do IV klasy bonitacyjnej. Tereny te występują w rejonie ulic: Pilotów i Karbowa.
Obszar ciągnący się wzdłuż doliny Potoku Leśnego pokryty jest glebami płowymi wytworzonymi z glin zwałowych oraz piasków naglinowych i naiłowych. Swoimi właściwościami są one podobne do gleb brunatnych, a i ich odczyn jest przeważnie kwaśny bądź zbliżony do obojętnego. W zachodniej części dzielnicy dominują zaś gleby antropogeniczne wytworzone z piaskowców. W glebach tych działalność człowieka jest głównym czynnikiem glebotwórczym.

### Wody powierzchniowe i podziemne

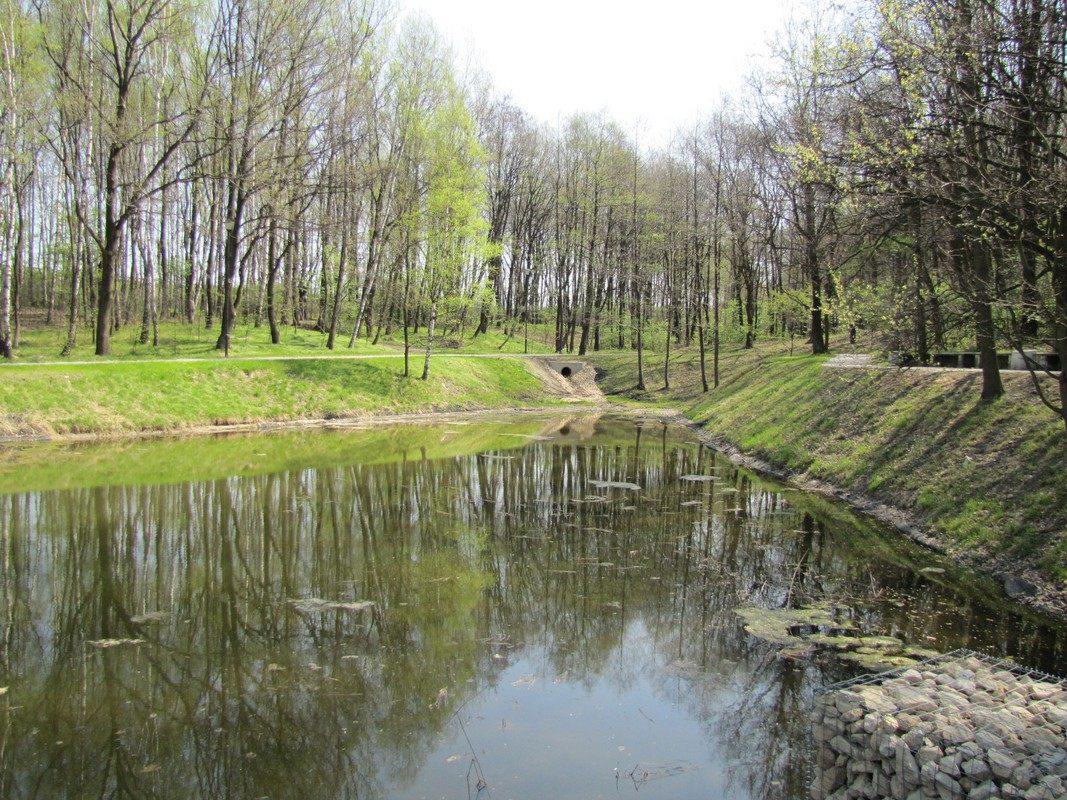
Jeden ze zbiorników wodnych w Dolinie Trzech Stawów

Obszar Osiedla Paderewskiego-Muchowca położony jest w dorzeczu Wisły, w zlewni trzech rzek i potoków: Boliny, Potoku Leśnego i Rawy. Zlewnia Boliny obejmuje niewielki, południowo-wschodni obszar dzielnicy w rejonie trójstyku granic dzielnicy z Giszowcem i Janowem-Nikiszowcem, północy obszar Osiedla Paderewskiego-Muchowca w rejonie kościoła Wniebowzięcia Najświętszej Maryi Panny znajduje się w zlewni Rawy, zaś pozostałą, większą dzielnicy odwadnia Potok Leśny. Pomiędzy zlewniami Rawy i Boliny a zlewnią Potoku Leśnego przebiega dział wodny V rzędu.

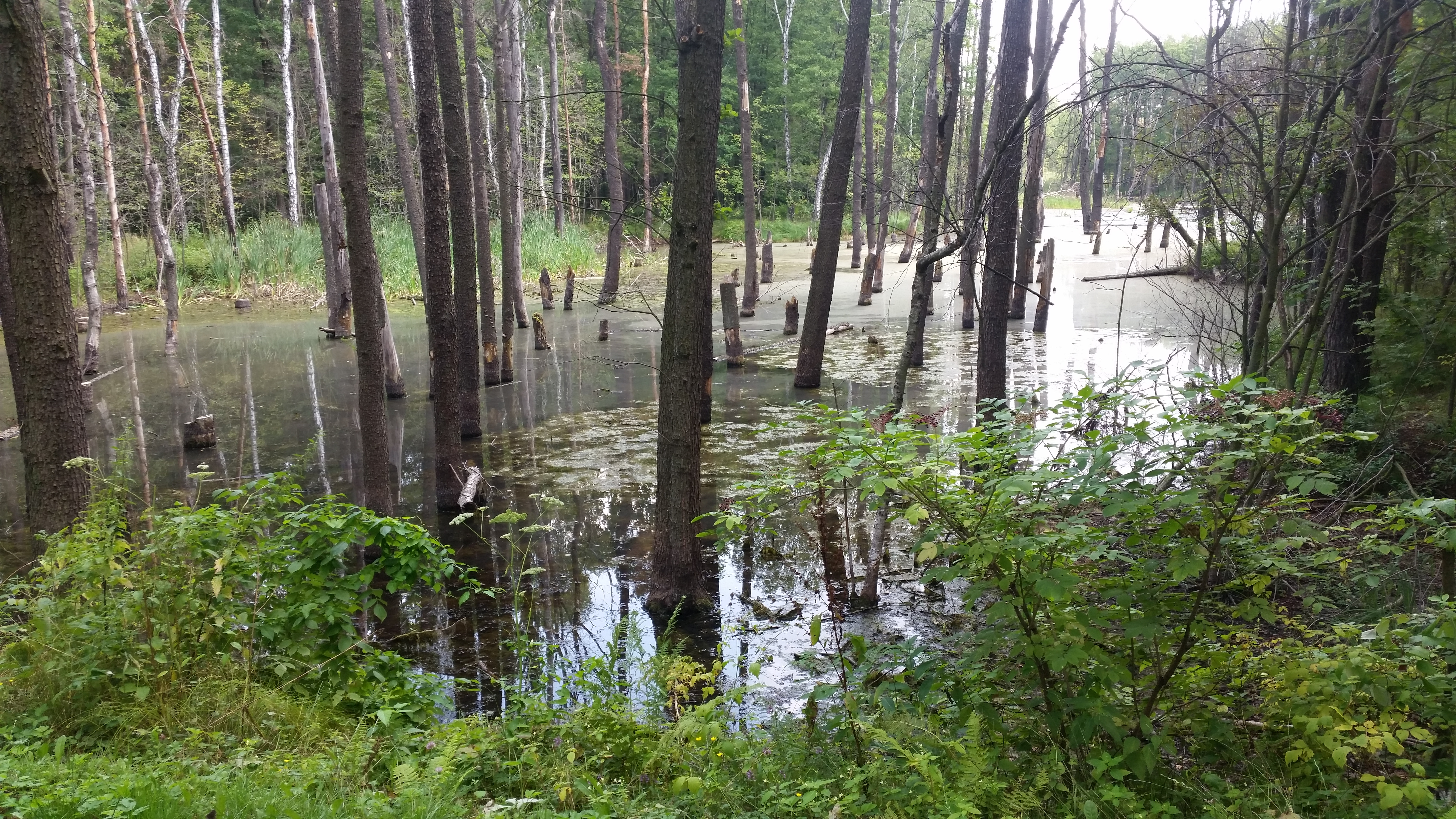
Zastoisko wodne powstałe na skutek działalności górniczej w rejonie Osiedla Paderewskiego-Muchowca

Potok Leśny przepływa prawie w całości przez obszar Osiedla Paderewskiego-Muchowca, zaś na wysokości linii kolejowej wchodzi on na teren Zawodzia, gdzie uchodzi do Rawy. Swoje źródło ma na terenie Giszowca, za dawną kolejową stacją rozrządową Katowice Muchowiec. Początkowo biegnie on w kierunku północno-wschodnim, po czym na wysokości terenów dawnej kolonii Zuzanny zmienia on swój bieg na północny. Potok ten poddany jest ciągłym regulacjom. W 2012 roku stan wód Potoku Leśnego na wysokości ujścia do Rawy oceniono jako zły, stan fizykochemiczny był poniżej stanu dobrego, potencjał ekologiczny oraz stan biologiczny określono na poziomie umiarkowanym, zaś stan potoku pod względem obecności substancji szczególnie szkodliwych był wówczas dobry.
Wszystkie zbiorniki wodne na terenie Osiedla Paderewskiego-Muchowca położone są w zlewni Potoku Leśnego, w Dolinie Trzech Stawów. Zbiorniki te są pochodzenia antropogenicznego i mają one charakter przyrodniczy oraz rekreacyjny. Zbiorniki w Dolinie Trzech Stawów powstały jeszcze w XIX wieku na skutek przegłębień w profilu podłużnym Potoku Leśnego związanych z osiadaniami górniczymi. Zespół zbiorników Doliny Trzech Stawów tworzy łącznie 11 akwenów, a łączna ich powierzchnia wynosi ponad 35 ha.
W klasyfikacji Bronisława Paczyńskiego Osiedle Paderewskiego-Muchowiec położone jest w obrębie śląsko-krakowskiego regionu hydrogeologicznego, w subregionie górnośląskim. Utwory wodonośne występują we wszystkich warstwach, lecz ich znaczenie uzależnione jest od kilku czynników. Zgodnie z podziałem Polski na Jednolite Części Wód Podziemnych, obszar dzielnicy w całości położony jest w Jednolitej Części Wód Podziemnych nr 111 (Subregion Środkowej Wisły Wyżynny).

### Klimat i topoklimat

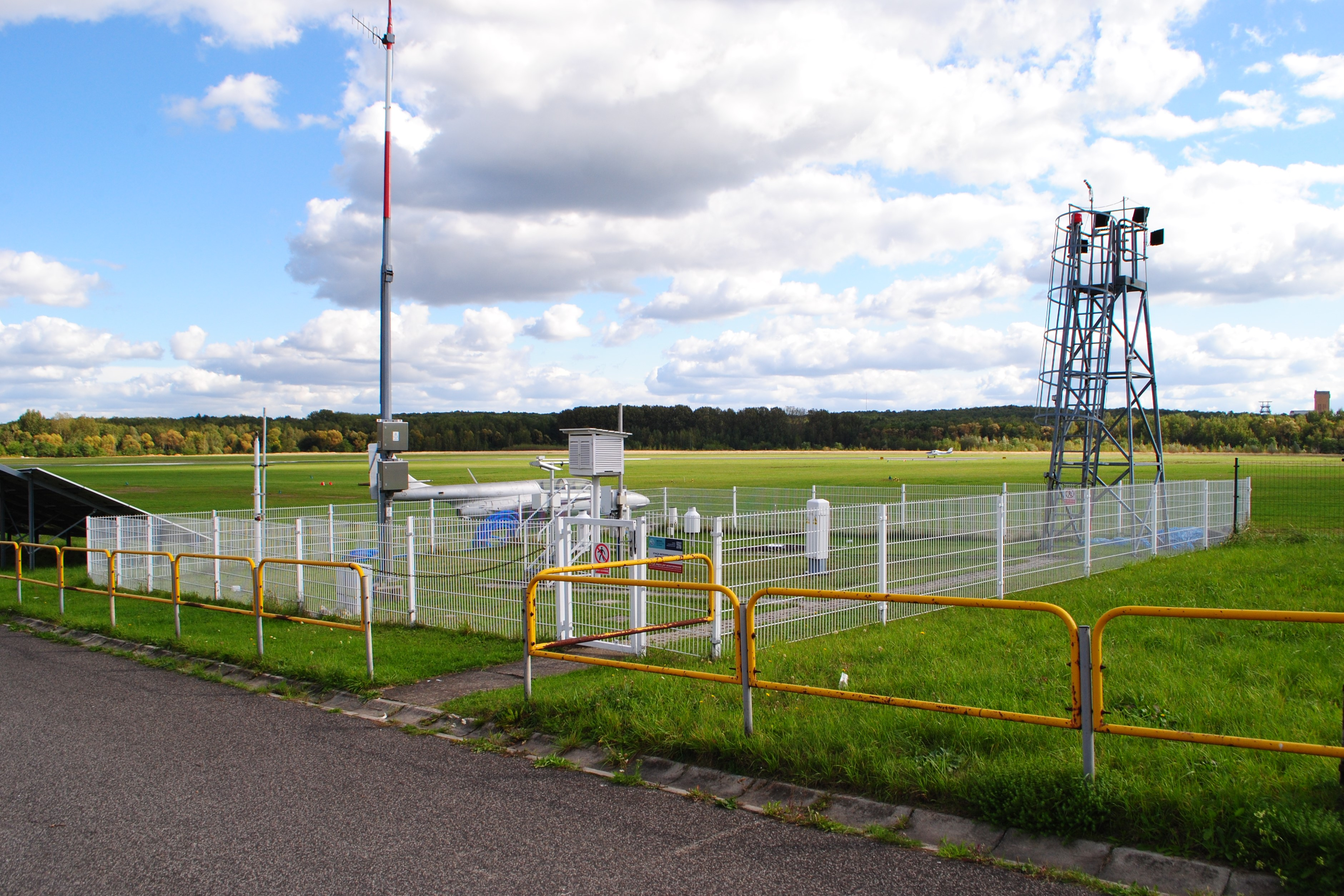
Stacja meteorologiczna na terenie lotniska Katowice-Muchowiec

Warunki klimatyczne Osiedla Paderewskiego-Muchowca są modyfikowane zarówno przez czynniki klimatotwórcze, jak i miejscowe, które kształtują lokalny topoklimat. Według regionalizacji rolniczo-klimatycznej opracowanej przez R. Gumińskiego, obszar dzielnicy należy do dzielnicy częstochowsko-kieleckiej, która charakteryzuje się opadami na poziomie od 500 do blisko 800 mm, a okres wegetacyjny trwa tutaj średnio 210–220 dni. Na warunki klimatyczne znaczny wpływ wywiera także bliskość Bramy Morawskiej i Beskidów, przez co klimat jest tutaj nieco cieplejszy i bardziej wilgotny niż przeciętnie w obrębie całej dzielnicy klimatycznej.
Według danych pochodzących z położonej na terenie dzielnicy stacji meteorologicznej na Muchowcu za lata 1961–1990, średnia roczna temperatura powietrza wynosiła wówczas 7,9 °C, z czego średnia temperatura lipca wynosiła w badanym okresie 17,8 °C, zaś stycznia -2,3 °C. Najwyższą zanotowaną temperaturę powietrza zanotowano 29 sierpnia 1992 roku i wynosiła wtedy 36,0 °C, zaś najniższą odnotowano 8 stycznia 1987 roku i była ona wówczas na poziomie -27,4 °C. Średnia roczna suma opadów atmosferycznych w wieloleciu 1961–1990 wynosiła 723,1 mm, zaś maksymalny opad dobowy zanotowano na Muchowcu w dniu 21 kwietnia 1972 roku – 82 mm. W latach 1962–2004 najwyższe opady notowano w lipcu – 103,2 mm, a najmniejsze w lutym – 37,6 mm. Średnia roczna dni z opadem powyżej 0,1 mm wynosiła wówczas 183 dni. Średnia liczba dni z mgłą w ciągu roku w wieloleciu 1961–1990 wynosiło 55 dni, średni roczny czas zalegania pokrywy śnieżnej wynosił 60 dni, a okres wegetacyjny trwał wówczas średnio 210–220 dni.

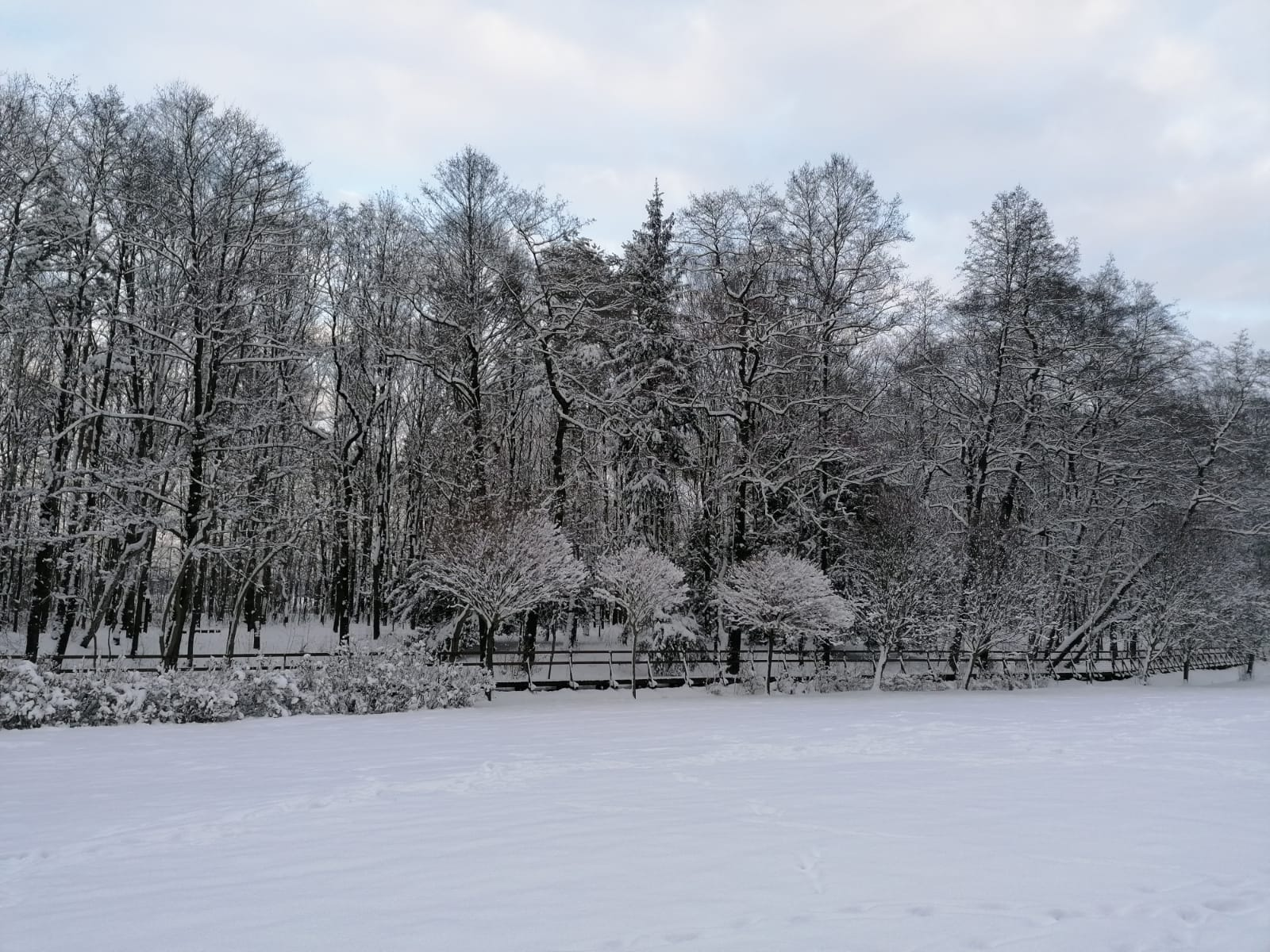
Fragment Katowickiego Parku Leśnego zimą 2021 roku

Na Osiedlu Paderewskiego-Muchowcu w wieloleciu 1961–1990 najczęściej mierzonymi wiatrami były wówczas wiatry południowo-zachodnie (19,3% wszystkich wiatrów), północno-zachodnie (15,1%) oraz zachodnie (14,1%). Najrzadziej wiało w mierzonym okresie z północy (6,0%) oraz północnego wschodu (6,4%), a przez 11% czasu w wieloleciu 1961–1990 występowała cisza. Średnia prędkość wiatru wynosiła w tym okresie 1,3 m/s. Wiatry wiejące z południowego zachodu sprzyjają przewietrzaniu obszaru dzielnicy, obniżając poziomy zanieczyszczenia powietrza, zaś z innych kierunków powodują odwrotny skutek.
Klimat Osiedla Paderewskiego-Muchowca jest modyfikowany przez czynniki lokalne (topoklimat), zależny od pokrycia terenu, a także od położenia względem dolin rzecznych. Topoklimat obszarów położonych bezpośrednio wokół stawów w dolinie Potoku Leśnego jest najbardziej niekorzystny. Dochodzi tam do częstego wypromieniowania ciepła, a duża ilość wilgoci powoduje, że wzrasta tam znacznie parowanie, które pobiera ciepło. W obszarach zabudowy zwartej na lokalny klimat wpływ ma czynnik podgrzewania atmosfery na skutek działalności człowieka. Zwarte powierzchnie zabudowy, dróg i placów powodują podniesienie temperatury powietrza w przyziemnej warstwie atmosfery. Obszary te szybciej też tracą ciepło na skutek wypromieniowania w nocy, a brak wilgoci w powietrzu nie sprzyja dłuższemu zatrzymaniu ciepła. Najkorzystniejsze warunki topoklimatyczne notuje się na obszarze lotniska Katowice-Muchowiec oraz bezpośrednio na północ od terenów Centrum Handlowego 3 Stawy w sąsiedztwie autostrady A4. Panuje tam topoklimat terenów płaskich ponad dnami dolin. Dopływ ciepła z warstw głębszych przeciwdziała tam dużym spadkom temperatury w przyziemnej warstwie powietrza w czasie pogodnych nocy. W lasach zaś notuje się stosunkowo niskie wartości promieniowania cieplnego podłoża w zakresie długofalowym, a nocne spadki temperatury są mniejsze niż na powierzchniach sąsiednich.

### Przyroda i ochrona środowiska

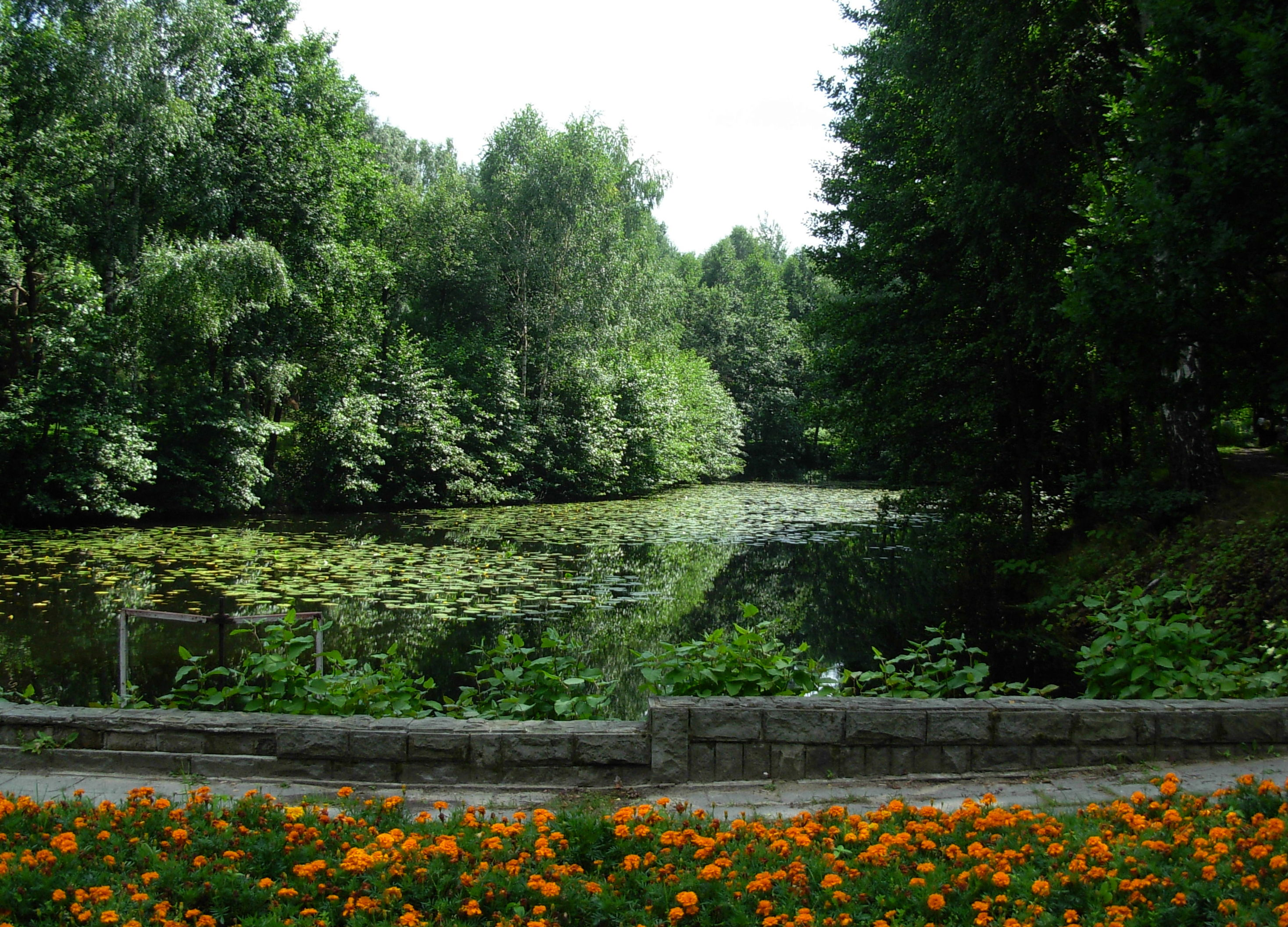
Fragment Katowickiego Parku Leśnego w 2007 roku

Naturalna szata roślinna na terenie Osiedla Paderewskiego-Muchowca kształtowana była od czasu ostatnich zlodowaceń trwających 12–16 tys. lat temu, zaś na przełomie 200 ostatnich lat została poddana silnej antropopresji. Pierwotnie tereny dzielnicy były pod względem zbiorowisk roślinnych dosyć mocno zróżnicowane – obszary bliżej Rawy porastały bory, tereny zachodniej części współczesnej dzielnicy były miejscem rozrostu buczyn, zaś tereny na wschód i południe od nich porastały grądy. Dolina Potoku Leśnego była zaś siedliskiem łęgów i olsów.
Rozwój urbanistyczny terenów dzielnicy doprowadził do ograniczenia elementów przyrody naturalnej. Na siedliskach bardziej zurbanizowanych zaczęły się rozwijać m.in. zbiorowiska ruderalne. Tworzyły się także warunki do rozwoju zwierząt synantropijnych, z czego największe znaczenie mają ptaki, wśród których są te, które od dawna towarzyszyły człowiekowi, jak m.in. wróbel zwyczajny czy gołąb skalny, a także rodzime ptaki, które dostosowały się do warunków zurbanizowanych, w tym m.in. jerzyki, jaskółki oknówki czy dymówki. Wraz z rozwojem działalności człowieka nastąpiły też przekształcenia w środowisku, w tym rzeźby terenu (hałdy i zapadliska), sieci hydrologicznej (m.in. skanalizowanie rzek i powstanie sztucznych zbiorników), szaty roślinnej i zwierzęcej. Ustąpiła stąd część dużych zwierząt (spotyka się jedynie jelenie europejskie oraz dziki), a także pojawiły się nowe, związane z terenami otwartymi. Ponadto pojawiły się również obce gatunki roślin i zwierząt. Część zwierząt została tu świadomie introdukowana (głównie ryby).

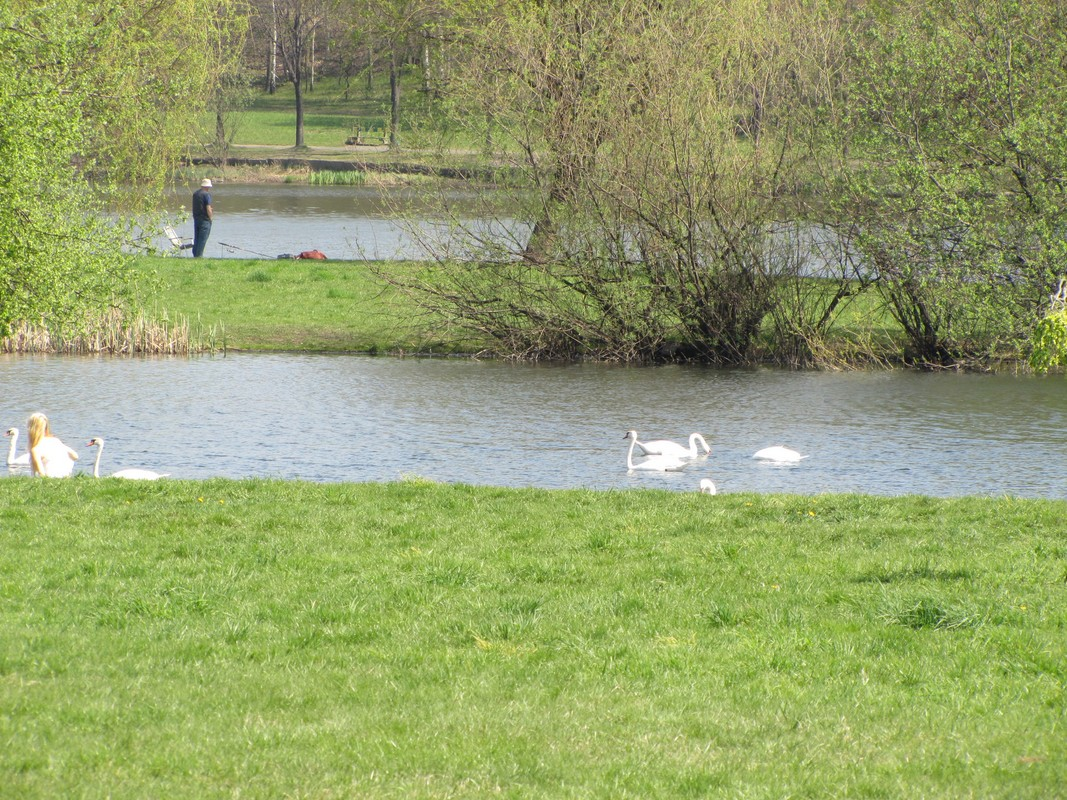
Łabędzie w Dolinie Trzech Stawów

Współcześnie tereny zieleni kultywowanej oraz lasów gospodarczych obejmują głównie południową część dzielnicy. W dolinach rzecznych Potoku Leśnego występują także zbiorowiska łęgowe, a w drzewostanie tych lasów dominuje olsza czarna. Rzadziej tutaj występują jesiony wyniosłe, wierzby i topole. Lasy na terenie Osiedla Paderewskiego-Muchowca są w zarządzie leśnictwa Ochojec, zaś w składzie gatunkowym tych lasów dominują brzozy brodawkowate, dęby (w tym czerwone), sosny zwyczajne, świerki pospolite, a w mniejszym stopniu również inne gatunki drzew. Znajdujące się na terenie jednostki urbanistycznej Muchowiec lasy w sierpniu 2007 znajdujące się na gruntach Państwowego Gospodarstwa Leśnego Lasów Państwowych obejmowały obszar 163,50 ha, zaś lasy nie stanowiące własności Skarbu Państwa zajmowały obszar 16,84 ha. Łączny obszar lasów ochronnych na Muchowcu wynosił wówczas 173,53 ha, a ich zaliczenie do lasów ochronnych spowodowane jest ich położeniem w granicach administracyjnych Katowic oraz ich trwałym uszkodzeniem na skutek działalności przemysłowej.

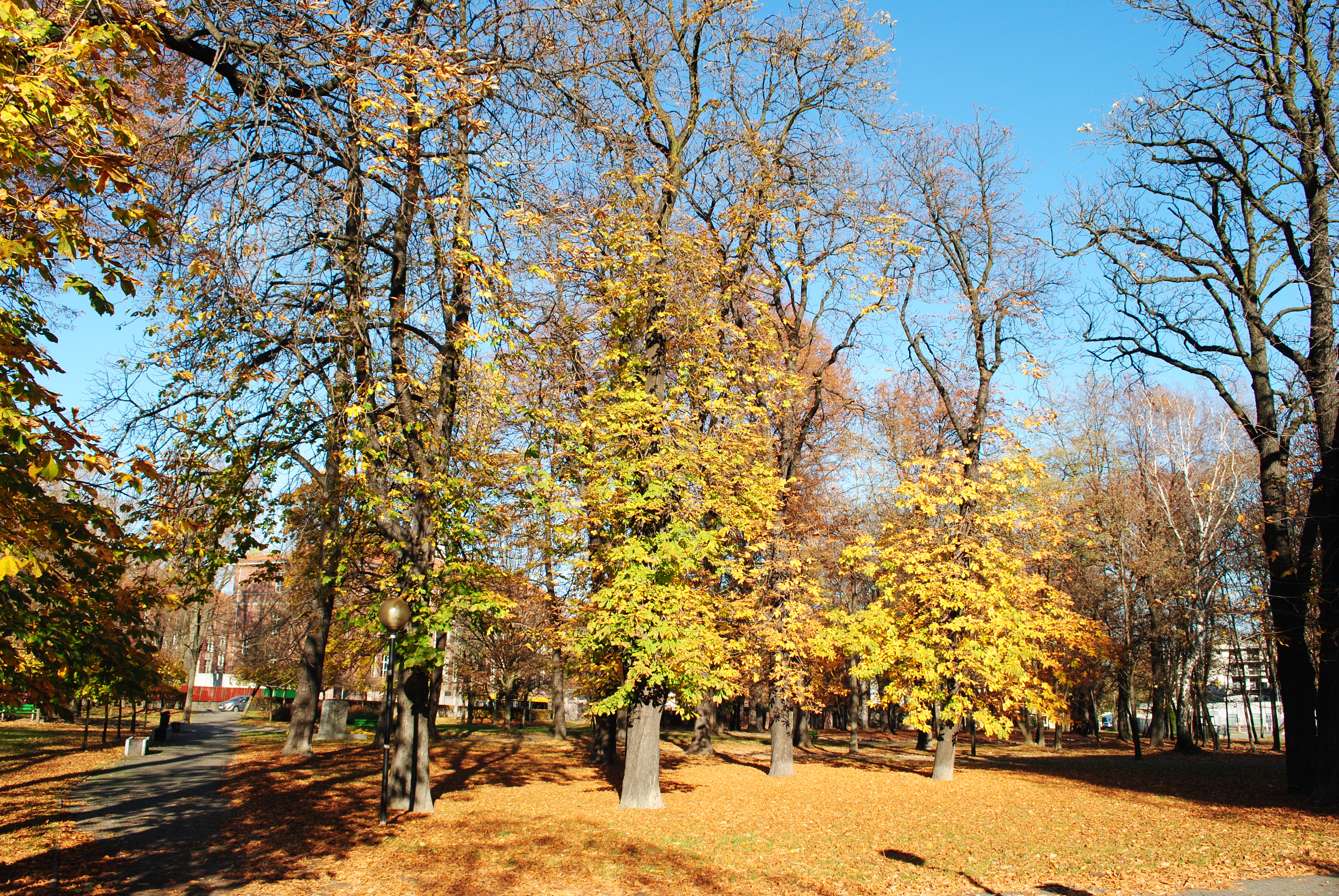
Fragment skweru R. Holtzego jesienią 2020 roku

Znaczny udział terenów dzielnicy obejmują tereny zieleni urządzonej. Położony na terenie Osiedla Paderewskiego-Muchowcu Katowicki Park Leśny jest największym powierzchniowo obiektem zieleni miejskiej w Katowicach. Powierzchnia parku wynosi 284,67 ha, z czego 159 ha przypada na lasy. Zarząd parku mieści się w budynku przy ulicy Francuskiej 180a. Część parku obejmuje także Dolinę Trzech Stawów, która jest intensywnie urządzona. Lasy obejmują przede wszystkim część parku na południe od autostrady A4, a cały park należy do terenów o podwyższonej wartości przyrodniczej. Znajdują się tutaj liczne stanowiska roślin chronionych, a park jest także miejscem żerowania i rozrodu szeregów gatunków zwierząt, głównie płazów. Park ten ochrania także pozostałości siedlisk wilgotnych lasów liściastych Górnych Lasów Pszczyńskich w granicach miasta.
Park Dolina Trzech Stawów o powierzchni 65,5 ha jest położony w sąsiedztwie terenów zurbanizowanych i jest dosyć intensywnie wykorzystywany rekreacyjnie. Występuje tam także spore zróżnicowanie środowiskowe – stwierdzono tam stanowiska trzech gatunków roślin chronionych i kilku gatunków chronionych płazów. Dolina ta także stanowi miejsce żerowania wielu gatunków ptaków. Roślinność obszaru Doliny Trzech Stawów stanowi zaś mozaikę różnego typu zbiorowisk o zachowanych w różnym stopniu walorach naturalnych i półnaturalnych. Towarzyszy im także roślinność synantropijna i kultywowana.

## Historia

### Do II wojny światowej
Osadnictwo na terenie Osiedla Paderewskiego-Muchowca notuje się już w XIV wieku. W tym okresie, w 1360 roku została wzmiankowana po raz pierwszy wieś Jaźwce, która znajdowała się w obrębie dzisiejszego Muchowca. W dokumencie tym książę opawsko-raciborski Mikołaj II sprzedał Ottonowi z Pilczy m.in. Bogucice, Jaźwce, Roździeń, Szopienice, Załęże i miasto Mysłowice, zachowując nad nimi zwierzchność lenną. Od XVI wieku wieś ta jest niezamieszkana – pojawia się ona jako opuszczona osada w dokumentach sprzedaży dóbr mysłowickich wraz z Kozińcem i Szopienicami z 1536 roku. W XVII wieku Jaźwce już nie jest notowana w dokumentach, zaś w późniejszym czasie tereny dawnej wsi porastały już lasy.
Na pograniczu współczesnego Śródmieścia i Osiedla Paderewskiego-Muchowca, w XVI wieku została założona osada o nazwie Karbowa, która była przysiółkiem Kuźnicy Boguckiej. Pierwsza wzmianka o Karbowej pochodzi z 1598 roku, a pierwotnie Karbowa składała się z folwarku i osady folwarcznej. W XVII wieku został założony Muchowiec, będący wówczas przysiółkiem Katowic.

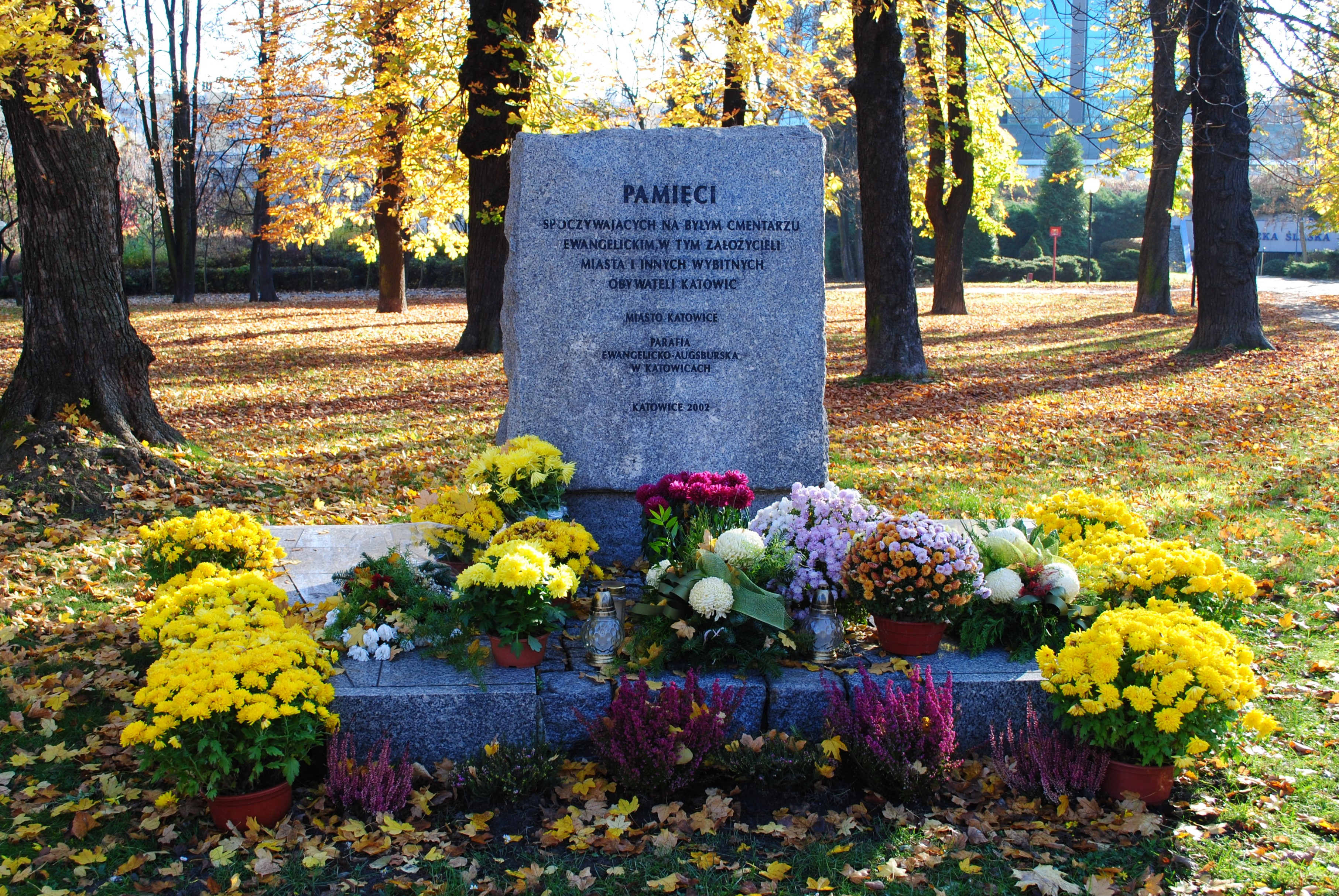
Tablica upamiętniająca pochowanych na dawnym cmentarzu ewangelików, znajdująca się w miejscu starego cmentarza ewangelickiego powstałego w 1856 roku (skwer. R. Holtzego)

W XVIII wieku istniała już droga, w ślad której przebiega obecna ulica Francuska. Droga ta na początku XIX wieku była ważnym szlakiem łączącym Katowice z Karbową i kierowała się dalej do Muchowca. W połowie XIX wieku istniała już droga łącząca Zawodzie z Murckami i dalej z Tychami przez późniejszą kolonię Zuzanny, w śladzie której ciągnie się współczesna ulica Murckowska. W tym czasie droga biegła na przeważającym odcinku przez las. Około 1901 roku nadano jej nazwę Emanuelssegenstrasse, zaś około 1920 roku ulica zyskała obecną nazwę.
Na obszarze Osiedla Paderewskiego-Muchowca w 1856 roku został założony pierwszy ewangelicki cmentarz w ówczesnych granicach Katowic. Mieścił się on przy dzisiejszej ulicy K. Damrota, w miejscu obecnego skweru R. Holtzego.
W latach 1842–1843 w rejonie Osiedla Paderewskiego-Muchowca funkcjonowała niewielka kopalnia „Albert”, zaś w latach 1855–1859 kopalnia „Schilling”, która jeszcze na krótko wznowiła wydobycie w 1864 roku. We wschodniej części Osiedla Paderewskiego-Muchowca, w latach 70. XIX wieku dla górników kopalni węgla kamiennego „Susanne” powstała założona kolonia Zuzanny. Została ona wybudowana na terenach dawnej gminy Janów. Budynki mieszkalne kolonii były przeludnione – w małych domach mieszkało wówczas przeciętnie po 22 osoby. Sama zaś kopalnia „Susanna” została nadana 13 kwietnia 1838 roku. Była ona pierwotnie własnością gwarectwa, które utworzyli Traugott Knaut i Aleksander Mieroszewski. Kopalnia wydobywała węgiel kamienny w polu górniczym Reserve. Część pola w 1899 roku została zakupiona przez spółkę Georg von Giesches Erben, która przyłączyła je w 1900 roku do kopalni „Giesche” (późniejsza kopalnia „Wieczorek”).

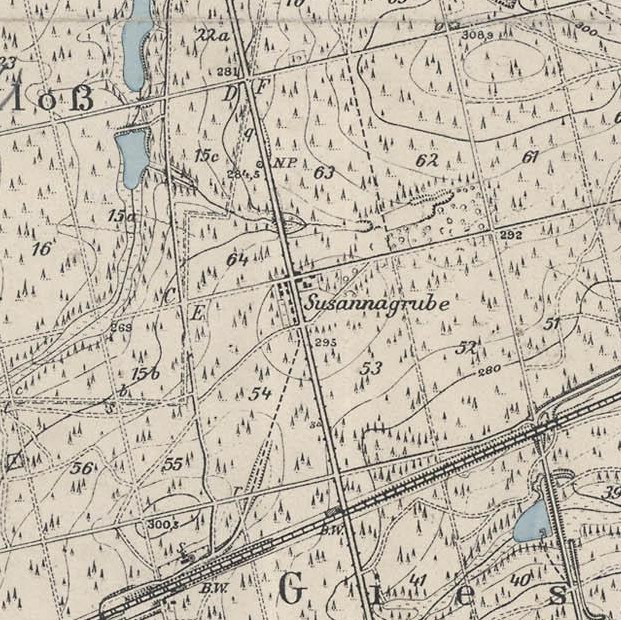
Fragment mapy wydanej w 1907 roku przedstawiającej rejony dzisiejszego węzła drogowego Murckowska; pośrodku zaznaczona jest dawna kolonia Zuzanny

Karbowa w XIX wieku stała się ośrodkiem hutnictwa cynku, a jej rozwój był ściśle związany z sąsiednimi Katowicami. Na terenach Karbowej, w rejonie obecnego węzła ulicy Francuskiej z autostradą A4, w 1842 roku została uruchomiona huta cynku „Emma”, a obok niej zaczęły powstawać familoki. Budynki te były małe i bez dostępu do mediów, a w nich mieszkało średnio po 2-4 rodziny. Sama zaś huta była niewielkim zakładem. W 1876 roku huta dostarczyła 394 tony cynku, zaś w 1880 roku huta ta była już obiektem przestarzałym i została ona wówczas unieruchomiona. Część terenów folwarcznych Karbowej zostało wykupionych przez kopalnię „Ferdynand” (późniejsza kopalnię „Katowice”) pod budowę osiedla dla swoich pracowników.
Tereny Karbowej zostały 11 września 1865 roku wraz z uzyskaniem przez Katowice praw miejskich włączone w granice nowego miasta. W tym czasie obszar dworski Katowice, który funkcjonował dalej bez zmian, obejmował m.in. tereny na południe od Karbowej w kierunku Muchowca. W dniu 24 czerwca 1870 roku oddano do użytku przechodzącą przez teren dzielnicy odcinek linii Kolei Prawego Brzegu Odry na trasie Szopienice Północne – Murcki. W grudniu 1885 roku w Karbowej mieszkało 487, na Muchowcu 6, a w kolonii Zuzanny 183 osoby.
Na przełomie XIX i XX wieku w rejonie Muchowca wzniesiono zabudowę mieszkalną dla pracowników okolicznych cegielni, zaś pod koniec XIX wieku powstał tutaj zameczek myśliwski. Na początku XX wieku w jego miejscu, przy ulicy Francuskiej w rejonie pętli autobusowej postawiono nieistniejący obecnie Zamek Leśny (niem. Wilhelmstal). Od początku XX wieku Muchowiec zaczęła się przekształcać w ośrodek rekreacyjny. W samym zaś zameczku powstała restauracja.
Pod koniec XIX wieku w miejscu obecnego wieżowca Francuska 70 budowniczy Max Schalscha uruchomił cegielnię parową. Od początku XX wieku czynne były w rejonie Karbowej dwa tego typu zakłady.
W dniu 1 kwietnia 1909 roku do katowickiego obszaru dworskiego włączono zachodnie skrawki obszaru dworskiego Mysłowice Zamek, które zostały odcięte od Mysłowic po powstaniu obszaru dworskiego Giszowiec. Włączone tereny obejmowały rejony dzisiejszego muchowieckiego lotniska oraz Dolinę Trzech Stawów. Dokładnie dziesięć lat później, 1 kwietnia 1919 roku do Bogucic przyłączono część katowickiego obszaru dworskiego, w tym fragment w okolicach Karbowej. Samo zaś miasto Katowice wyraziło sprzeciw co do tej decyzji.
W 1924 roku tereny Muchowca zostały włączone w granice miasta Katowice wraz z likwidacją 30 czerwca 1924 roku obszaru dworskiego Katowice-Zamek i włączeniem w granice miasta terenów dawnego obszaru dworskiego dzień później. W tym samym roku, 15 października 1924 roku do Katowic włączono m.in. tereny dawnej gminy Bogucice. Z inicjatywy Ligi Obrony Powietrznej w latach 20. XX wieku w granicach współczesnej dzielnicy zostało wybudowane lotnisko o charakterze sportowym – lotnisko Katowice-Muchowiec. Lotnisko to zostało otwarte 2 stycznia 1929 roku. W latach międzywojennych tereny leśne na Muchowcu i kolonii Zuzanna były jednymi z terenów rekreacyjnych dla mieszkańców Katowic, a latem Liga Morska i Kolonialna w Dolinie Trzech Stawów organizowała otwarte kąpieliska.
Działania zbrojne II wojny światowej na terenie całych Katowic trwały już od 1 września 1939 roku, kiedy to niemieckie lotnictwo zbombardowało muchowieckie lotnisko. W dniach 3 i 4 września 1939 roku oddziały samoobrony z Karbowej stawiały czynny opór oddziałom Wehrmachtu kierującymi się ze strony Brynowa.

### Lata powojenne

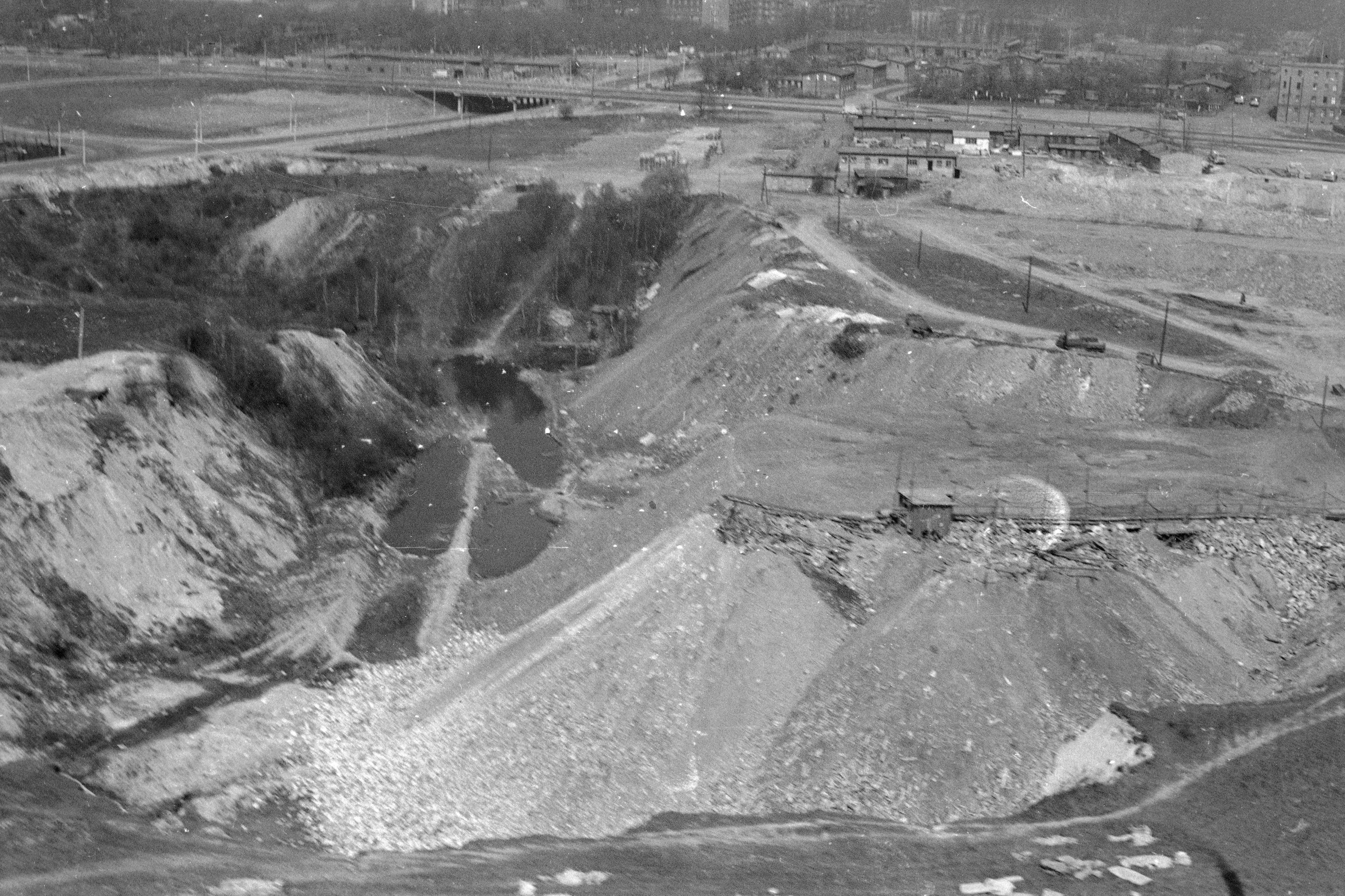
Zdjęcie lotnicze z 1974 roku przedstawiające tereny w rejonie dzisiejszego węzła ulicy Francuskiej z autostradą A4; na pierwszym planie obszar dzisiejszego WORD-u Katowice oraz biurowca Francuska 70, zaś ówcześnie na pierwszym planie znajdowała się cegielnia „Karbowa”, zaś po drugiej stronie alei Górnośląskiej, w górnej prawej części zdjęcia, widoczna jest zabudowa nieistniejącej osady Karbowa

Po II wojnie światowej w rejonie Karbowej zaczęły powstawać baraki przeznaczone dla różnych biur oraz przedsiębiorstw, a także magazyny. W latach 50. XX wieku celem przeniesienia towarowego ruchu pociągów z centrum Katowic powstała na Muchowcu towarowa stacja rozrządowa. W dniu 2 maja 1951 roku rozpoczęto budowę pierwszego kościoła pw. Wniebowzięcia Najświętszej Maryi Panny przy ulicy Granicznej, a jego poświęcenie odbyło się 1 listopada 1951 roku. W rejonie kolonii Zuzanny, w lutym 1959 roku rozpoczęto prace nad budową szybu V Kopalni Węgla Kamiennego „Staszic” o głębokości 550 metrów. Przeznaczony jest on jako szyb materiałowo-zjazdowy. Muchowieckie lotnisko dla lotów pasażerskich czynne było do 15 czerwca 1959 roku – dalsze jego funkcjonowanie uniemożliwiały powstałe tam szkody górnicze. Tereny kolonii Zuzanna zostały włączone do Katowic 31 grudnia 1959 roku.
W latach 60. XX wieku w południowej części Osiedla Paderewskiego-Muchowca został założony Katowicki Park Leśny, a w tym samym okresie rozpoczęto rozbiórkę zabudowy Karbowej. W dniu 1 kwietnia 1967 roku przy ulicy Powstańców 52 została uruchomiona nowa baza Wojewódzkiego Pogotowia Ratunkowego w Katowicach. Miejsce starego, zdewastowanego po II wojnie światowej cmentarza ewangelickiego przy ulicy K. Damrota od lat 70. XX wieku było już terenem zielonym, które zaadaptowano na skwer.

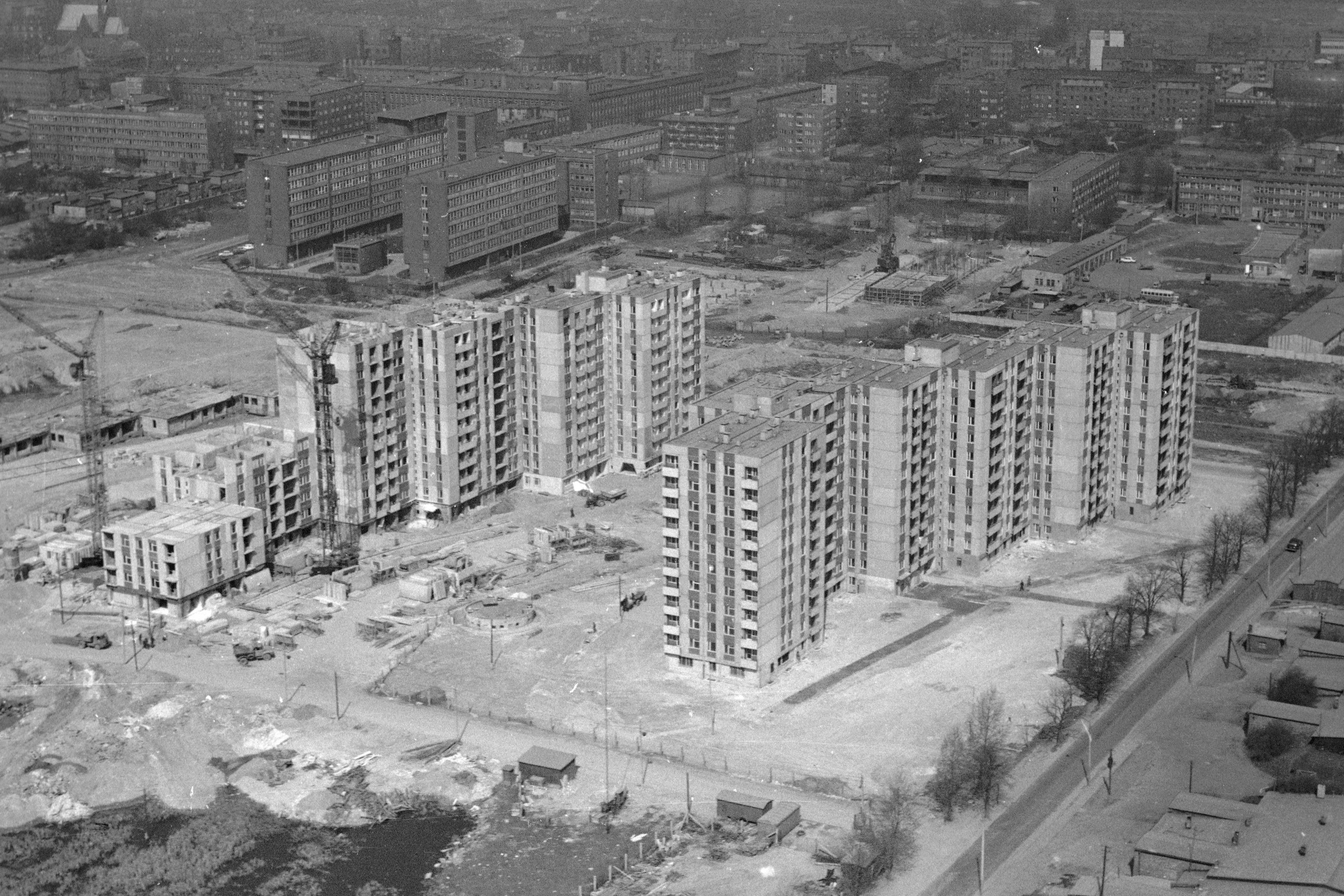
Budowa osiedla im. Ignacego Jana Paderewskiego; zdjęcie z 1974 roku

W latach 70. XX wieku na terenach Karbowej i częściowo w Zawodziu powstało osiedle imienia Ignacego Jana Paderewskiego, składające się z jedenastokondygnacyjnych budynków wielorodzinnych. Decyzję o budowie osiedla podjęto w 1965 roku. W konkursie na jego projekt uczestniczyło łącznie sześć zespołów, a autorami nagrodzonej koncepcji osiedla był zespół architektów z katowickiego „Miastoprojektu”: Jurand Jarecki, Stanisław Kwaśniewicz i Ryszard Ćwikliński. Prace nad budową osiedla rozpoczęto w 1970 roku i odbywały się one w trzech etapach, z czego ostatni został ukończony w 1980 roku. Inwestorem osiedla była Katowicka Spółdzielnia Mieszkaniowa.
W dniu 24 maja 1971 roku oddano do użytku odcinek alei Górnośląskiej przebiegający przez Osiedle Paderewskiego-Muchowiec, łączący dawne rondo mikołowskie (obecnie znajduje się tam węzeł drogowy z ulicą Mikołowską) z ulicą Murckowską. Drogę tę jeszcze w latach 70. XX wieku rozbudowano do dwóch pasów w każdym kierunku, a także powstał wówczas bezkolizyjny węzeł drogowy na skrzyżowaniu z ulica Francuską. Rozpoczęto też budowę węzła typu koniczynka na skrzyżowaniu z ulicą Murckowską. W 1975 roku rozpoczęto prace nad przebudową ulicy Murckowskiej na drogę z trzema pasami ruchu w obydwu kierunkach. Pod jego budowę w latach 70. i 80. XX wieku wyburzono zabudowę kolonii Zuzanny, zaś w 1983 roku nazwę kolonii wykreślono z map Katowic.
W 1978 roku na terenie osiedla I.J. Paderewskiego został odsłonięty pomnik Żołnierza Polskiego, który w czasach Polski Ludowej był miejscem odbywania szeregu uroczystości o charakterze państwowym. W latach 1980–1983 w miejsce dotychczasowego kościoła powstał nowy gmach świątyni pw. Wniebowzięcia Najświętszej Maryi Panny. Została ona konsekrowana 11 października 1997 roku. W latach 80. XX wieku ulicę gen. K. Pułaskiego poprowadzono pod aleją Górnośląską. W sąsiedztwie nowego zjazdu powstał latach 1985–1986 pomnik Trudu Górniczego autorstwa Tadeusza Łodziany.

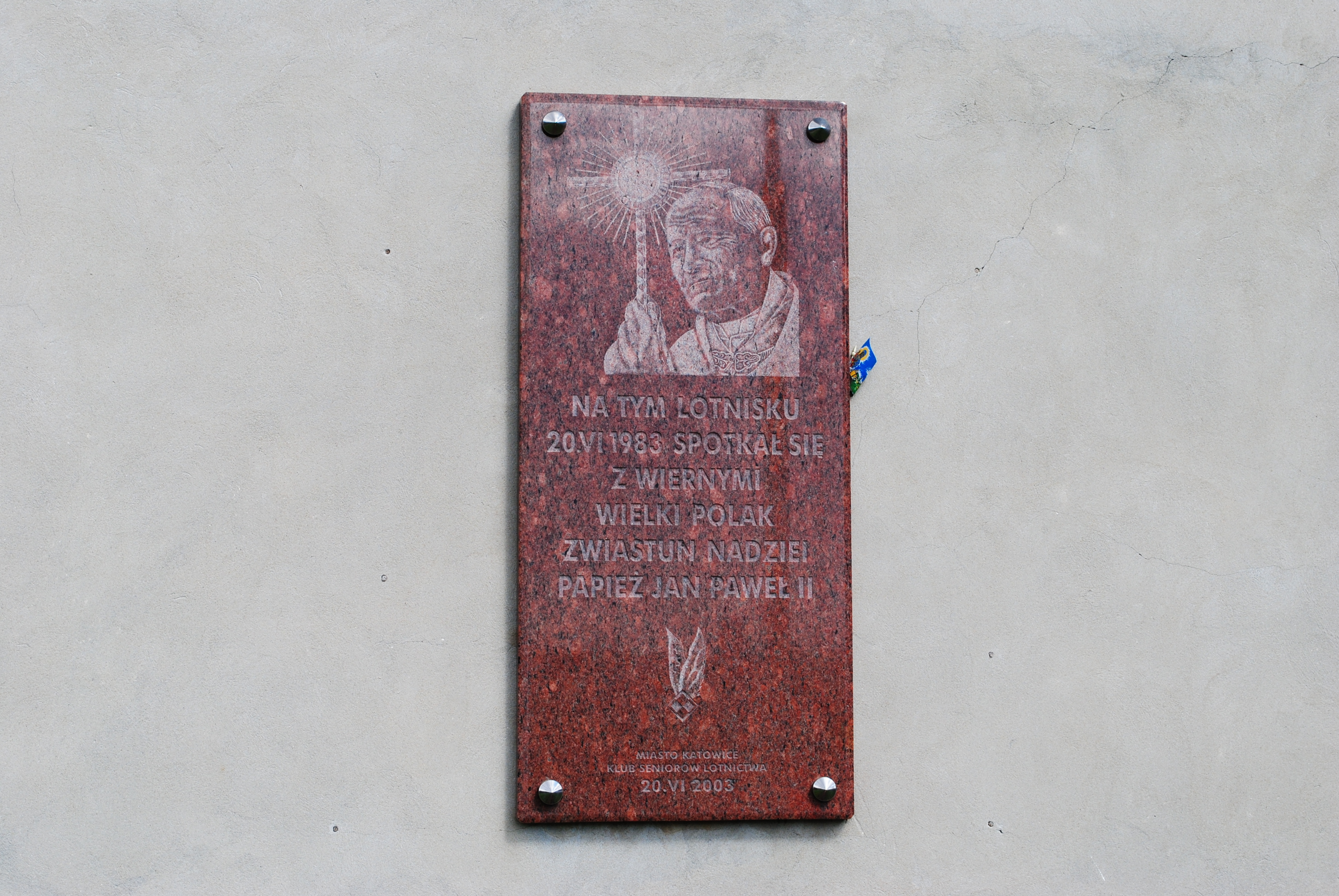
Tablica upamiętniająca wizytę papieża Jana Pawła II, który w dniu 20 kwietnia 1983 roku spotkał się z wiernymi na lotnisku na Muchowcu

W dniu 20 czerwca 1983 roku na teren muchowieckiego lotniska przybył podczas drugiej pielgrzymki do Polski papież Jan Paweł II. Na terenie lotniska odprawiono wówczas nabożeństwo przed specjalnie przywiezionym obrazem Matki Boskiej Piekarskiej. Na miejscu papieża przywitali: metropolita katowicki biskup Herbert Bednorz wraz jego biskupami pomocniczymi, wojewoda katowicki generał Roman Paszkowski, przewodniczący Wojewódzkiej Rady Narodowej Zbigniew Messner i prezydent Katowic Edward Mecha. Według szacunków Służby Bezpieczeństwa, w nabożeństwie zorganizowanym na lotnisku uczestniczyło około 900 tysięcy osób, zaś strona kościelna szacowała liczbę przybyłych wiernych na 1,5 mln.

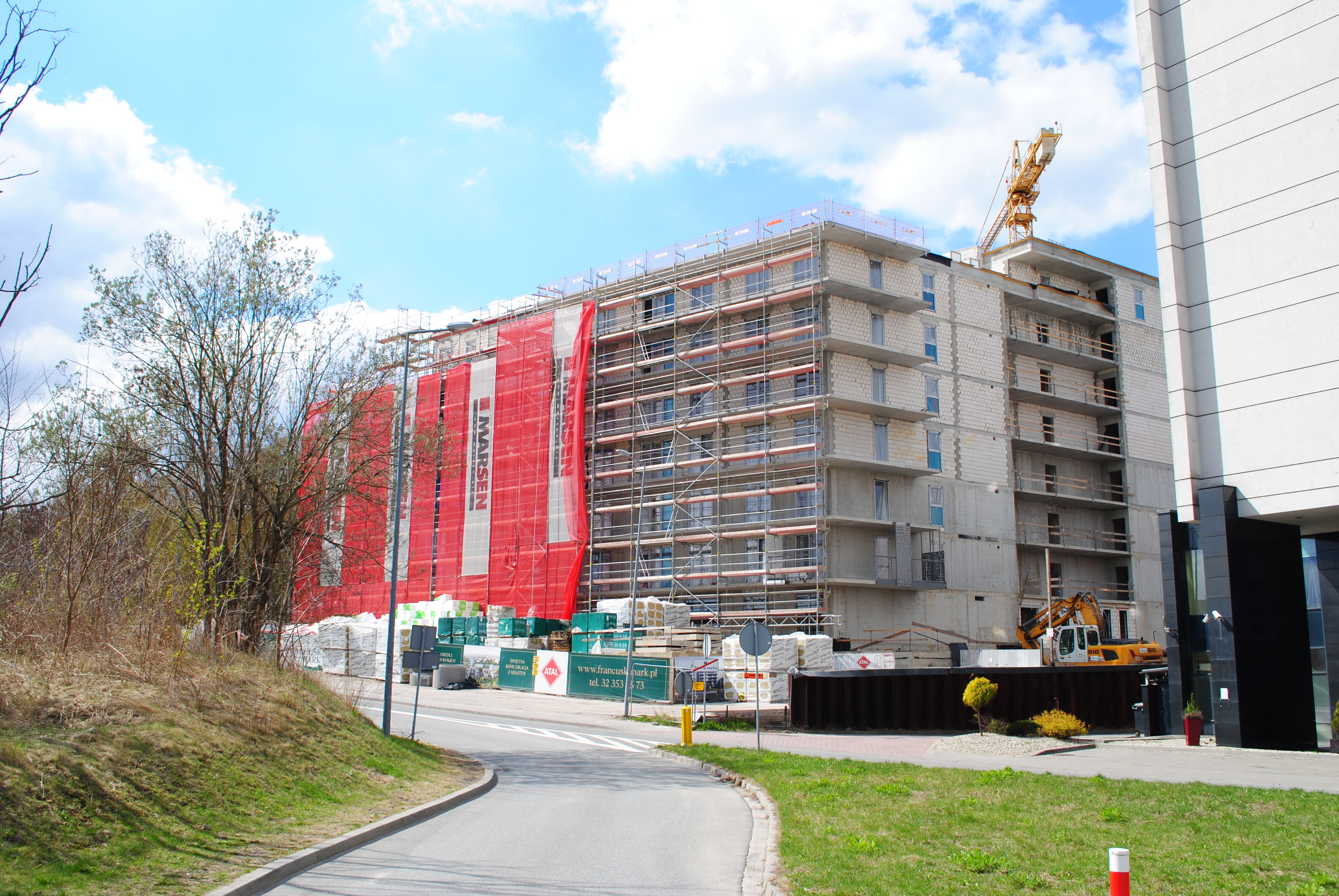
Budowa osiedla Francuska Park w kwietniu 2022 roku

Dnia 16 września 1991 roku Rada Miejska w Katowicach przyjęła uchwałę, na mocy której 1 stycznia 1992 roku podzielono Katowice na 22 pomocnicze jednostki samorządowe i 22 obszary ich działania. W tym czasie powołano także jednostkę samorządową nr 4 Os. Paderewskiego – Muchowiec. W latach 90. XX wieku w rejonie placu Rady Europy powstało kilka nowoczesnych budynków biurowych i obiektów użyteczności publicznych: w 1990 roku oddział banku PKO, w 1998 (bądź 1997) roku gmach Biblioteki Śląskiej, w 1999 roku placówka ówczesnego BRE Banku. W dniu 30 października 1996 roku oddano do użytku odcinek autostrady A4 pomiędzy ulicą Murckowską a Mysłowicami, a w tym samym roku ukończono modernizację trasę alei do ulicy Francuskiej. Drogę na odcinku pomiędzy węzłem Murckowska a węzłem Francuska przebudowano na autostradę do 2001 roku. Dzięki bliskości drogi szybkiego ruchu łączącej Wrocław z Krakowem na terenie Osiedla Paderewskiego-Muchowca zaczęła rozwijać się sieć punktów handlowo-usługowych, w tym o oddane do użytku w 1999 roku Centrum Handlowe 3 Stawy, które zostało zmodernizowano w 2014 roku.
Osiedle Paderewskiego-Muchowiec od lat 90. XX wieku stało się miejscem rozwoju nowych inwestycji mieszkaniowych, zwłaszcza w pobliżu Doliny Trzech Stawów. W maju 2011 roku wydano pozwolenie na budowę osiedla Francuska Park, zlokalizowanego w rejonie ulicy Francuskiej i w sąsiedztwie muchowieckiego lotniska. Pierwsze dziewięć budynków na osiedlu wybudowano w latach 2013–2015.

## Demografia
| Okres/ l. ludności   | przedprodukcyjny (0–18 lat) | produkcyjny (18–60/65 lat) | poprodukcyjny (pow. 60/65 lat) | Razem |
| -------------------- | --------------------------- | -------------------------- | ------------------------------ | ----- |
| Ogółem               | 1555                        | 6486                       | 3204                           | 11245 |
| kobiety              | 770                         | 3271                       | 2155                           | 6196  |
| mężczyźni            | 785                         | 3215                       | 1049                           | 5049  |
| Wskaźnik feminizacji | 98                          | 102                        | 205                            | 123   |

W 1988 roku tereny współczesnego Osiedla Paderewskiego-Muchowca zamieszkiwało 14337 osób, z czego największy udział stanowiły osoby w przedziale lat 30–44, zaś najmniejszy w wieku powyżej 60 lat. W 2005 roku na Osiedlu Paderewskiego-Muchowcu mieszkało łącznie 12291 osób, zaś dwa lata później, w grudniu 2007 roku dzielnica liczyła 12253 mieszkańców, co stanowiło wówczas 3,9% ludności miasta. Gęstość zaludniania wynosiła 1651 osób/km². Osiedle Paderewskiego-Muchowiec było wówczas na 22 dzielnice Katowic 13. pod względem liczby ludności i 15. pod względem gęstości zaludnienia. W tym czasie udział poszczególnych grup ludności pod względem wieku był wyrównany, nie licząc osób w wieku 0–14, których było zdecydowanie mniej od pozostałych w tamtym okresie.
Pod koniec 2013 roku Osiedle Paderewskiego-Muchowiec liczyło 946 osób w wieku powyżej 75 lat.
W dniu 31 grudnia 2014 roku na Osiedlu Paderewskiego-Muchowcu mieszkało łącznie 11347 mieszkańców, a gęstość zaludnienia wynosiła w tym czasie 1529 osób/km² i była mniejsza od gęstości w całych Katowicach wynoszącej wówczas 1781 osób/km². W podziale na ekonomiczne grupy ludności, w tym okresie mieszkało 1542 osoby w wieku przedprodukcyjnym (14% mieszkańców dzielnicy), 6674 osoby były w wieku produkcyjnym (59% ogółu), a 3131 mieszkańców Osiedla Paderewskiego-Muchowca miało wiek poprodukcyjny (29% wszystkich mieszkańców). W podziale na płeć, w dniu 31 grudnia 2014 roku na Osiedlu Paderewskiego-Muchowcu mieszkało 5099 mężczyzn i 6248 kobiet. Współczynnik feminizacji w tym okresie wynosił 123 i był drugi najwyższy (po Koszutce) spośród wszystkich katowickich dzielnic.

Szczegółowe dane dotyczące liczby ludności w poszczególnych latach na terenie Osiedla Paderewskiego-Muchowca przedstawia poniższy wykres:
Źródła danych: 1988; 1997; 2005; 2010; 2015; 2020
Według badań sondażowych przeprowadzonych w 2011 roku, 63,6% badanych mieszkańców Osiedla Paderewskiego-Muchowca zadeklarowało narodowość polską, 9,1% narodowość śląską (był to drugi, po Brynowie części wschodniej-Osiedlu Zgrzebnioka i na równi z Kostuchną, najniższy odsetek spośród wszystkich katowickich dzielnic), 25,0% jednocześnie śląską i polską, a 2,3% inną.
Według prognoz demograficznych opracowanych w 2007 roku, liczbę ludności jednostek urbanistycznych Brynów i Muchowiec według prognozy biologicznej do roku 2030 w wariancie pesymistycznym na 2010 rok szacowano na 22612 osoby, na 2020 rok na 20994 osoby, zaś na 2030 rok na 18455 osób, zaś w wariancie optymistycznym odpowiednio: 22636, 21279 i 19064 osoby. W przypadku jednostki urbanistycznej Osiedle Paderewskiego-Roździeńskiego prognoza ta w wariancie pesymistycznym oszacowała liczbę mieszkańców w 2010 roku na 16009 osób, w 2020 roku na 14960 osób, zaś w 2030 roku na 13037 osób. W przypadku prognozy optymistycznej prognozy wskazywały odpowiednio: 16027, 15157 i 13441 osób.

## Polityka i administracja

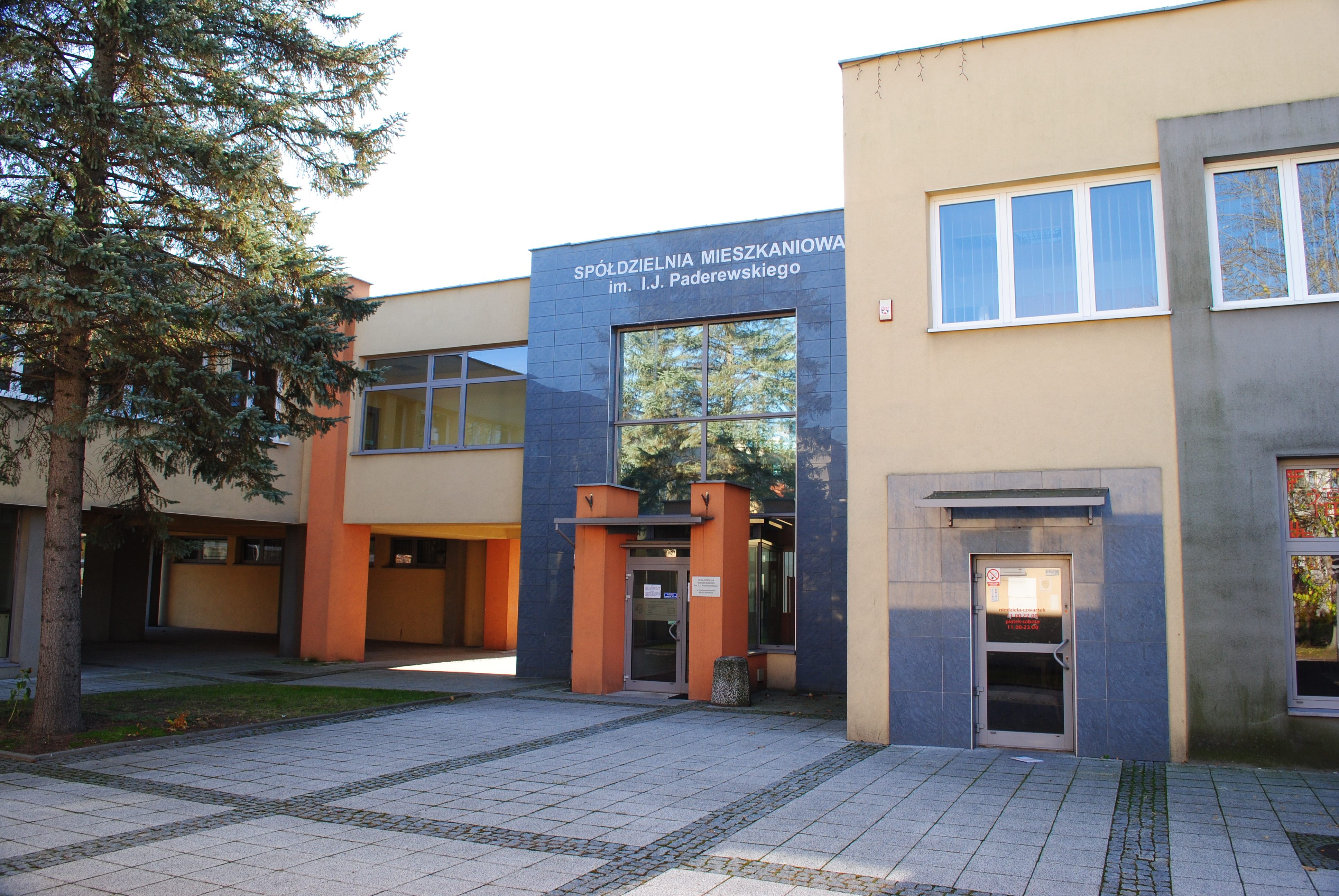
Siedziba Spółdzielni Mieszkaniowej im. I.J. Paderewskiego przy ulicy ul. I.J. Paderewskiego 65

Dzielnica nr 4 Osiedle Paderewskiego-Muchowiec jest jedną z 22 dzielnic Katowic, będącą jednostką pomocniczą gminy. Została ona powołana na mocy uchwały Rady Miejskiej w Katowicach jako jednostka samorządowa (dzielnica) nr 4 w dniu 1 stycznia 1992 roku. Według Uchwały nr XLVI/449/97 Rady Miejskiej Katowic z dnia 29 września 1997 roku Osiedle Paderewskiego-Muchowiec jest statutową dzielnicą w zespole dzielnic śródmiejskich.
Obowiązujący statut dzielnicy został ustanowiony na mocy Uchwały Nr XLI/894/21 Rady Miasta Katowice z 25 listopada 2021 roku. Zgodnie z przepisami statutu, organami dzielnicy jest Rada Dzielnicy oraz Zarząd Dzielnicy. Rada Dzielnicy składa się z 15 radnych wybieranych na pięcioletnią kadencję. Jest ona organem stanowiącym dzielnicy, a do zadań Rady Dzielnicy należy m.in. występowania do organów miasta Katowice w sprawie wniosków mieszkańców dzielnicy w zakresie jej działania, inicjowanie i organizowanie obchodów okolicznościowych, imprez kulturalnych, sportowych czy rekreacyjnych, opiniowanie inicjatyw lokalnych czy też wnioskowanie w sprawach miasta dotyczących obszaru Osiedla Paderewskiego-Muchowca. Zarząd Dzielnicy zaś jest organem wykonawczym dzielnicy. Przewodniczący Zarządu reprezentuje dzielnicę na zewnątrz, a do zadań Zarządu należy m.in. przyjmowanie wniosków mieszkańców dzielnicy, organizowanie i koordynowanie inicjatyw społecznych, informowanie mieszkańców o sprawach dzielnicy bądź też przygotowywanie projektów uchwał Rady Dzielnicy.
Siedziba Rady Dzielnicy nr 4 Osiedle Paderewskiego-Muchowiec znajduje się w budynku Urzędu Miasta Katowice przy ulicy Francuskiej 70. W kwietniu 2022 roku Przewodniczącym Rady Dzielnicy był Grzegorz Pająk, zaś Przewodniczącym Zarządu Dzielnicy Adam Południak.
Położonym w dzielnicy osiedlem im. Ignacego Jana Paderewskiego zarządza Spółdzielnia Mieszkaniowa im. I.J. Paderewskiego, która jest trzecią po Katowickiej SM i SM „Piast” największą spółdzielnią mieszkaniową w Katowicach i w 2007 roku liczyła 4,1 tysięcy członków. Pod koniec 2019 roku spółdzielnia zrzeszała 3999 członków, a w jej zasobach mieszkało łącznie 7255 osób. W zasobach spółdzielni znajdują się 4146 mieszkań, 96 garaży i 240 lokali użytkowych. Siedziba Spółdzielni mieści się w budynku przy ulicy ul. I.J. Paderewskiego 65.

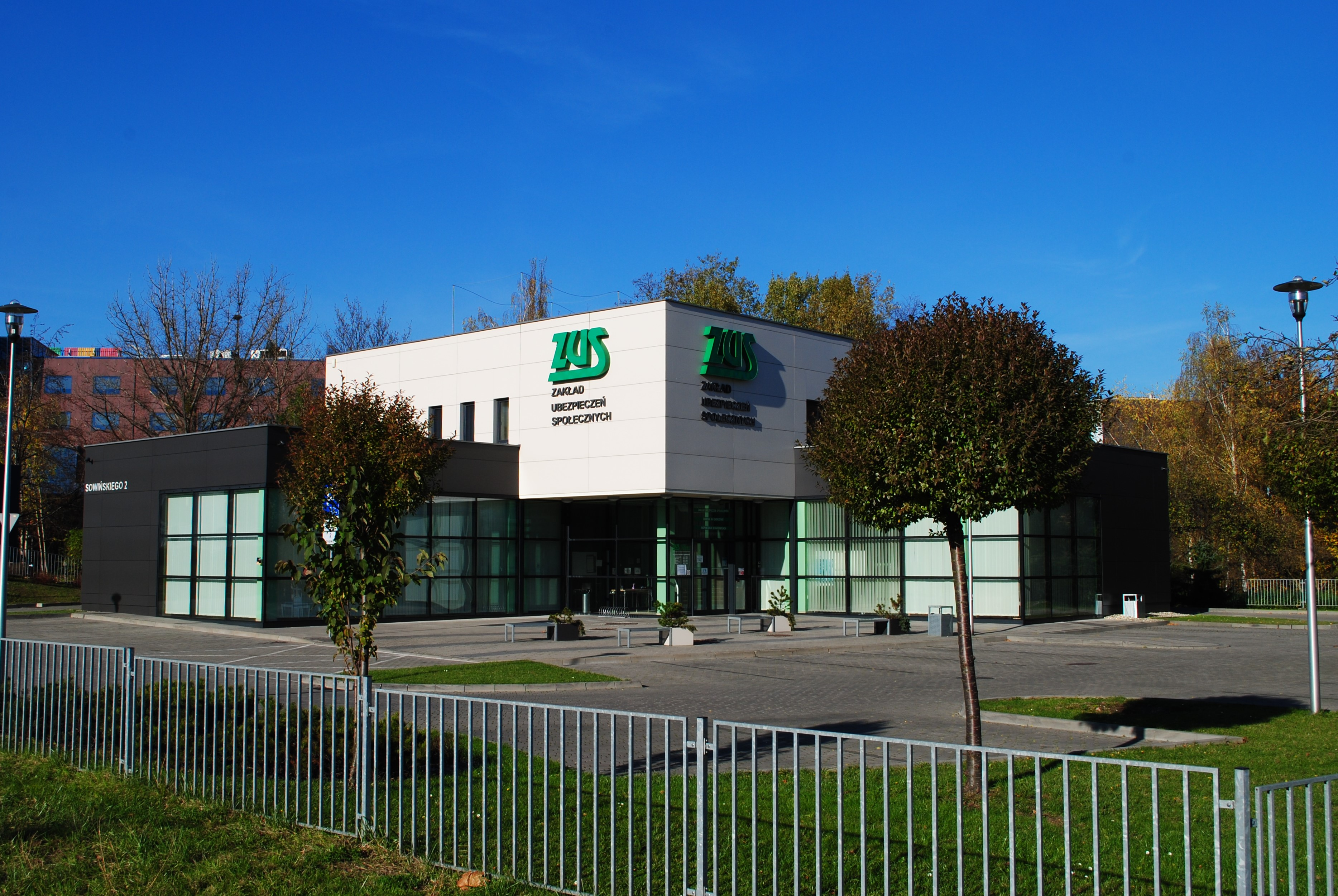
Zakład Ubezpieczeń Społecznych. Inspektorat w Katowicach (ul. gen. J.L. Sowińskiego 2)

W biurowcu przy ulicy Francuskiej 70 swoją siedzibę ma część jednostek Urzędu Miasta Katowice, w tym m.in. Wydział Uprawnień Komunikacyjnych, Wydział Podatków i Opłat Lokalnych czy też Archiwum zakładowe Urzędu. Swoją siedzibę ma tu też m.in. część działów Miejskiego Ośrodka Pomocy Społecznej w Katowicach. Pod adresem ul. Francuska 70a mieści się natomiast siedziba Sądu Rejonowego Katowice-Wschód. W innych częściach Osiedla Paderewskiego-Muchowca według stanu z połowy kwietnia 2022 roku znajdowały się następujące placówki administracyjne i urzędy:
- Drugi Urząd Skarbowy w Katowicach (ul. I.J. Paderewskiego 32b)[130],
- Izba Administracji Skarbowej w Katowicach (ul. K. Damrota 25)[131],
- Kuratorium Oświaty w Katowicach (ul. Powstańców 41a)[132],
- Wojewódzki Ośrodek Dokumentacji Geodezyjnej i Kartograficznej w Katowicach (ul. Graniczna 29)[133],
- Wojewódzki Ośrodek Ruchu Drogowego w Katowicach i Oddział Terenowy Katowice Wojewódzkiego Ośrodka Ruchu Drogowego (ul. Francuska 78)[134],
- Zakład Ubezpieczeń Społecznych. Inspektorat w Katowicach (ul. gen. J.L. Sowińskiego 2)[135].

Na Osiedlu Paderewskiego-Muchowcu, przy ulicy Floriana 7 siedzibę ma także Zarząd Regionu Śląsko-Dąbrowskiego NSZZ „Solidarność”.

## Gospodarka

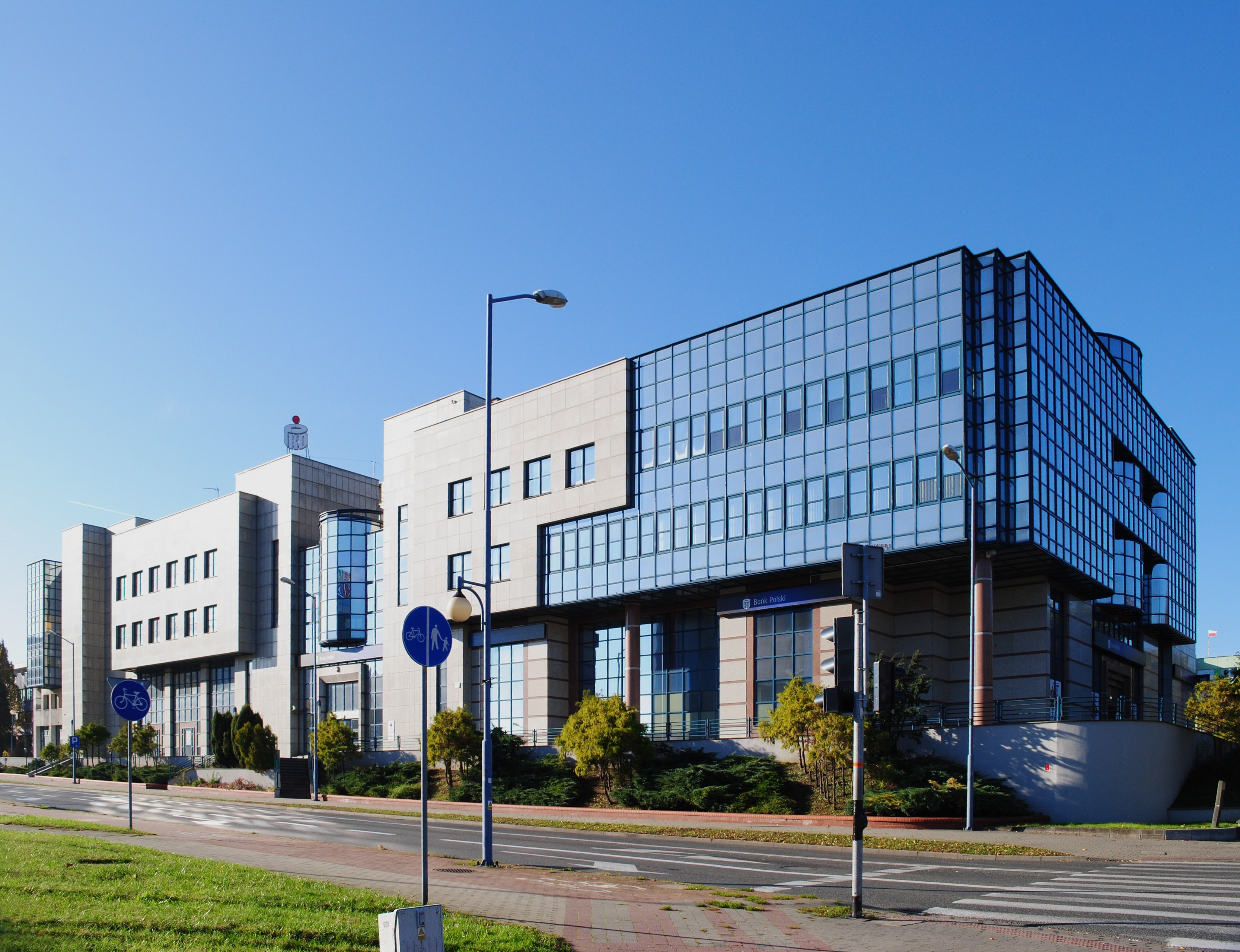
Oddział 1 w Katowicach PKO Banku Polskiego (ul. K. Damrota 23)

Gospodarka Osiedla Paderewskiego-Muchowca ma zróżnicowany charakter. Według stanu z 31 grudnia 2013 roku na terenie dzielnicy funkcjonowało 1914 podmiotów zarejestrowanych w systemie REGON, co stanowiło wówczas 4,2% wszystkich podmiotów w Katowicach, zaś 1780 z nich stanowiły mikrofirmy. W dniu 31 grudnia 2013 roku w Osiedlu Paderewskiego-Muchowcu zarejestrowanych było 286 bezrobotnych (2,48% ogółu mieszkańców dzielnicy).
Na Osiedlu Paderewskiego-Muchowcu swoje siedziby mają przedsiębiorstwa z różnych branż gospodarki. Spośród nich, w połowie kwietnia 2022 roku funkcjonowały: przedsiębiorstwa budowlane Bipromet (ul. Graniczna 29) i Energoaparatura (ul. gen. K. Pułaskiego 7), przedsiębiorstwo badawczo-rozwojowe JSW Innowacje (ul. I.J. Paderewskiego 41), Oddział 1 w Katowicach PKO Banku Polskiego (ul. K. Damrota 23), hurtownia farmaceutyczna Salus International (ul. K. Pułaskiego 9) czy też przedsiębiorstwo z branży gier wideo Keywords Studios (ul. Murckowska 14b). Swoją jedną z dwóch centrali na terenie dzielnicy, przy ulicy Francuskiej 44, ma także kolejowa spółka przewozowa PKP Cargo.

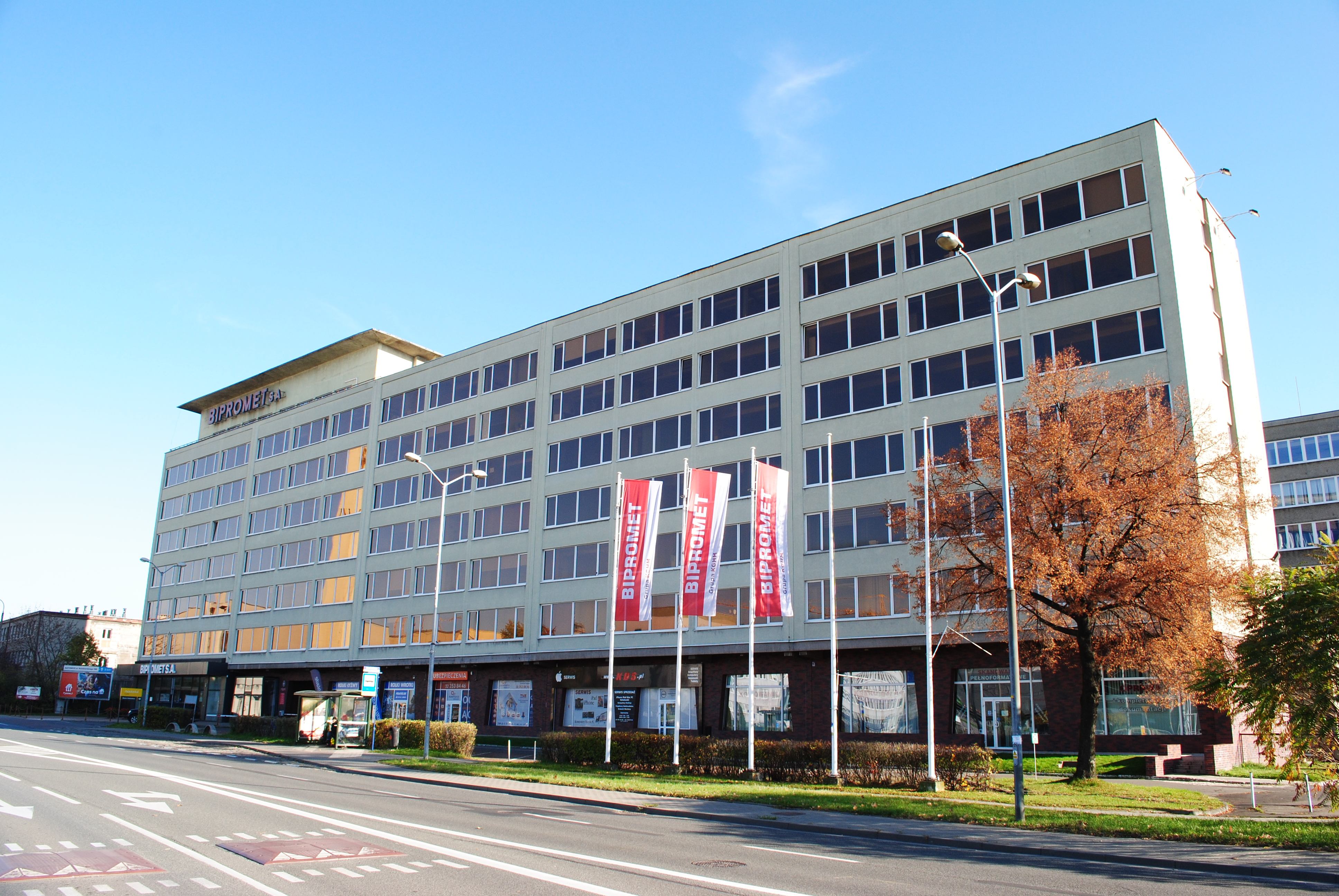
Siedziba firmy Bipromet (ul. Graniczna 29)

Dawne tereny przemysłowe zlokalizowane pomiędzy ulicą Murckowską a ulicą gen. K. Pułaskiego uległy przekształceniom na funkcje usługowe. Obszary o funkcji biurowej obejmują również tereny położone na północ od alei Górnośląskiej, gdzie mieści się m.in. placówka mBanku i biurowiec Atrium. Przy ulicy Murckowskiej 14, 16, 18 i 20 znajduje się kompleks biurowo-usługowy Green Park o łącznej powierzchni biurowej 24,8 tys. m², zaś na granicy Śródmieścia i Osiedla Paderewskiego-Muchowca, przy ulicy Francuskiej 42 powstał kompleks biurowy A4 Business Park, należący do spółki Echo Investment. Łączna powierzchnia biurowa kompleksu wynosi 31,0 tys. m². Funkcje biurowe pełni też biurowiec klasy B+ firmy CZAH, znajdujący się przy ulicy Z. Krasińskiego 29.

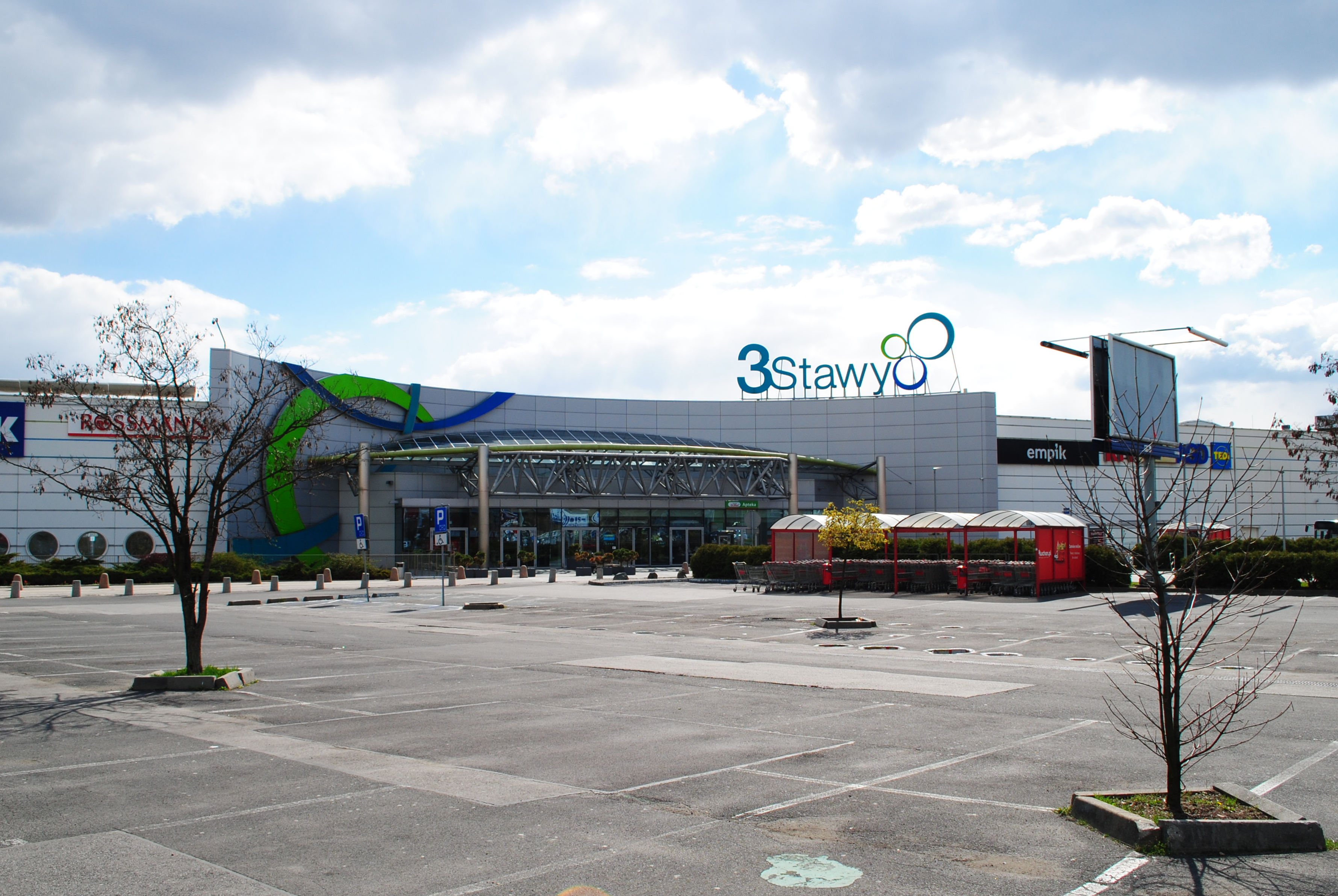
Centrum Handlowe 3 Stawy (ul. gen. K. Pułaskiego 60)

Osiedle Paderewskiego-Muchowiec jest także miejscem koncentracji hoteli, domów studenckich i innych placówek noclegowych. W kwietniu 2022 roku znajdowały się tutaj następujące hotele: Hotel Campanile Katowice (ul. gen. J. Sowińskiego 48) i Hotel Silesian (ul. Szybowcowa 1a). Przy ulicy I.J. Paderewskiego 30 zlokalizowany jest BaseCamp Katowice, a domy studenta mają tutaj także wiodące katowickie uczelnie, w tym: Uniwersytet Śląski w Katowicach (Dom Asystenta nr 3; ul. I.J. Paderewskiego 32), Akademia Muzyczna im. Karola Szymanowskiego w Katowicach (Dom Studenta „Parnas“; ul. Z Krasińskiego 27) i Politechnika Śląska w Gliwicach (Dom Studenta „Babilon”; ul. Z Krasińskiego 25a).
Lokalny ośrodek handlowo-usługowy Osiedla Paderewskiego-Muchowca zlokalizowany jest na osiedlu I.J. Paderewskiego i obejmuje rejony ulic: Granicznej, Sowińskiego i Szeptyckiego. Funkcja handlowo-usługowa samego zaś osiedla I.J. Paderewskiego realizowana jest przeważnie w parterach budynków mieszkalnych i nie tworzy typowych, wielofunkcyjnych ośrodków. Największym obiektem handlowym Osiedla Paderewskiego-Muchowca jest Park Handlowy 3 Stawy, którego łączna powierzchnia sprzedażowa według danych z 2007 roku wynosiła 34,414 tys. m². Największym obiektem parku jest Centrum Handlowe 3 Stawy przy ulicy gen. K. Pułaskiego 60 o powierzchni sprzedażowej wynoszącej 23.3 tys. m². Głównym punktem handlowym w centrum handlowym jest hipermarket sieci Auchan, a poza nim znajduje się 70 sklepów i punktów usługowych, w tym restauracje i kawiarnie. W parku handlowym znajdują się sklepy z wielu branż, w tym Leroy Merlin, Media Markt, Media Expert, Decathlon, Komfort, Action i KFC.

## Infrastruktura techniczna
Zaopatrzenie terenów Osiedla Paderewskiego-Muchowca w bieżącą wodę odbywa się przez zbiorniki sieciowe Mikołów i Murcki. Są one zasilane ze stacji uzdatniania wody w Dziećkowicach, Goczałkowicach-Zdroju i Kobiernicach. Wody te są tłoczone do wspólnego systemu rozrządu Górnośląskiego Przedsiębiorstwa Wodociągowego, skąd za pomocą systemu magistral wodociągowych i przyporządkowanej do nich sieci rozdzielczej Katowickich Wodociągów zaopatrywane jest m.in. Osiedle Paderewskiego-Muchowiec w wodę. Przez teren dzielnicy biegnie wodociąg magistralny o średnicy wewnętrznej 800/600 mm Dolina Trzech Stawów – os. I.J. Paderewskiego, zaś w rejonie węzła Murckowska i dalej na południe biegnie fragment wodociągu tranzytowego GPW.
Eksploatacją sieci kanalizacyjnej w dzielnicy zajmuje się Oddział Eksploatacji Sieci Kanalizacyjnej – Centrum. Sieć kanalizacyjna Osiedla Paderewskiego-Muchowca położona jest w zlewni oczyszczalni ścieków Gigablok. Na terenie zaś samego osiedla I.J. Paderewskiego sieć ta jest rozdzielona na kanalizację sanitarną i deszczową. Osiedle to zlokalizowane jest na obrzeżach zlewni i ścieki sanitarne odprowadzane są do kolektorów zbiorczych ogólnospławnych. W granicach Osiedla Paderewskiego-Muchowca główne kolektory ogólnospławne ciągną się wzdłuż ulicy Francuskiej na północ od węzła z autostradą A4 oraz wzdłuż północnej części ulicy Granicznej.
Zaopatrzenie dzielnicy w energię elektryczną odbywa się poprzez sieć wysokich napięć 110 kV, powiązanej z pobliskimi elektrowniami. Linie sieci elektroenergetycznej przebiegają przez obszar Osiedla Paderewskiego-Muchowca szczątkowo. Jedna nitka sieci o napięciu 110 kV, łącząca się z położoną na terenie Śródmieścia stacją elektroenergetyczną „Francuska”, przebiega równolegle do ulicy Francuskiej na odcinku pomiędzy autostradą A4 a ulicą Ceglaną. Druga sieć o napięciu 110 kV łączy się w dwóch ciągach ze stacją elektroenergetyczną „Giszowiec” w Giszowcu przy ulicy 73 Pułku Piechoty i przez teren Osiedla Paderewskiego-Muchowiec biegnie ona północną stroną ulicy w kierunku wschodnim.
Tereny Osiedla Paderewskiego-Muchowca w energię cieplną są zaopatrywane z dawnej Elektrociepłowni Katowice (obecnie Zakład Wytwarzania Katowice) obsługiwaną przez spółkę TAURON Ciepło.
Gaz na terenie Osiedla Paderewskiego-Muchowca dostarczany jest za pomocą sieci gazociągowej, z czego na teren dzielnicy biegnie odgałęzienie gazociągu średnicy 150 mm CN 1,6 Mpa do stacji redukcyjno-pomiarowej Katowice Os. Paderewskiego. Stacja ta według danych z grudnia 2004 roku miała przepustowość na poziomie 3000 m³/h.

## Transport

### Transport drogowy

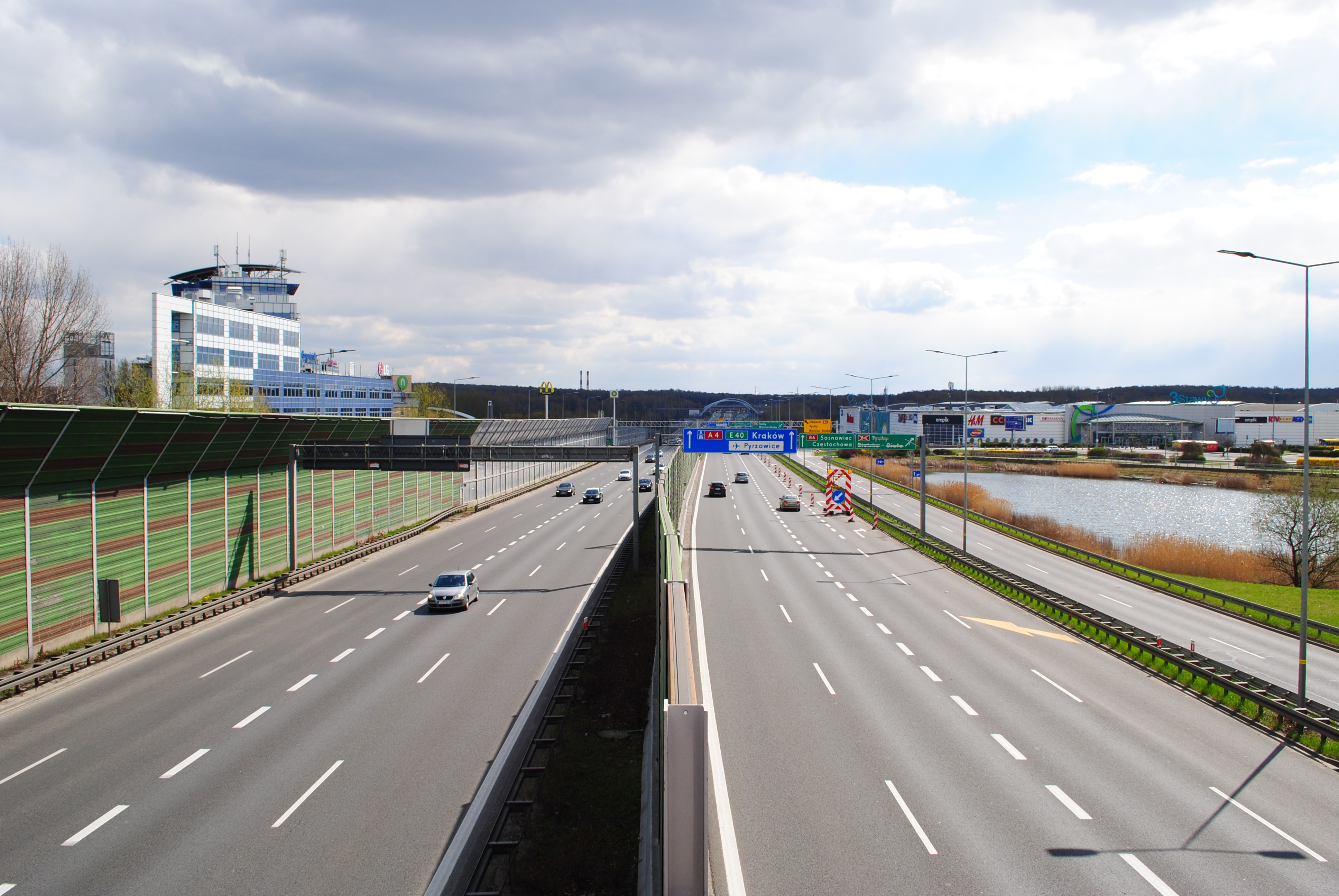
Fragment autostrady A4 (alei Górnośląskiej) na wysokości osiedla I.J. Paderewskiego

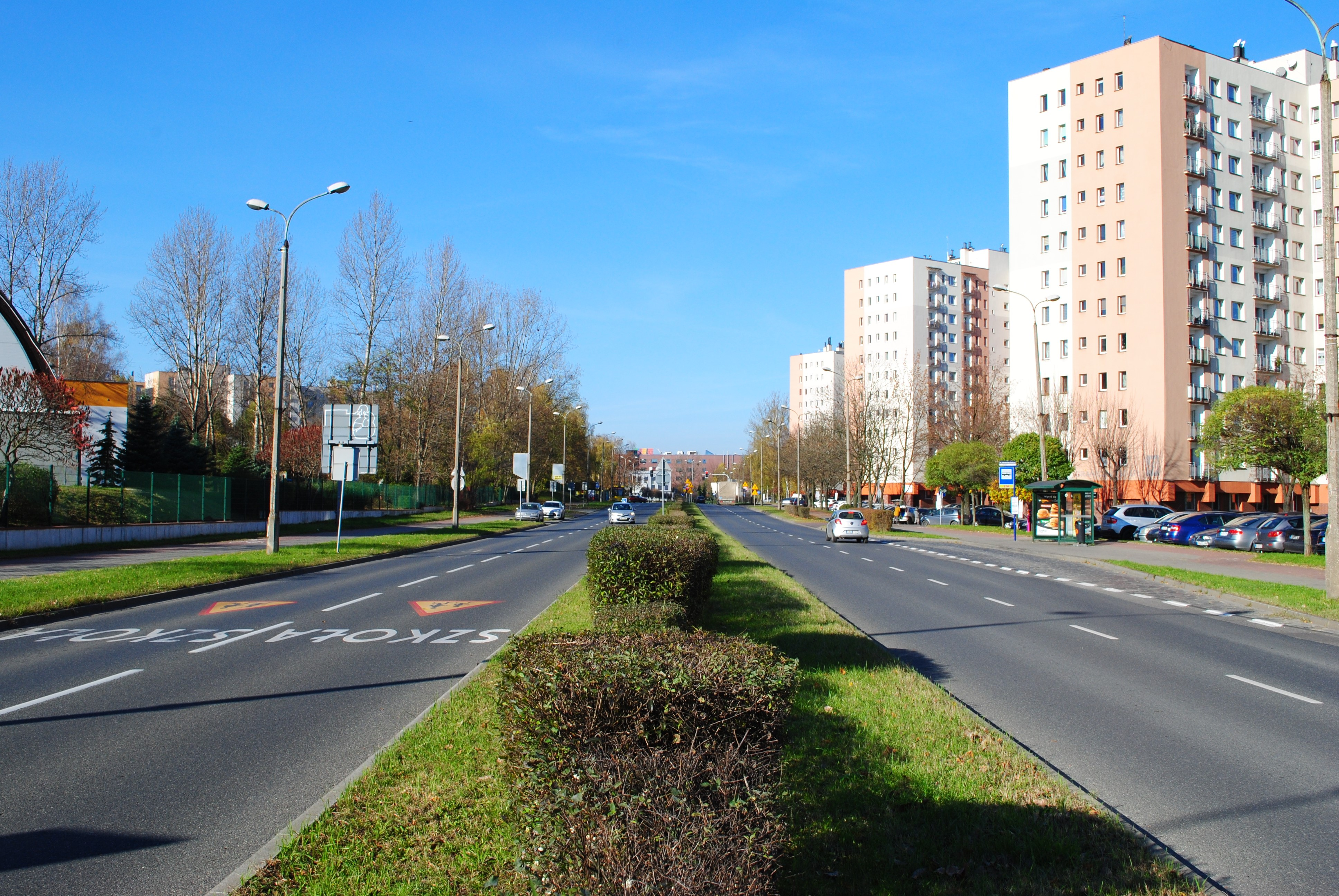
Ulica Graniczna na wysokości osiedla I.J. Paderewskiego

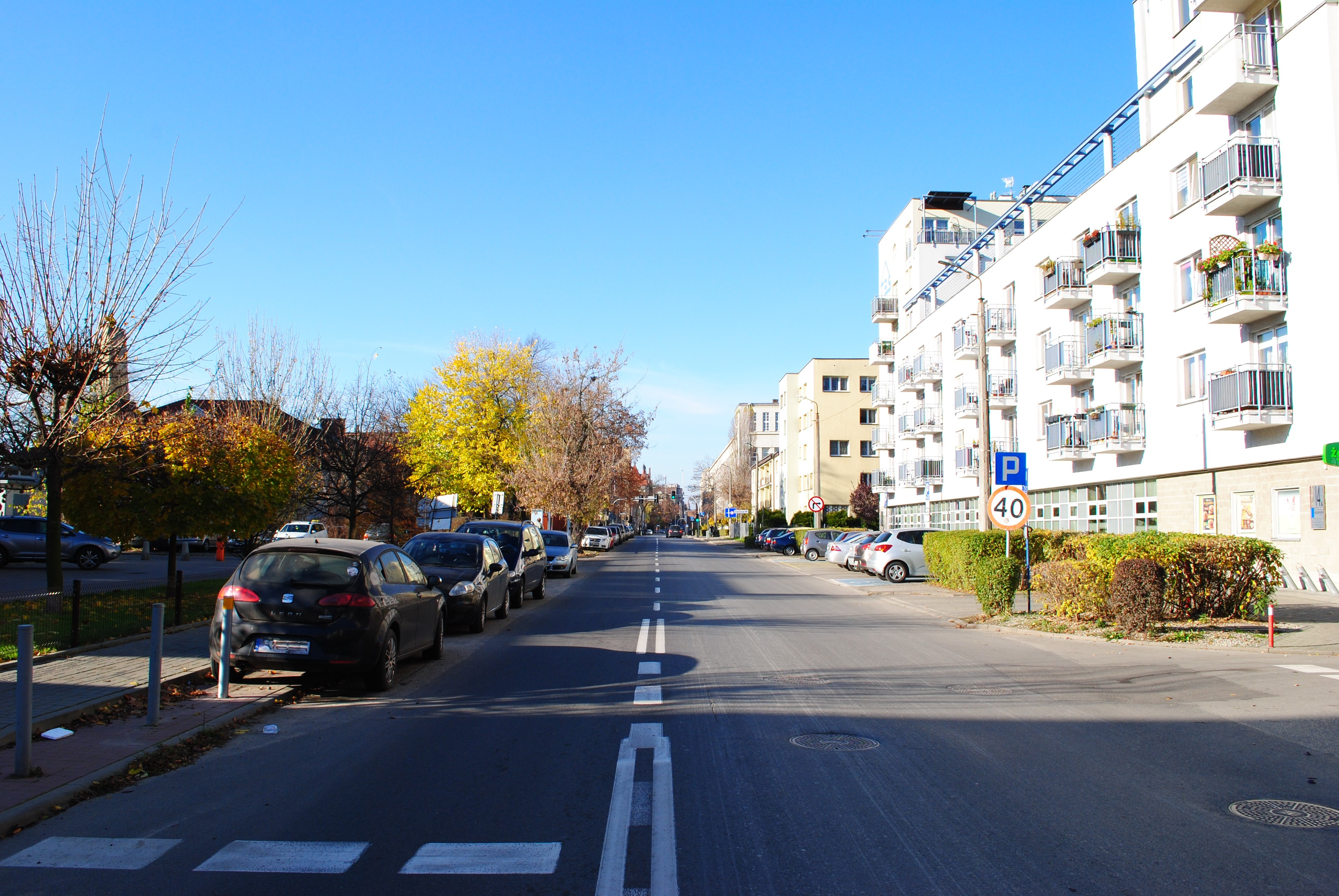
Ulica Zygmunta Krasińskiego na wysokości biurowca CZAH

Przez teren Osiedla Paderewskiego-Muchowca przechodzą następujące drogi krajowe i trasy szybkiego ruchu:
- (aleja Górnośląska) – jedna z najważniejszych katowickich dróg, będąca częścią trasy europejskiej E40[172]; biegnie równoleżnikowo przez środek dzielnicy, a jej podstawową funkcją jest przenoszenie ruchu dalekiego zasięgu, zarówno o charakterze międzyregionalnym, jak i międzynarodowym; w kierunku zachodnim biegnie ona w stronę Wrocławia i dalej do Niemiec, zaś na wschód w kierunku Krakowa, Rzeszowa i dalej na Ukrainę[173]; średnie natężenie ruchu przy wylocie z obszaru Osiedla Paderewskiego-Muchowca w kierunku Mysłowic we wrześniu 2007 roku w czasie szczytu popołudniowego wynosiło 3026 pojazdów na godzinę[174],
- (ulica 73 Pułku Piechoty) – biegnie wzdłuż południowej granicy dzielnicy z Piotrowicami-Ochojcem oraz Giszowcem; jest to droga zbiorcza (droga klasy Z); biegnie ona w kierunku zachodnim w stronę ulicy T. Kościuszki i dalej w stronę Mikołowa, Żor i Skoczowa[173],
- (ulica Murckowska i ulica Pszczyńska) – biegnie wschodnią stroną Osiedla Paderewskiego-Muchowca, z czego ulica Murckowska stanowi także granice dzielnicy z Zawodziem oraz Janowem-Nikiszowcem; są to drogi główne ruchu przyspieszonego (drogi klasy GP); stanowią one elementy okołomiejskiego układu drogowego umożliwiającego połączenie odległych rejonów miasta z innymi dzielnicami bądź miastami[173]; na dalej długości trasa ta ma parametry drogi ekspresowej; łączy ona dzielnicę w dalszym śladzie z drogą ekspresową S1 i Tychami w kierunku południowym oraz z Sosnowcem, Będzinem i portem lotniczym Katowice-Pyrzowice w kierunku północnym[173].

Do ważniejszych ulic w ruchu wewnątrz dzielnicy należą następujące drogi:
- Ulica Konstantego Damrota – droga powiatowa klasy L[175]; biegnie ona południkowo-zachodnią częścią dzielnicy, będąc na części długości drogą graniczną ze Śródmieściem[4]; łączy ona od północy dzielnicę ze Śródmieściem, zaś od południa kończy się przy skrzyżowaniu z ulicą Francuską[176], położonym także na terenie Śródmieścia[4],
- Ulica Francuska – jest to droga powiatowa[177] o klasie drogi zbiorczej[175], łącząca wschodnią część Śródmieścia z Muchowcem; jest ona także bezpośrednim łącznikiem pomiędzy centrum miasta a autostradą A4, lotniskiem Katowice-Muchowiec i Katowickim Parkiem Leśnym[63]; przez teren dzielnicy przechodzi fragment ulicy położony na południe od węzła a autostradą A4, zaś pozostały jest w granicach Śródmieścia[4]; we wrześniu 2007 roku średnie natężenie ruchu na ulicy w szczycie popołudniowym na wysokości autostrady A4 wynosiło 1954 pojazdy na godzinę[174],
- Ulica Graniczna – droga powiatowa o klasie drogi zbiorczej[175]; biegnie ona środkową częścią dzielnicy i łączy od północy Zawodzie i Śródmieście[4] z osiedlem I.J. Paderewskiego i Doliną Trzech Stawów[176]; w środkowej części ulicy, na skrzyżowaniu z ulicą gen. J. Sowińskiego położone jest największe rondo w dzielnicy – rondo Kazimierza Zenktellera, zaś przy nim ustanowiono skwer Zofii Klimondy[4]; przedłużeniem ulicy Granicznej w kierunku wschodnim jest ulica gen. K. Pułaskiego[176],
- Ulica Zygmunta Krasińskiego – droga w północnej części dzielnicy biegnąca równoleżnikowo, z czego w granicach dzielnicy położony jest odcinek na wschód od rejonu skrzyżowania z ulicą Graniczną[4]; jest to droga powiatowa o klasie drogi lokalnej[175],
- Ulica Powstańców – droga powiatowa o klasie drogi zbiorczej[175]; w granicach dzielnicy znajduje się niewielki, wschodni jej odcinek (odcinek na wschód od skrzyżowania z ulicą K. Damrota); łączy ona Śródmieście z osiedlem I.J. Paderewskiego przy placu Żołnierza Polskiego[176]; na skrzyżowaniu ulicy Powstańców i ulicy K. Damrota po północno-wschodniej stronie wytyczono plac Rady Europy, zaś po drugiej stronie plac gen. Stanisława Maczka[4].

### Transport kolejowy

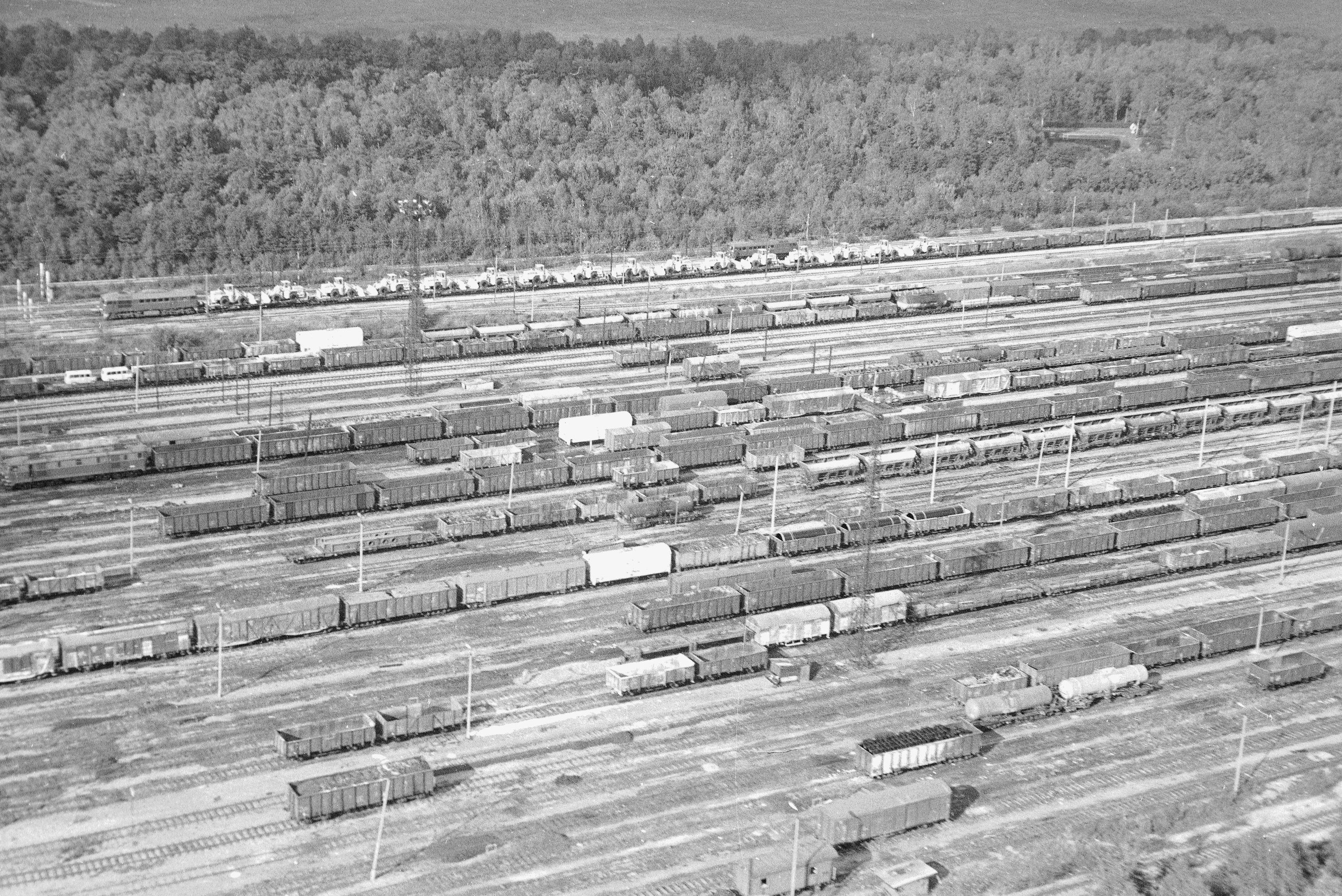
Dawna stacja rozrządowa Katowice Muchowiec w latach 80. XX wieku

Przez Osiedle Paderewskiego-Muchowiec przebiegają następujące linie kolejowe:
- 171 Dąbrowa Górnicza Towarowa – podg Panewnik; linia pierwszorzędna; na kilometrze 37+633 znajduje się dawna stacja Katowice Muchowiec[178]; odcinek linii przechodzący przez Osiedle Paderewskiego-Muchowiec jest czynny dla ruchu towarowego i odbywa się po jednym torze[179],
- 652 Katowice Muchowiec – podg Staszic; linia miejscowa znaczenia państwowego[178]; na odcinku przebiegającym przez Osiedle Paderewskiego-Muchowiec odbywa się ruch towarowy[180],
- 653 Katowice Muchowiec – Katowice Ochojec; linia miejscowa znaczenia państwowego[178]; linia od 2014 roku jest nieprzejezdna[181],
- 655 Mysłowice – Katowice Muchowiec; linia miejscowa znaczenia państwowego[178]; linia przed 2021 rokiem stała się nieprzejezdna[182],
- 657 Katowice Szopienice Północne – Katowice Muchowiec; linia miejscowa znaczenia państwowego[178], na linii odbywa się wyłącznie ruch towarowy[183],
- 706 Katowice Muchowiec – Katowice Ochojec; linia miejscowa znaczenia państwowego[178]; linia przed 2018 rokiem stała się nieprzejezdna[184],
- 707 Katowice Muchowiec – Staszic; linia miejscowa znaczenia państwowego[178]; linia została zamknięta przed 2014 rokiem[185].

Pierwszą trasą kolejową na terenie Osiedla Paderewskiego-Muchowca, ciągnąca się równolegle do granicy z Giszowcem i ulicą 73 Pułku Piechoty, była trasa Kolei Prawego Brzegu Odry. Linię tę na przebiegającym przez dzielnicę odcinku (Szopienice Północne – Murcki i dalej do Dziedzic) uruchomiono 24 czerwca 1870 roku. Linię tę upaństwowiono w 1884 roku, a w tym samym roku na odcinku przechodzącym przez Osiedle Paderewskiego-Muchowiec zakończono ruch pasażerski. Fragment linii przebiegający w granicach Osiedla Paderewskiego-Muchowca to obecnie linia kolejowa nr 657. W dniu 11 grudnia 1930 zainaugurowano ruch na linii kolejowej nr 653 łączącej Katowice Muchowiec z Katowicami Ochojcem, a w tym samym roku, na południe od linii kolejowej nr 657 otwarto linię o numerze 707 Katowice Muchowiec – Staszic. Obie linie zelektryfikowano 30 maja 1970 roku.
Na mapie z 1942 roku ukazana jest linia kolejki wąskotorowej biegnącej z dawnej huty cynku „Kunegunda” w Zawodziu, po której prawdopodobnie wywożono na hałdy żużel pohutniczy.
Równolegle do trasy dawnej Kolei Prawego Brzegu Odry, 27 września 1953 roku oddano do użytku zelektryfikowaną linię towarową łączącą posterunek Dorota w Dąbrowie Górniczej z posterunkiem Panewnik przez Janów i Muchowiec (linia kolejowa nr 171). Linię tę zelektryfikowano 30 maja 1970 roku. Powstała jako trasa obwodowa w stosunku do magistrali średnicowej Katowice – Gliwice, zaś w dalszych latach od momentu otwarcia powstała na terenie Muchowca duża stacja rozrządowa Katowice Muchowiec. W 1972 roku przy niej oddano do użytku warsztat napraw wagonów wraz z halą napraw i zapleczem technicznym.
W 1963 roku oddano do użytku dla ruchu pasażerskiego i towarowego fragment linii kolejowej nr 655 na trasie Katowice Janów – Katowice Muchowiec (bądź już w 1929 roku i tylko dla ruchu towarowego), w 1969 roku linię zelektryfikowano (bądź 30 maja 1970 roku), a rok później zawieszono na niej ruch pasażerski. W dniu 15 listopada 1968 roku uruchomiono dla ruchu towarowego nową linię o numerze 652 Katowice Muchowiec – Staszic (bądź już w 1930 roku), zaś linię tę zelektryfikowano w 1970 roku (bądź w 1966 roku). W 1970 roku (bądź już 11 grudnia 1930 roku) oddano do użytku linię kolejową nr 706 Katowice Muchowiec – Katowice Ochojec, którą rok później (bądź 30 maja 1970 roku) zelektryfikowano. Linią tą poruszały się pociągi towarowe.
Przez teren dzielnicy przebiegał fragment Południowej Magistrali Piaskowej, która łączyła stację kolei piaskowej Jęzor Centralny w kierunku kopalni „Wujek” wraz z odgałęzieniami do kopalni „Staszic” oraz do kopalni „Wieczorek”. Była to linia kolejowa nr 401, zarządzana przez spółkę CTL Maczki-Bór. Powstawała ona w latach 1959–1961.

### Transport lotniczy

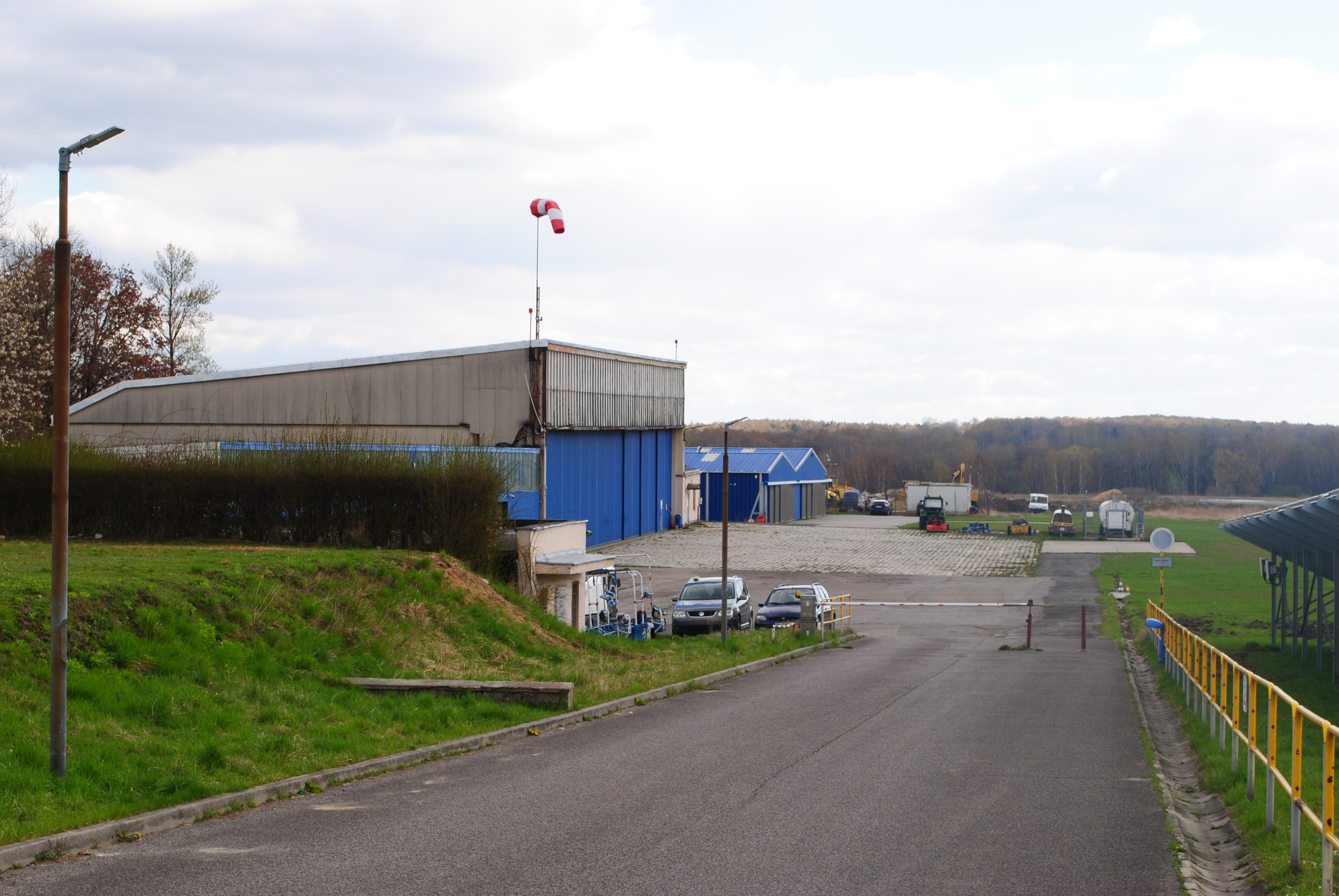
Fragment lotniska Katowice-Muchowiec (wschodnia część)

W granicach Osiedla Paderewskiego-Muchowca znajduje się lotnisko Katowice-Muchowiec o kodzie ICAO – EPKM. Jest to lotnisko cywilne obsługujące samoloty sportowe oraz ruch biznesowy. Wyposażone jest ono w betonową drogę startową o wymiarach 1100 × 30 m oraz dwie trawiaste drogi startowe o wymiarach 770 × 100 m i 655 × 65 m. Są one wykorzystywane do operacji samolotów lotnictwa ogólnego. Lotnisko te jest w zarządzie Aeroklubu Śląskiego, który jest także głównym jego użytkownikiem. Lotnisko to jest ponadto bazą Lotniczego Pogotowia Ratunkowego.
Początki lotnictwa na terenie dzielnicy Osiedle Paderewskiego-Muchowiec sięgają lat 20. XX wieku. W 1924 roku został powołany Śląski Tymczasowy Komitet Wojewódzki Ligi Ochrony Powietrza Państwa, przekształcony w 1928 roku w Ligę Obrony Powietrznej i Przeciwgazowej. W dniu 30 marca 1926 roku śląski okręg LOPP zawarł umowę 30-letniej dzierżawy terenów Katowickiej Spółki Akcyjnej dla Górnictwa i Hutnictwa, przekazując 56 hektarów terenu zdegradowanego i spalonego lasu na Muchowcu pod budowę lotniska. W północnej części rozpoczęto budowę kompleksu terminala lotniczego z pokojami hotelowymi i mieszkalnymi oraz pomieszczeniem dla szkoły lotniczej, drewnianego hangaru, warsztatu oraz stacji paliw. Radiolatarnię zlokalizowano zaś na wschód od lotniska, na Mrówczej Górce.
Lotnisko zostało otwarte 2 stycznia 1929 roku. W tym dniu LOT zorganizował następujące trasy: Warszawa – Katowice, Kraków – Katowice i Katowice – Brno – Wiedeń. W pierwszym roku działalności odprawiono 5256 pasażerów i 2709 samolotów. W latach 1946–1947 zbudowano nową drogę startową z płyt betonowych. Z uwagi na szkody górnicze, w dniu 15 czerwca 1958 roku lotnisko zostało zamknięte dla regularnej komunikacji, a odtąd z lotniska korzystają wyłącznie samoloty sportowe i sanitarne.

### Transport rowerowy

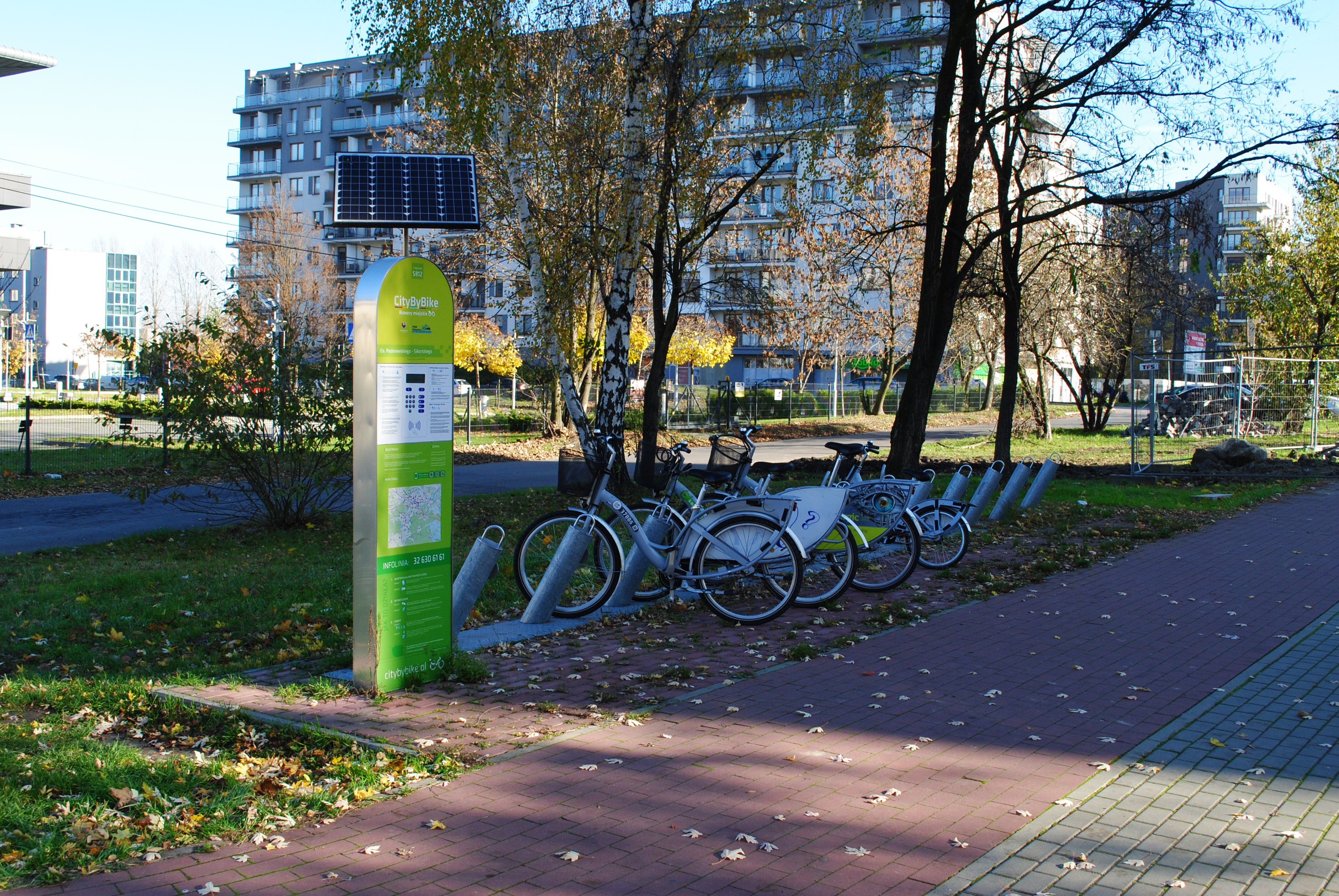
Stacja City by bike nr 5813 Os. Paderewskiego – Szeptyckiego (2020)

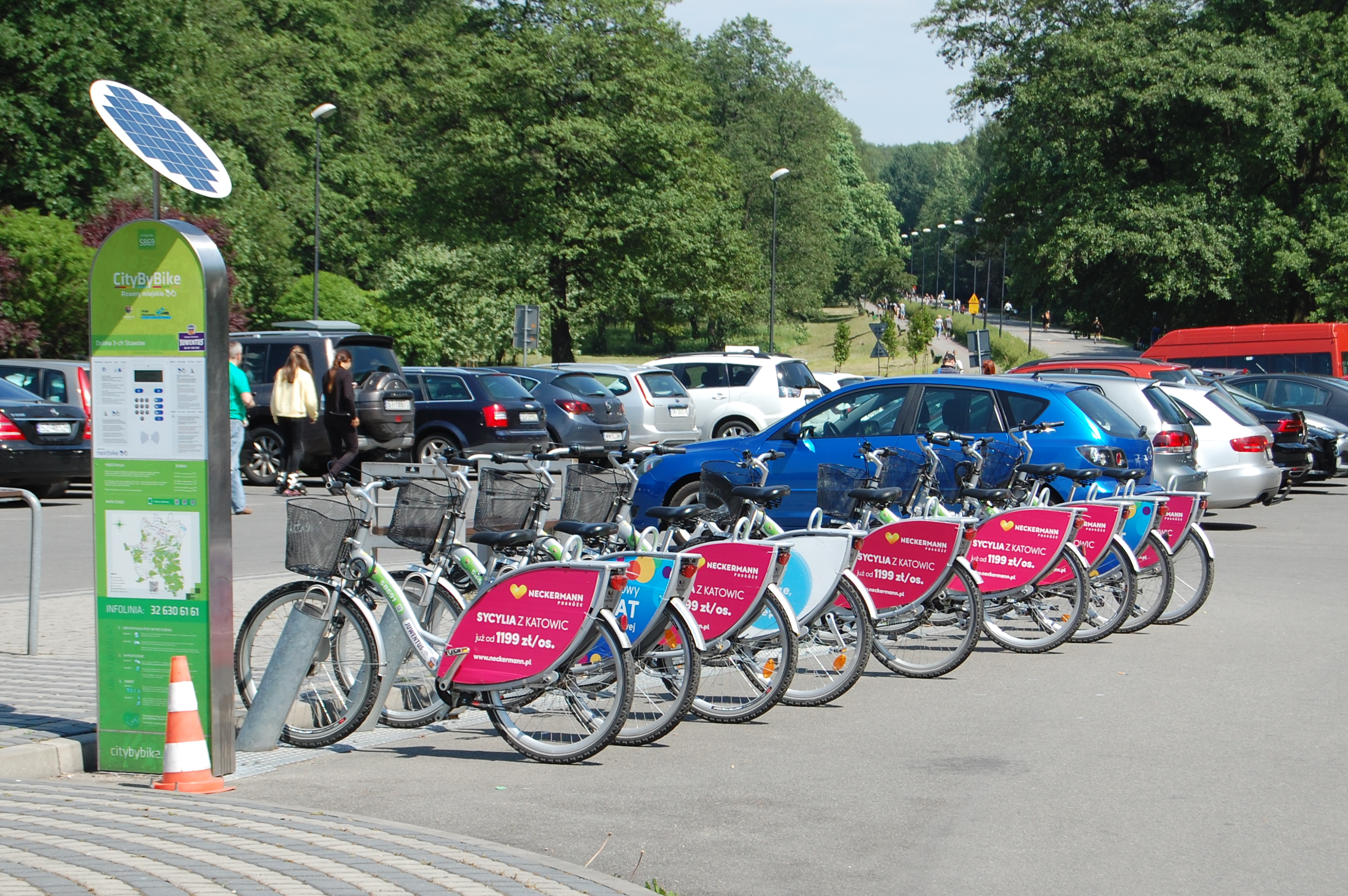
Stacja City by bike nr 5869 Dolina 3-ch Stawów (ul. Trzech Stawów) w 2017 roku

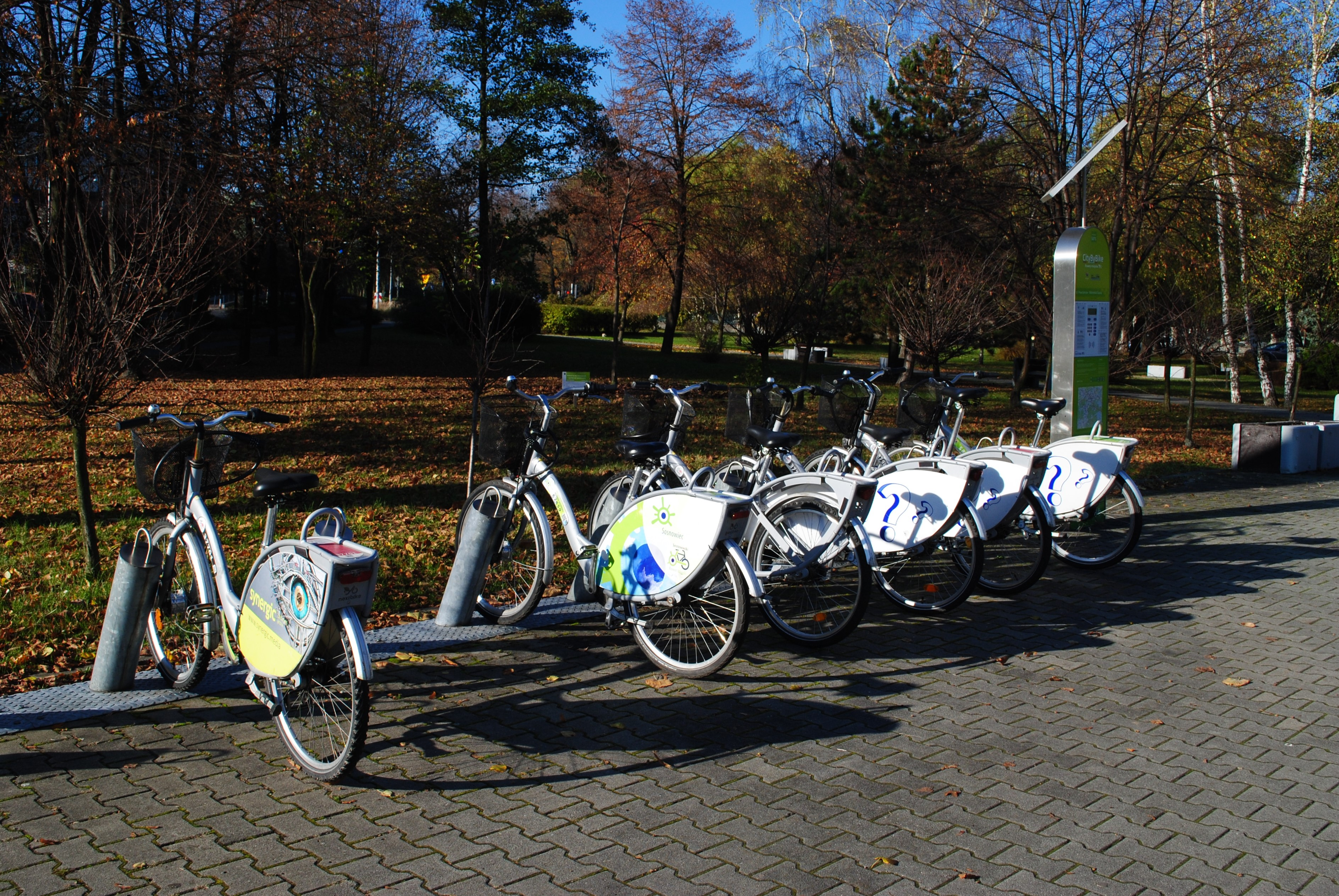
Stacja City by bike nr 5875 Powstańców – Biblioteka Śląska (2020)

Dzielnica Osiedle Paderewskiego-Muchowiec posiada rozbudowaną sieć infrastruktury rowerowej. Znajdują się tu ciągi rowerowe różnego typu, w tym:
- drogi dla rowerów – ścieżka w ciągu ulic: K. Damrota – Powstańców – Graniczna – gen. K. Pułaskiego – Lotnisko (z czego odcinek trasy ul. K. Damrota – ul. Graniczna jest z kostki brukowej), pojedyncze ścieżki wzdłuż ulicy gen. S. Szeptyckiego (kostka brukowa) i ulicy gen. K. Pułaskiego (kostka brukowa) oraz ciąg pomiędzy ulicą Graniczną a ulicą Gospodarczą[196],
- pasy ruchu dla rowerów – wzdłuż ulicy Trzech Stawów pomiędzy skrzyżowaniem z ulicą Gospodarczą a autostradą A4 (droga asfaltowa)[196],
- ciągi pieszo-rowerowe – wzdłuż ulicy Trzech Stawów pomiędzy autostradą A4 a skwerem 304 Dywizjonu Bombowego „Ziemi Śląskiej” oraz na południe od ulicy A. Zgrzebnioka (obydwie z asfaltu)[196],
- kontrapasy – krótki odcinek ulicy Trzech Stawów na wysokości skweru 304 Dywizjonu Bombowego „Ziemi Śląskiej”[196],
- ciągi z dopuszczalnym ruchem po chodniku – trasy w Dolinie Trzech Stawów oraz zachodniej części Katowickiego Parku Leśnego[196].

Jedyna stacja naprawy rowerów w dzielnicy znajduje się przy Centrum Handlowym 3 Stawy.
Według docelowej sieci ścieżek rowerowych opublikowanej przez Urząd Miasta Katowice przewiduje się dalszą rozbudowę sieci. Ciągami rowerowymi o funkcji transportowej na Osiedlu Paderewskiego-Muchowcu docelowo określono trasy wzdłuż ulic: K. Damrota, Powstańców, Graniczna (w tym odgałęzienie w kierunku Doliny Trzech Stawów), gen. K. Pułaskiego, Lotnisko i Francuska (północna część), a także droga równoległa do ulicy Murckowskiej, trasa w kierunku ulicy Gospodarczej, a także odgałęzienie z Giszowca do Katowickiego Parku Leśnego. Funkcje rekreacyjne przewidziano dla dróg okalających Dolinę Trzech Stawów od zachodu, w rejonie Katowickiego Parku Leśnego oraz trasy wzdłuż południowej części ulicy Francuskiej.
W ramach projektu „Rowerem po Śląsku” wydzielono na terenie miasta szlaki rowerowe, z czego na obszarze dzielnicy Osiedle Paderewskiego-Muchowiec przecinają się następujące z nich:
- nr 1 Śródmieście (pomnik Powstańców Śląskich) – Osiedle Paderewskiego-Muchowiec (ul. Murckowska – ul. Trzech Stawów) – Piotrowice-Ochojec – Kostuchna – Podlesie (ul. Zaopusta)[199],
- nr 5 Szopienice-Burowiec (staw Borki) – Janów-Nikiszowiec – Zawodzie – Osiedle Paderewskiego-Muchowiec (Dolina Trzech Stawów)[200].

Na Osiedlu Paderewskiego-Muchowcu funkcjonuje również część miejskiej sieci wypożyczalni rowerów miejskich – Metrorower, który zastapił system City by bike. Był to największy system tego typu w Górnośląsko-Zagłębiowskiej Metropolii, będący jednym z systemów firmy Nextbike. Według stanu z połowy kwietnia 2022 roku znajdowały się na terenie dzielnicy następujące stacje City by bike:
- 5812 Os. Paderewskiego – Sikorskiego (12 stanowisk)[202],
- 5813 Os. Paderewskiego – Szeptyckiego (12 stanowisk)[202],
- 5814 Graniczna – Targowisko (12 stanowisk)[202],
- 5869 Dolina 3-ch Stawów (13 stanowisk)[202],
- 5875 Powstańców – Biblioteka Śląska (12 stanowisk)[202],
- 5883 KTBS - Krasińskiego 14 (12 stanowisk)[202],
- 5897 Galeria 3 Stawy (12 stanowisk)[202],
- 5911 Camping 215 (12 stanowisk)[202],
- 6151 Urząd Miasta – Francuska 70 (13 stanowisk)[202],
- 6166 Pułaskiego – Wodny Plac Zabaw (13 stanowisk)[202].

### Miejski transport zbiorowy

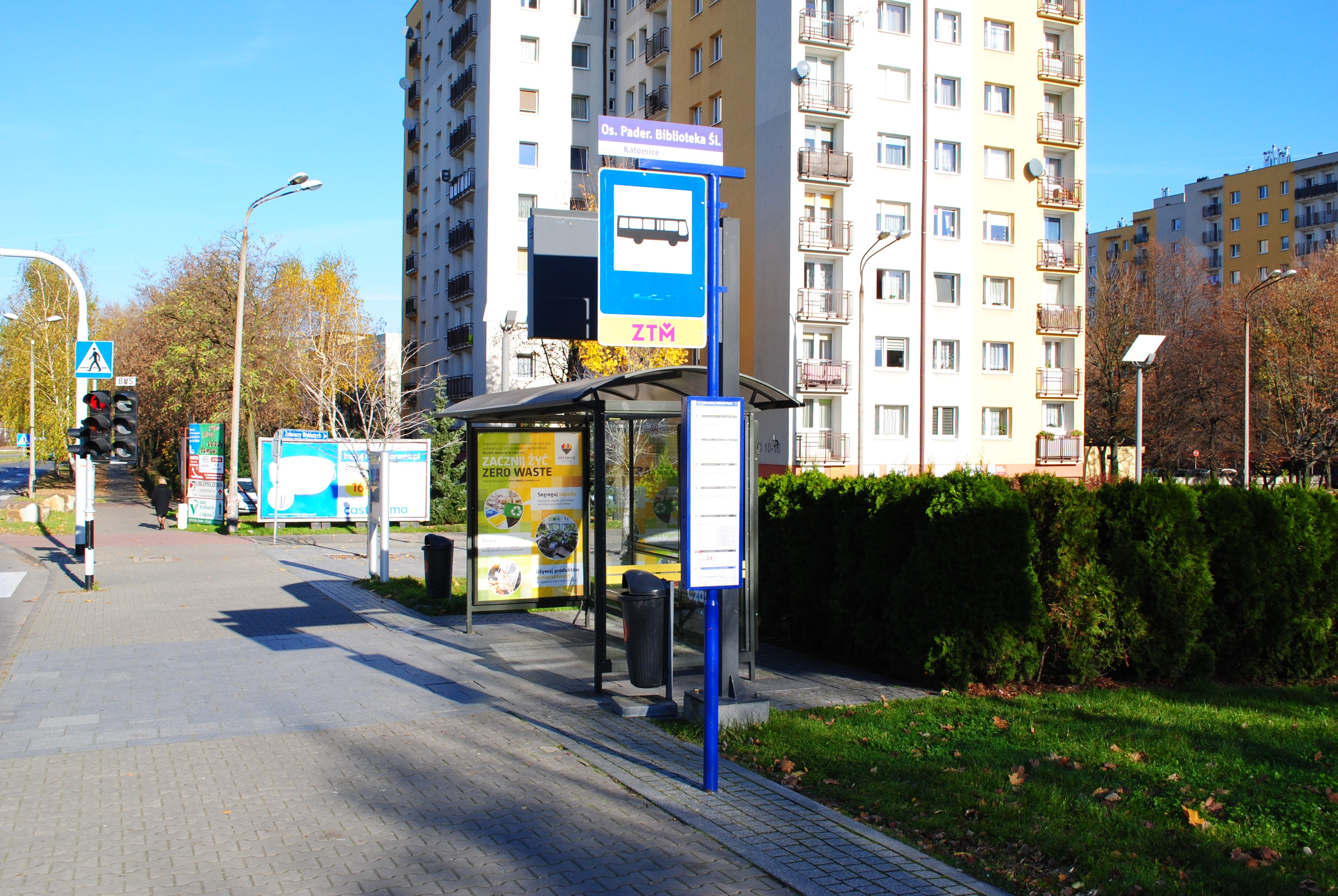
Przystanek autobusowy Osiedle Paderewskiego Biblioteka Śląska

Organizatorem miejskiego transportu zbiorowego na terenie Osiedla Paderewskiego-Muchowca jest Zarząd Transportu Metropolitalnego (ZTM), który przejął obowiązki od poprzednich organizatorów 1 stycznia 2019 roku. Transport zbiorowy w granicach dzielnicy realizowany jest wyłącznie w formie połączeń autobusowych. Na terenie osiedla I.J. Paderewskiego, według stanu z połowy kwietnia 2022 roku, znajdują się łącznie 4 przystanki: Osiedle Paderewskiego Biblioteka Śląska, Osiedle Paderewskiego Graniczna, Osiedle Paderewskiego Pomnik i Osiedle Paderewskiego Trzy Stawy, na Muchowcu także 4: Muchowiec 73 Pułku Piechoty [nż] (północne stanowisko), Muchowiec Droga do Lotniska, Muchowiec Korty Pętla i Muchowiec Park, zaś w innych częściach dzielnicy także następujące stanowiska: Katowice Damrota GTC, Katowice Francuska WORD, Katowice Green Park, Katowice Krasińskiego, Katowice Porcelanowa (zachodnie stanowisko) i Kolonia Zuzanna [nż]. Głównymi przewoźnikami na liniach przebiegających przez Osiedle Paderewskiego-Muchowiec są firmy: Przedsiębiorstwo Komunikacji Miejskiej w Katowicach i Przedsiębiorstwo Komunikacji Miejskiej w Tychach.
Z przystanku Osiedle Paderewskiego Biblioteka Śląska, według stanu z połowy kwietnia 2022 roku, ze stanowiska nr 1 odjeżdżało 6 linii autobusowych, w tym 1 nocna, a ze stanowiska 2 łącznie 10 linii, w tym 2 nocne. Linie te łączyły tę część miasta z innymi dzielnicami Katowic, a także miastami: Mysłowice, Siemianowice Śląskie i Tychy. Do przystanku Muchowiec Korty Pętla dojeżdża jedna linia autobusowa, kierująca się w stronę Siemianowic Śląskich przez katowickie dzielnice: Śródmieście, Dąb i Wełnowiec-Józefowiec. Z przystanku Kolonia Zuzanna [nż] w połowie kwietnia 2022 roku korzystało łącznie 7 linii autobusowych, kierujących się w kierunku Mysłowic i Tychów.

## Architektura i urbanistyka

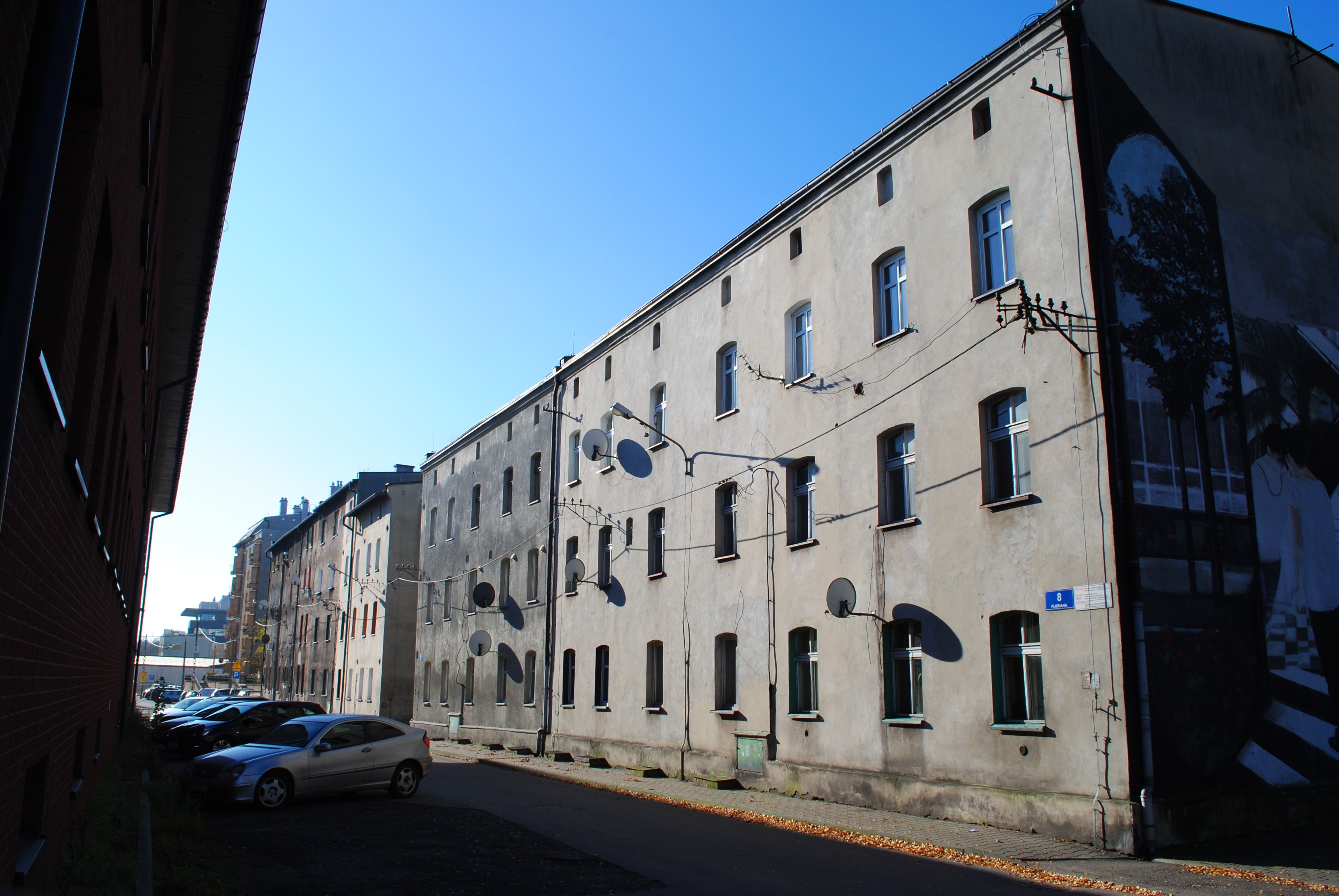
Najstarsze budynki na terenie Osiedla Paderewskiego-Muchowca – familoki przy ulicy Floriana 8 i 10 (po prawej stronie); z lat 90. XIX wieku

Najstarsza zabudowa dzielnicy Osiedle Paderewskiego-Muchowiec położona jest w północnej jej części, przy granicy z Zawodziem. Do najstarszych budynków należą familoki zlokalizowane przy ulicy Floriana 8–10, które pochodzą z lat 90. XIX wieku, a także budynki przy ulicy Floriana 12, 14 i 16 oraz kamienica przy ulicy Równoległej 10 z przełomu XIX i XX wieku. Z 1902 roku pochodzą budynki przy ulicy I.J. Paderewskiego 10 i 12, zaś w pierwszej dekadzie XX wieku powstała także zabudowa naprzeciwko ulicy, tj. ulica I.J. Paderewskiego 7, 9 11, 13, 15 i 17. W 1913 roku oddano do użytku wolnostojący dom przy ulicy K. Damrota 22. Budynek ten jest siedzibą założonej przez Tomasza Koniora pracowni architektonicznej Konior Studio. Z dwudziestolecia międzywojennym pochodzą jedynie pojedyncze budynki położone na terenie dzielnicy. W latach 20. XX wieku powstał zespół familoków położony przy ulicy Równoległej 2, 3, 4, 5 i 6. W latach 1927–1929 wybudowano gmach dawnego dworca lotniczego lotniska Katowice-Muchowiec przy ulicy Lotnisko 40, zaś w latach 30. XX wieku oddano do użytku budynki przy ulicy Z. Krasińskiego 27b i Równoległej 9.

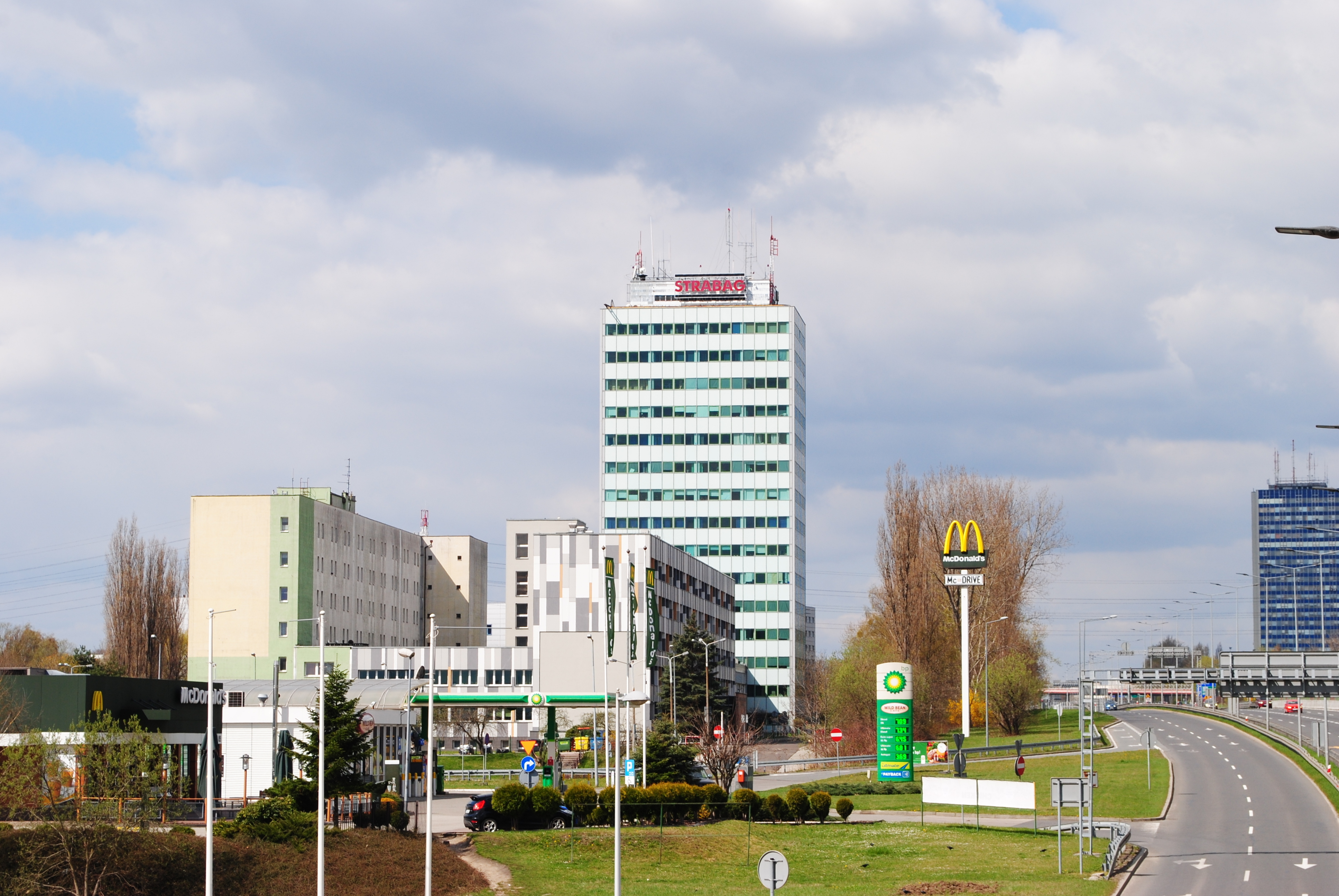
Wieżowiec d. Przedsiębiorstwa Budownictwa Węglowego z 1965 roku (ul. Francuska 70)

W trakcie trwającej od 1945 roku do końca lat 80. XX wieku powojennej fazie rozwoju Katowic na terenie Osiedla Paderewskiego-Muchowca zrealizowano jedno z dużych katowickich osiedli mieszkaniowych – osiedle imienia Ignacego Jana Paderewskiego. Trwała także rozbudowa sieci drogowej, w tym przebudowa alei Górnośląskiej i ulicy Murckowskiej, a także kolejowej – powstała w tym okresie kolejowa obwodnica towarowa wraz ze stacją Katowice Muchowiec. W pierwszych dekadach okresu Polski Ludowej do początków lat 70. XX wieku rozwój architektoniczny dzielnicy koncentrował się dalej w części północnej. Nowa zabudowa powstawała wówczas głównie w rejonie ulicy Z. Krasińskiego i ulicy H. Krahelskiej. Powstały wówczas także pierwsze domy jednorodzinne w rejonie ulicy Pilotów i ulicy Karbowa. W 1965 roku w miejscu dawnej cegielni Schalscha, przy ulicy Francuskiej 70 oddano do użytku wieżowiec Przedsiębiorstwa Budownictwa Węglowego, będący obecnie siedzibą m.in. części wydziałów Urzędu Miasta Katowice. Wieżowiec Francuska 70 posiada około 70 metrów wysokości i został w 2010 roku zmodernizowany. Z lat 70. XX wieku pochodzi kompleks biurowy Bipromet-u, znajdujący się przy ulicy Granicznej 29. Łączna powierzchnia użytkowa kompleksu wynosi 14345 m².

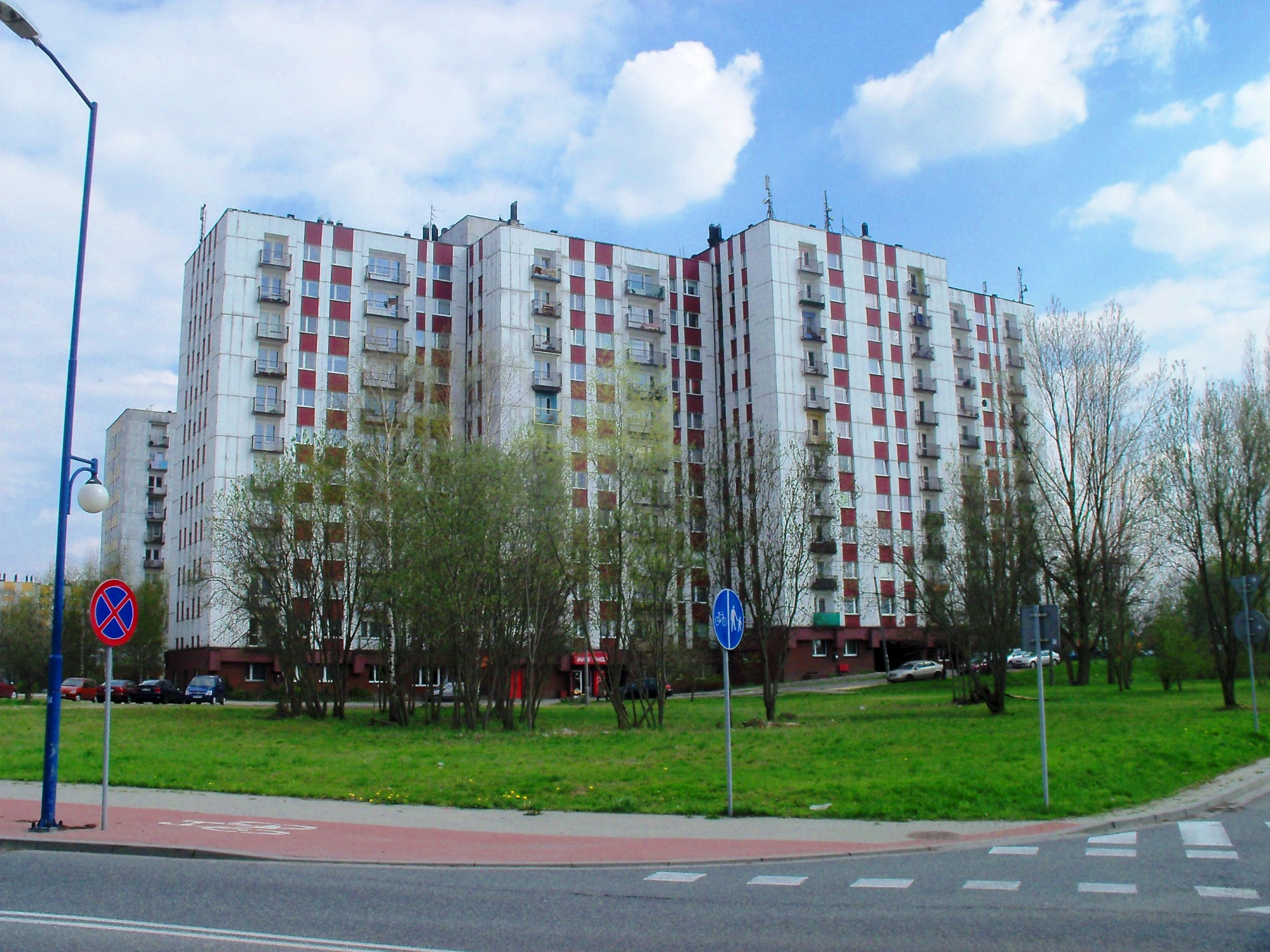
Fragment osiedla im. Ignacego Jana Paderewskiego w 2011 roku (widok od strony ul. K. Damrota)

Osiedle im. Ignacego Jana Paderewskiego pochodzi z lat 70. XX wieku. Składa się ono z 22 budynków mieszkalnych liczących po 11 kondygnacji. Są to budynki punktowo-galeriowe i szeregowo-klatkowe, wykonane z wielkiej płyty. Uzupełnieniem osiedla są dwukondygnacyjne pawilony usługowo-handlowe, przychodnia lekarska, szkoły i przedszkola. Zostało ono zaprojektowane dla 20 tysięcy mieszkańców. Za projekt osiedla odpowiada zespół architektów z katowickiego „Miastoprojektu”: Jurand Jarecki, Stanisław Kwaśniewicz i Ryszard Ćwikliński.

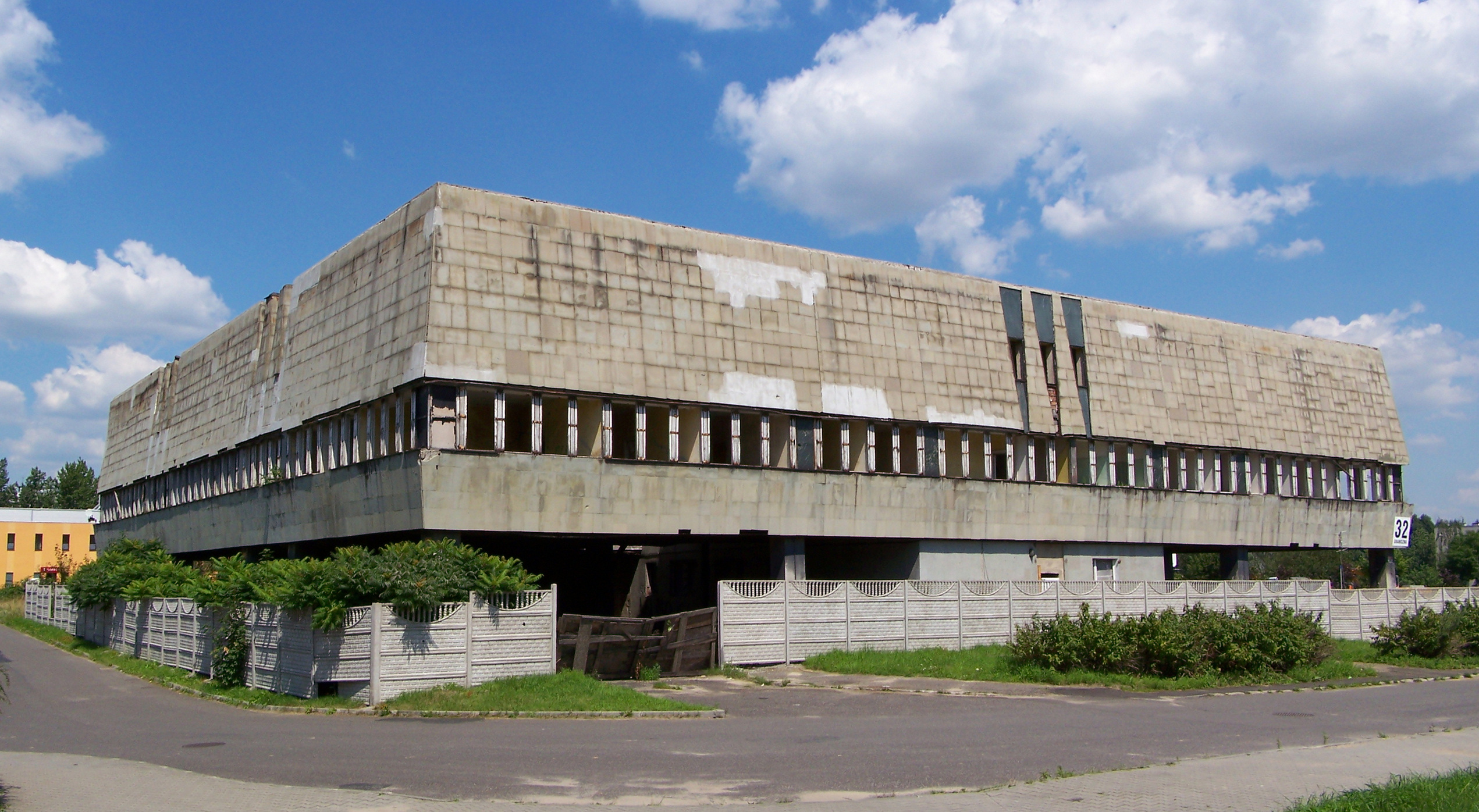
Siedziba Śląskiego Instytutu Naukowego wybudowana w stylu brutalistycznym (ul. Graniczna 32; zdjęcie z 2008 roku)

W 1977 roku oddano do użytku budynek przy ulicy Granicznej 32 – siedzibę Śląskiego Instytutu Naukowego. Gmach ten został zaprojektowany przez Stanisława Kwaśniewicza w stylu brutalistycznym. Zwany był on w prasie ostatnim brutalem w Katowicach. Po zakończeniu działalności instytutu pod koniec 1992 roku budynek pozostał opuszczony i stał się ruiną. W 2022 roku gmach został rozebrany.
Współczesna faza rozwoju urbanistycznego Katowic, a w tym i Osiedla Paderewskiego-Muchowca, trwa od początku lat 90. XX wieku. Ta faza charakteryzuje się realizacją nowych powiązań drogowych (w dzielnicy jest to autostrada A4), likwidacją znacznej części przemysłowych linii i bocznic kolejowych, nowymi inwestycjami usługowo-handlowymi (w tym Centrum Handlowe 3 Stawy), rozwojem sieci hoteli czy też realizacją niewielkich deweloperskich osiedli mieszkaniowych. W przestrzeni urbanistycznej dzielnicy jednym z elementów stały się zlokalizowane przy głównych trasach wjazdowych do miasta wielkopowierzchniowe centra handlowe, w tym położony na terenie Osiedla Paderewskiego-Muchowca 3 Stawy. Sam zaś Muchowiec pozostał obszarem słabo zurbanizowanym i o rozproszonej zabudowie.

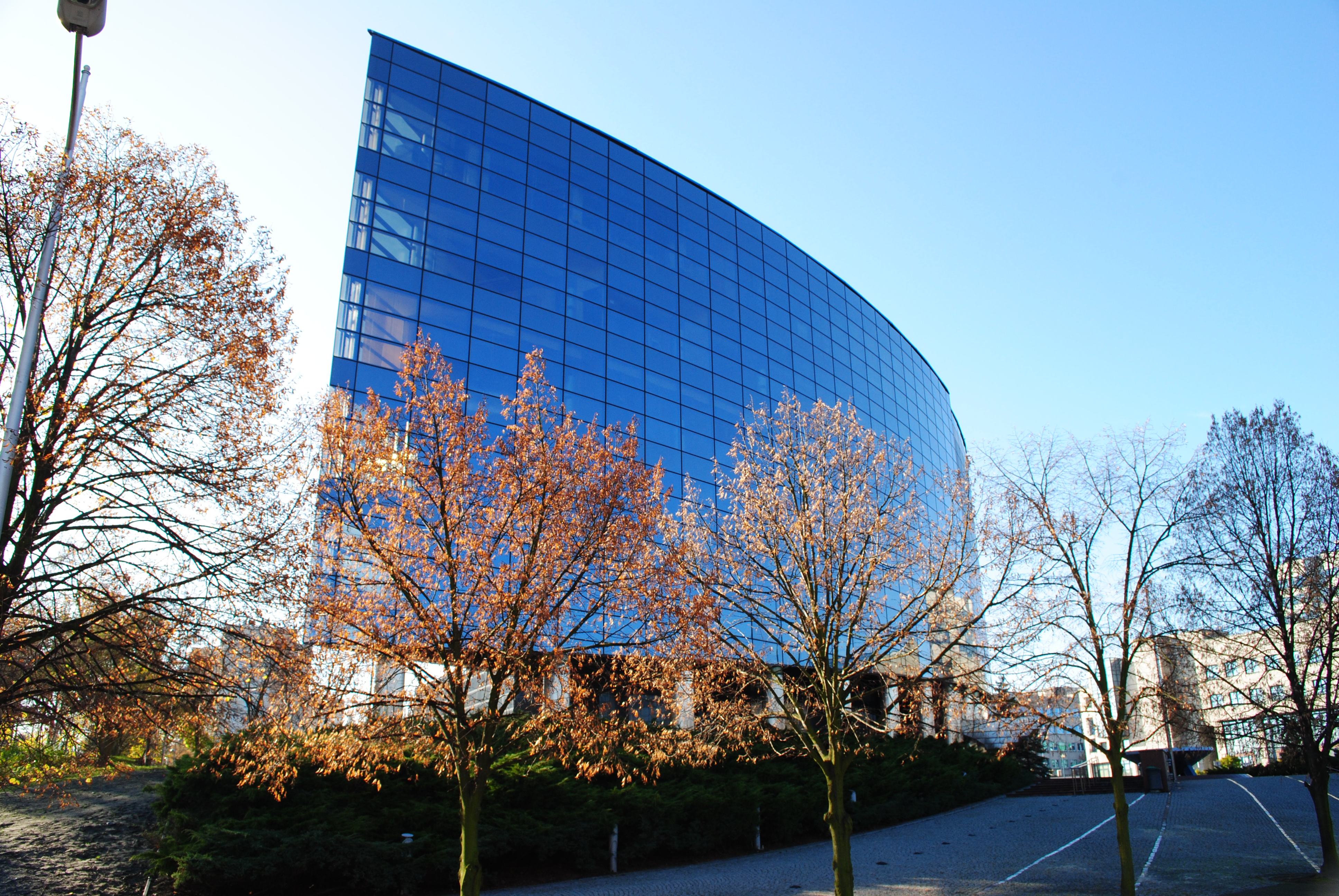
Siedziba katowickiego oddziału dawnego BRE Banku (obecnie MBank) z lat 1991–1999

Plac Rady Europy, który w obecnej formie wykształcił się w latach 90. XX wieku, stanowi dopełnienie trwającego od połowy XIX wieku rozwoju tkanki urbanistycznej Katowic. Elementami tworzącymi kompozycję urbanistyczną placu są gmachy dwóch banków: katowickiego oddziału dawnego Banku Rozwoju Eksportu (obecnie MBank) z reprezentacyjnym dziedzińcem wewnętrznym i zaokrągloną fasadą, wybudowanego w latach 1991–1999 (projektanci: Jan Lelątko, Piotr Pawłowski, Janusz Czarnecki, Antoni Pietras i Zdzisław Stanik) oraz PKO Banku Polskiego, oddanego do użytku w 1990 roku, oparty na szeregowym układzie prostopadłościanów projektu Aleksandra Czory i Wojciecha Podlewskiego. Domknięciem kompozycyjnym placu jest powstały w latach 1990–1997 budynek Biblioteki Śląskiej autorstwa Juranda Jareckiego, Stanisława Kwaśniewicza i Marka Gierlotki. Budynek ten powstał na planie prostokąta zbliżonego do kwadratu, z wewnętrznym świetlikiem. Gmach ten jest przykładem udanego połączenia tradycji architektury funkcjonalistycznej z neomodernistyczną tendencją, w której starano się zwalczyć monotonię elewacji i zwizualizować treści symboliczne związane z danym miejscem.

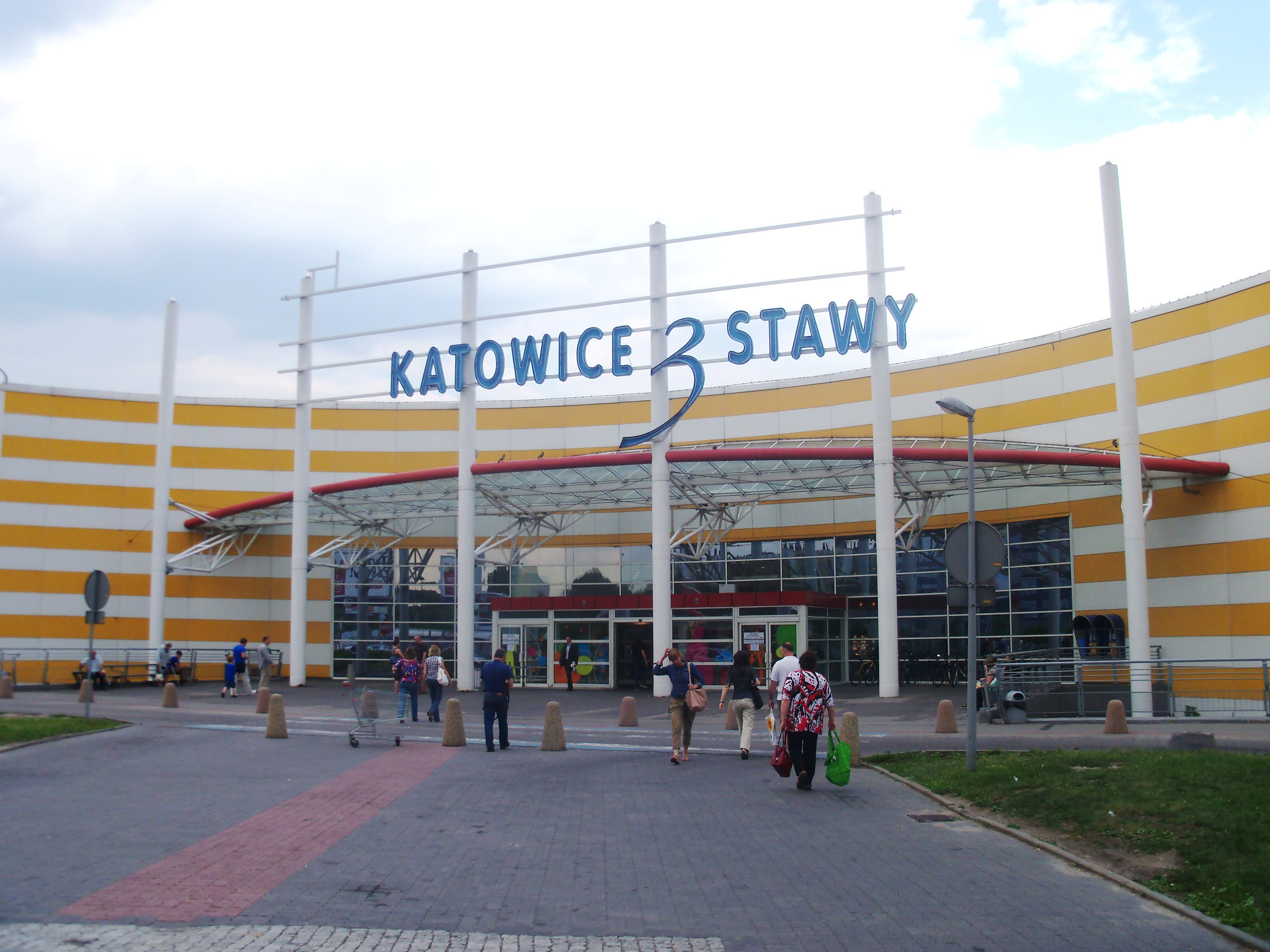
Centrum Handlowe 3 Stawy w 2011 roku (przed modernizacją)

Centrum Handlowe 3 Stawy położone przy ulicy gen. K. Pułaskiego 60 zostało oddane do użytku w listopadzie 1999 roku. Za projekt galerii odpowiada zespół architektów z krakowskiej pracowni IMB Asymetria. W 2014 roku centrum handlowe przebudowano, w tym m.in. o nowe wejścia. W latach 2000–2001 przy ulicy gen. J.L. Sowińskiego 46 powstał budynek biurowy Millennium Plaza Katowice. Projekt architektoniczny tego gmachu opracowała katowicka pracownia architektoniczna Czora i Czora. Łączna powierzchnia użytkowa budynku wynosi 10,9 tys. m². Przy ulicy Francuskiej 101 w 2004 roku oddano do użytku gmach dawnej Telekomunikacji Polskiej. W latach 2007–2008 powstał 14-kondygnacyjny budynek Silesian Hotelu, znajdujący się przy ulicy Szybowcowej 1a, zaś w 2009 roku ukończono budowę położonego przy ulicy Granicznej 54 biurowca Atrium. W latach 2011–2013 powstał pięciokondygnacyjny biurowiec Polskiego Koksu, mieszczący się przy ulicy I.J. Paderewskiego 41. Jest on siedzibą firmy JSW Innowacje.

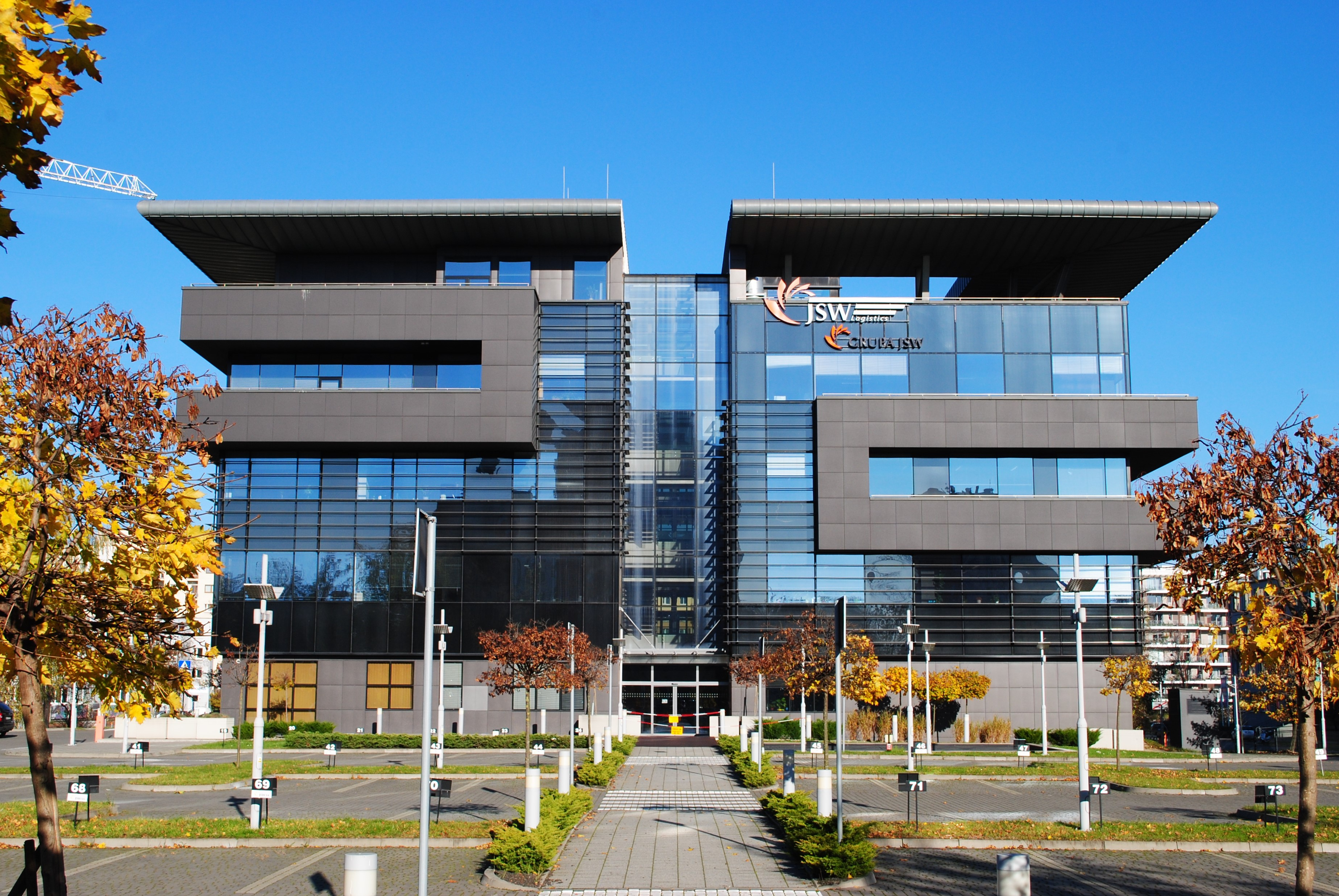
Biurowiec Polskiego Koksu z lat 2011–2013 (ul. I.J. Paderewskiego 41)

W rejonie ulicy Francuskiej na Muchowcu powstało osiedle Francuska Park. Od maja 2013 roku inwestorem osiedla jest cieszyńska spółka ATAL, zaś za projekt osiedla odpowiada architekt Wojciech Wojciechowski. W pierwszym etapie zaprojektowano do dwunastu budynków o wysokości 5–10 kondygnacji w układzie kaskadowym, w których łącznie mieści się 880 mieszkań. Budowa zespołu budynków rozpoczęła się w czerwcu 2013 roku, a łącznie zaplanowano pięć etapów osiedla.
Przy ulicy gen. J.L. Sowińskiego 2 w maju 2014 roku oddano do użytku nową siedzibę katowickiego oddziału Zakładu Ubezpieczeń Społecznych. Na granicy Śródmieścia i Osiedla Paderewskiego-Muchowca, przy ulicy Francuskiej 42 od listopada 2012 roku do sierpnia 2016 roku trwała budowa kompleksu budynków biurowych A4 Business Park. Inwestorem kompleksu była spółka Echo Investment z Kielc. Na Muchowcu przy ulicy Francuskiej powstał w latach 2015–2018 zespół trzech dwukondygnacyjnych budynków Muchowiec Active Park. Mieści on w sobie placówki usługowe i gastronomiczne, gabinet odnowy biologicznej oraz pomieszczenia biurowe. Projektantami gmachu są architekci z katowickiej pracowni Archistudio Tomasz Studniarek i Małgorzata Pilinkiewicz. W 2020 roku przy ulicy I.J. Paderewskiego ruszyła budowa kompleksu domu studenckiego BaseCamp o powierzchni całkowitej wynoszącej 34,0 tys. m². Został on ukończony we wrześniu 2021 roku. Projekt budynku opracowała pracownia Emkaa Architekci.

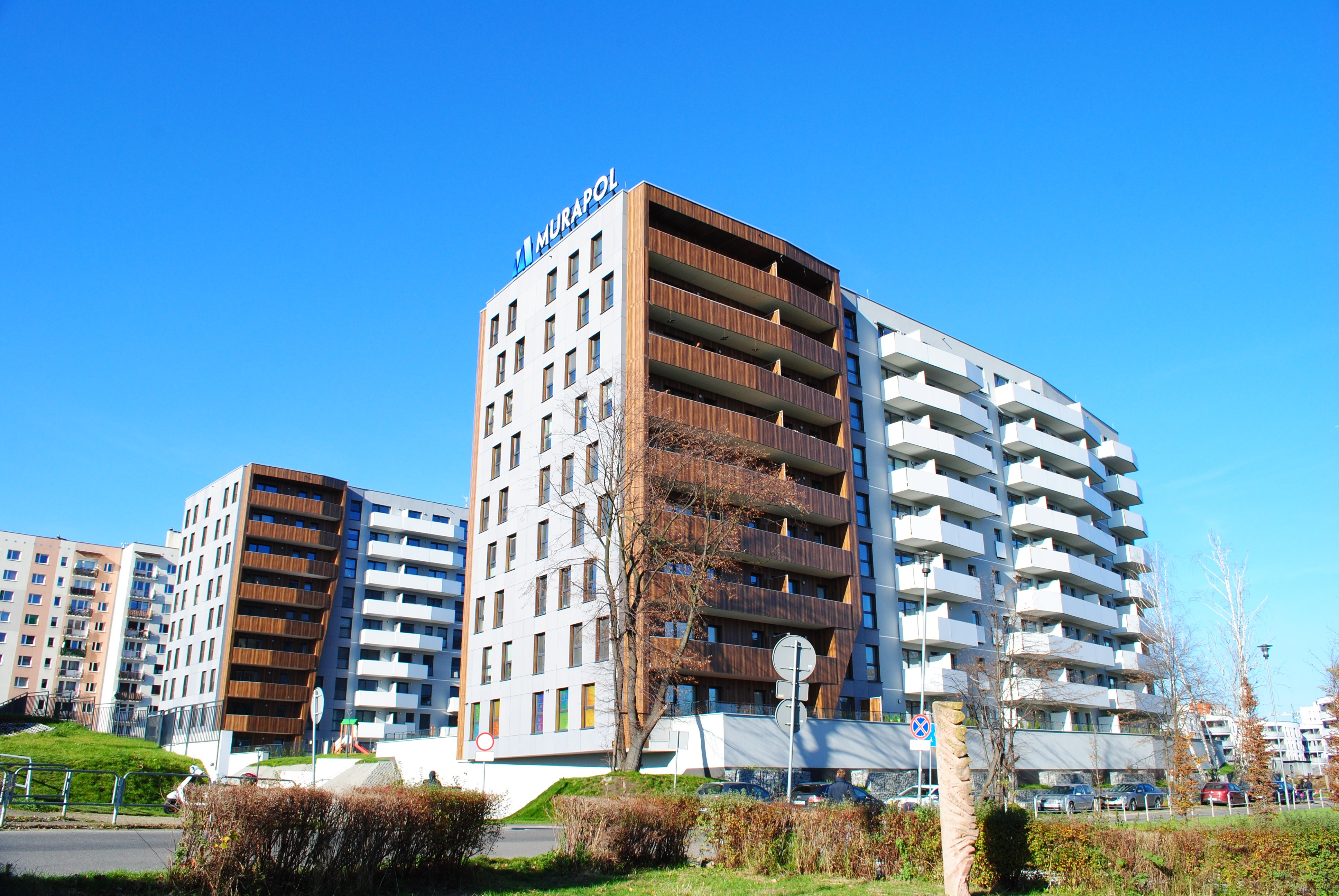
Zespół budynków Murapol Apartamenty Trzy Stawy

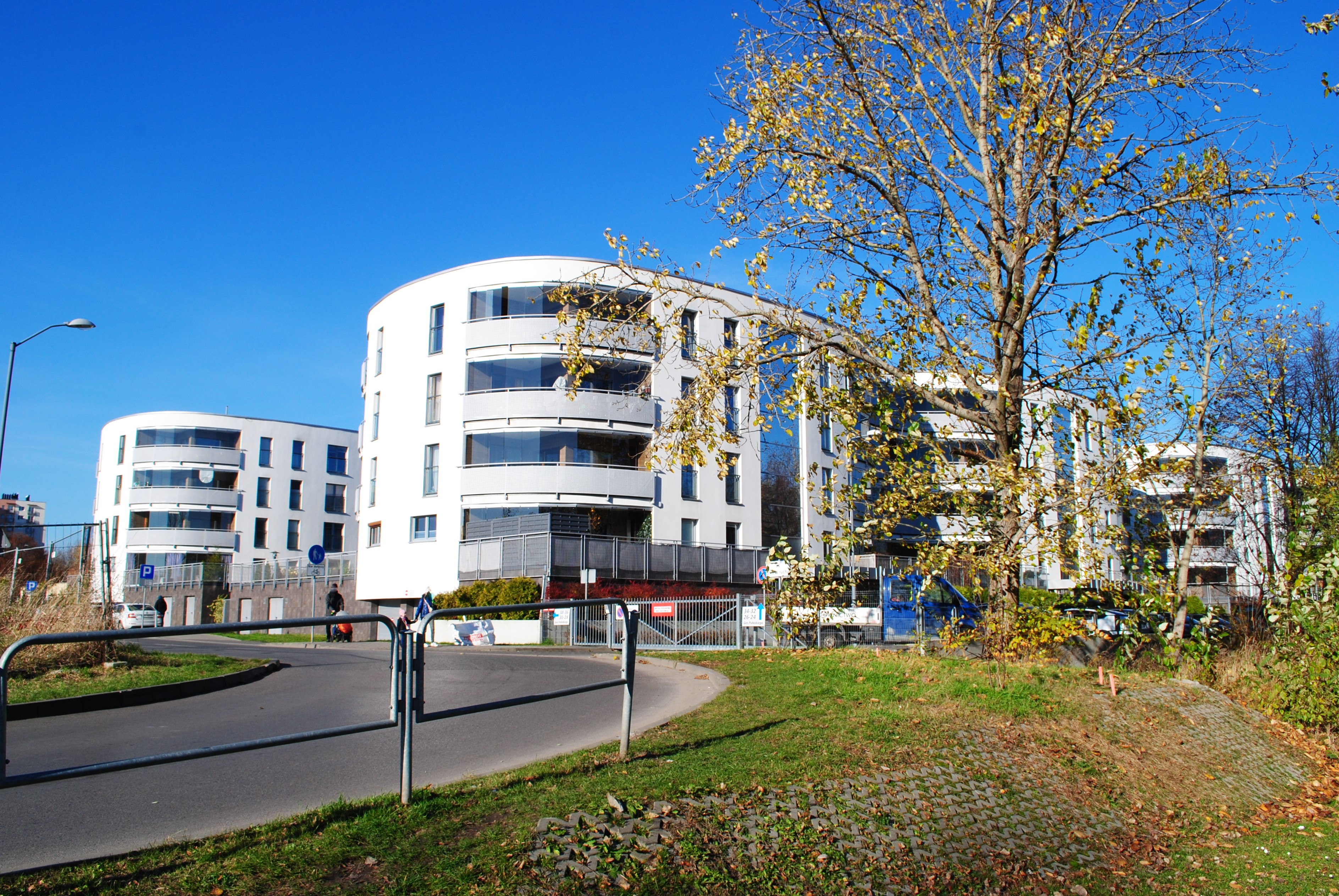
Osiedle Mały Staw (ul. gen. K. Pułaskiego; widok od strony południowo-wschodniej)

Rozwój nowego budownictwa mieszkaniowego na Osiedlu Paderewskiego-Muchowcu skupia się głównie w rejonie Doliny Trzech Stawów. Na przełomie XX i XXI wieku powstało tutaj szereg inwestycji mieszkaniowych, w tym:
- Cyprysowe Osiedle – zespół budynków mieszkalnych z lat 2010–2013, wybudowanych wzdłuż ulicy I.J. Paderewskiego; składa się on z czterech, pięciokondygnacyjnych budynków, w których znajdują się łącznie 74 mieszkania[229],
- Dom w Dolinie Trzech Stawów – osiedle w rejonie ulicy gen. K. Pułaskiego i ulicy gen. W. Sikorskiego, składające się z trzech budynków z luksusowymi apartamentami i lokalami użytkowymi; inwestorem osiedla była spółka OKAM Capital[230]; autorami projektu architektonicznego osiedla są architekci z pracowni Konior Studio; uroczyste wmurowanie kamienia węgielnego odbyło się 10 lipca 2012 roku, zaś osiedle powstało etapami w latach 2012–2019[231],
- Murapol Apartamenty Trzy Stawy – zespół dwóch, dziewięciokondygnacyjnych budynków wielorodzinnych, znajdujący się przy ulicy gen. K. Pułaskiego; budowę kompleksu rozpoczęto w styczniu 2018 roku, a w czerwcu 2020 roku oddano go do użytku; inwestorem była spółka Murapol z Bielska-Białej[232],
- Osiedle Park Przy Stawach – osiedle w rejonie ulicy gen. K. Pułaskiego, składające się z sześciu budynków z garażem podziemnym[233]; autorami projektu architektonicznego są projektanci z pracowni Forma Kuberski[234].
- Osiedle Mały Staw – osiedle wielorodzinne z niską zabudową, powstałe w rejonie ulicy gen. K. Pułaskiego i ulicy Granicznej; inwestorem była Katowicka Spółdzielnia Mieszkaniowa; osiedle składa się z czterech domów wielorodzinnych czterokondygnacyjnych mieszczących łącznie 128 mieszkań[230]; kompleks ten wybudowano w latach 2011–2013[235],
- Osiedle Przystań – osiedle wielorodzinne z niską zabudową, powstałe w rejonie ulicy gen. K. Pułaskiego i ulicy I.J. Paderewskiego; składa się z siedmiu budynków wielorodzinnych, a inwestorem była Spółdzielnia Mieszkaniowa im. I.J. Paderewskiego[230],
- Zespół wielorodzinnych wysokich budynków mieszkalnych w rejonie ulicy ks. A. Skowrońskiego i ulicy Z. Krasińskiego, wybudowane przez Katowickie Towarzystwo Budownictwa Społecznego[230].

### Obiekty historyczne i zabytkowe

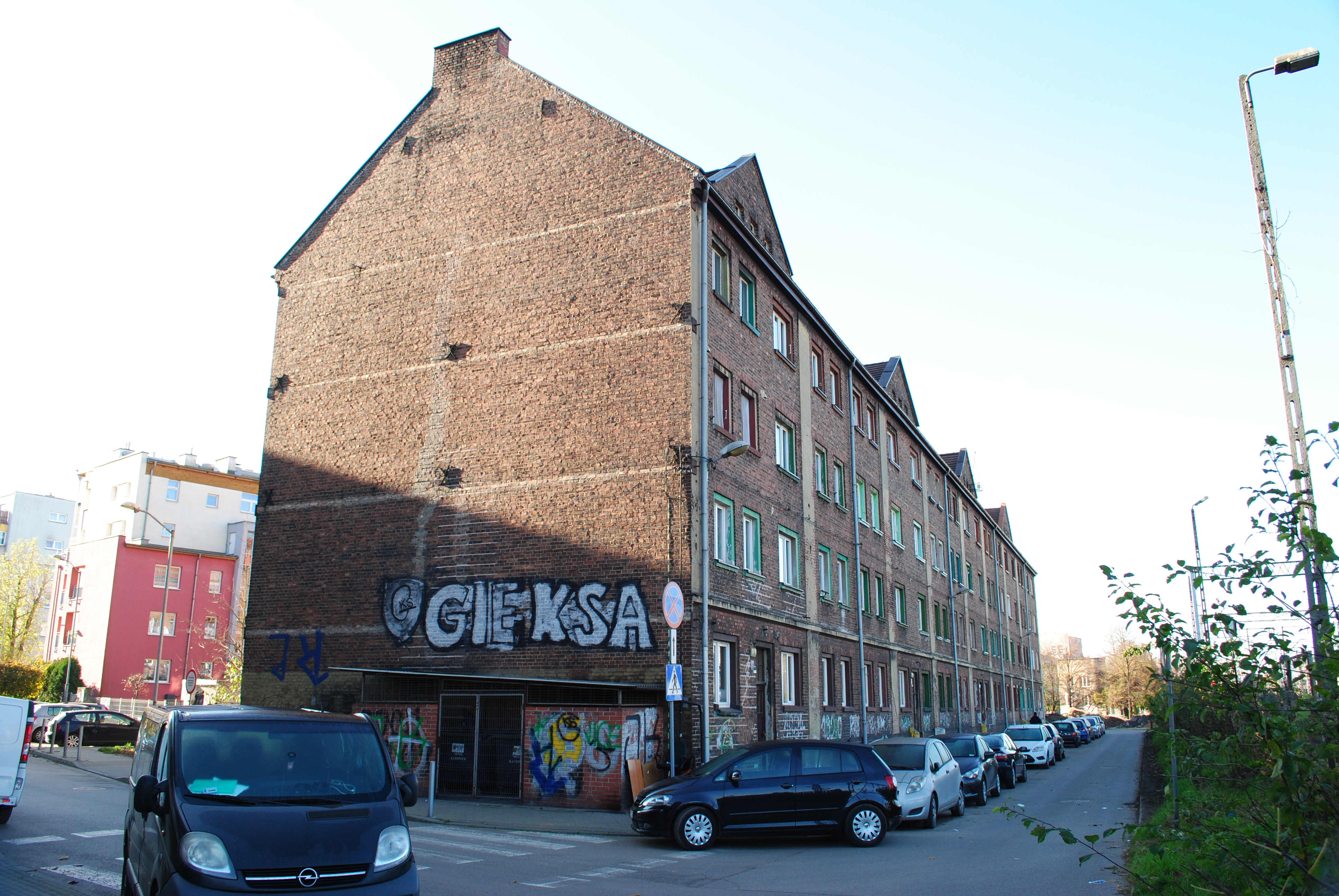
Zespół familoków przy ulicy Równoległej 2, 3, 4, 5 i 6, objęte ochroną konserwatorską i ujęte w gminnej ewidencji zabytków

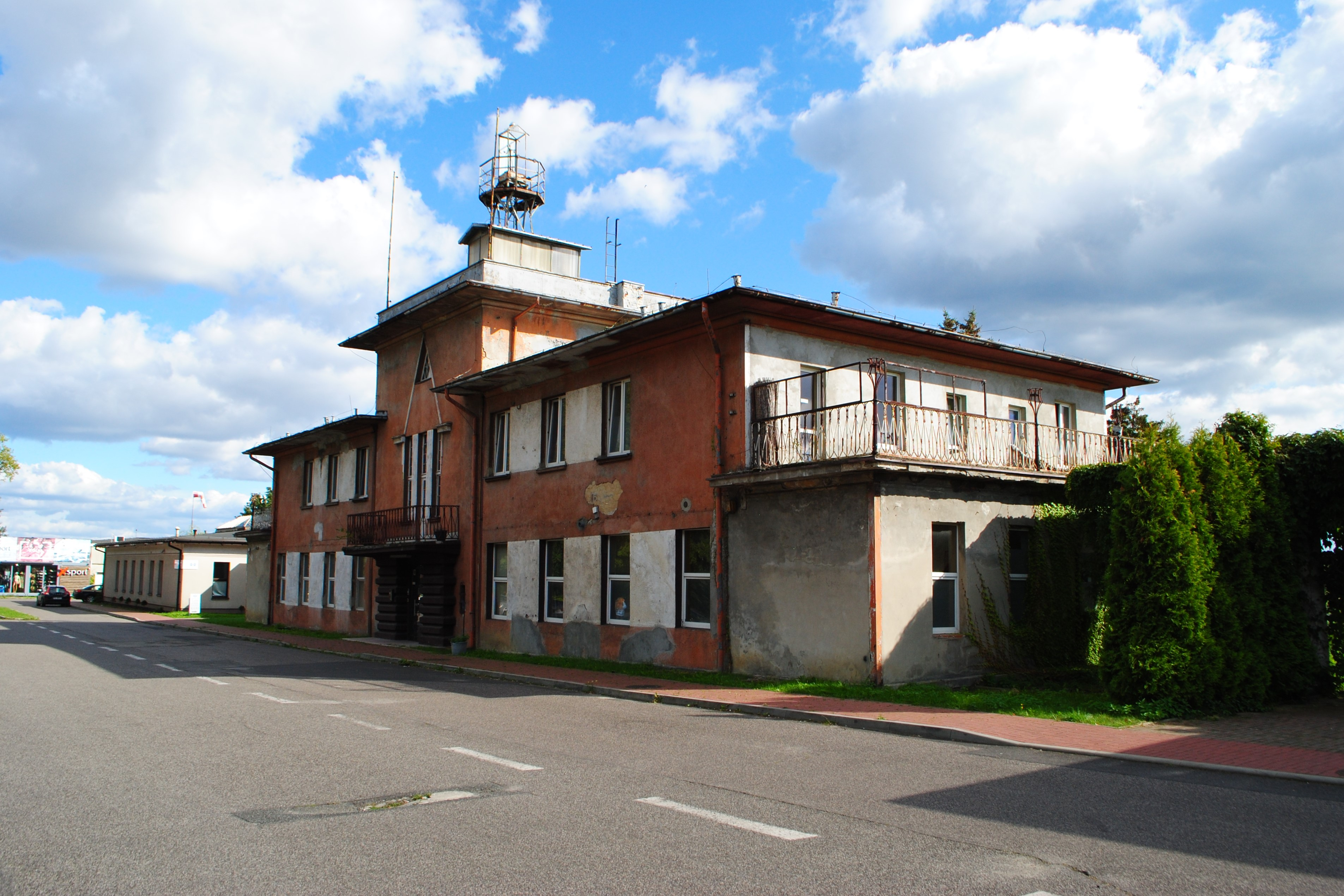
Kompleks terminala lotniczego lotniska Katowice-Muchowiec z lat 1927–1929 (ul. Lotnisko 70; widok od strony północno-zachodniej)

Na obszarze Osiedla Paderewskiego-Muchowca znajdują się następujące obiekty objęte ochroną na podstawie ustaleń miejscowych planów zagospodarowania przestrzennego bądź też proponowane do ochrony na podstawie tekstu studium uwarunkowań i kierunków zagospodarowania przestrzennego miasta Katowice:
- Pl. Rady Europy 1 – młot spadowy przed gmachem Biblioteki Śląskiej[207],
- Ul. K. Damrota 22 – dom wolnostojący[207],
- Ul. Floriana 10, 12, 14 i 16 – domy mieszkalne (familoki) z początku XX wieku[207],
- Ul. H. Krachelskiej 1 i 3 – budynki mieszkalne[207],
- Ul. Lotnisko 40 – kompleks terminala lotniczego z lat 1927–1929[210] w stylu neoklasycystycznym, powstały według projektu Tadeusza Michejdy[236]; jest to także jedyny obiekt położony na terenie dzielnicy wpisany do rejestru zabytków (nr rej. A/439/15 z 17 lutego 2015 roku)[210],
- Ul. Z. Krasińskiego 21 – kościół i klasztor Sióstr Maryi Niepokalanej[236],
- Ul. I.J. Paderewskiego 7, 9, 11, 13, 15 i 17 – zespół kamienic (familoków) wraz z oficynami w pierzei[207],
- Ul. Równoległa 2, 3, 4, 5 i 6 – zespół familoków[207],
- Ul. Równoległa 2b – willa z ogrodem[207],
- Ul. Równoległa 9 – kamienica wolnostojąca[207],
- Ul. Równoległa 10 – kamienica z oficynami[207].

Część z wyżej wymienionych budynków jest dodatkowo objęta ochroną konserwatorską na podstawie przepisów miejscowego planu zagospodarowania przestrzennego. Na terenie Osiedla Paderewskiego-Muchowca występują następujące strefy ochrony konserwatorskiej bądź obszary postulowane do ochrony:
- Terminal lotniczy lotniska Katowice-Muchowiec z lat 1927–1929[210] wraz z otoczeniem[237] (teren objęty ochroną konserwatorską[6]),
- Teren po byłym cmentarzu ewangelickim, obecnie teren zielony[237],
- Zespół familoków przy ulicy Równoległej 2, 3, 4, 5 i 6 (teren objęty ochroną konserwatorską)[6].

### Pomniki i tablice pamiątkowe

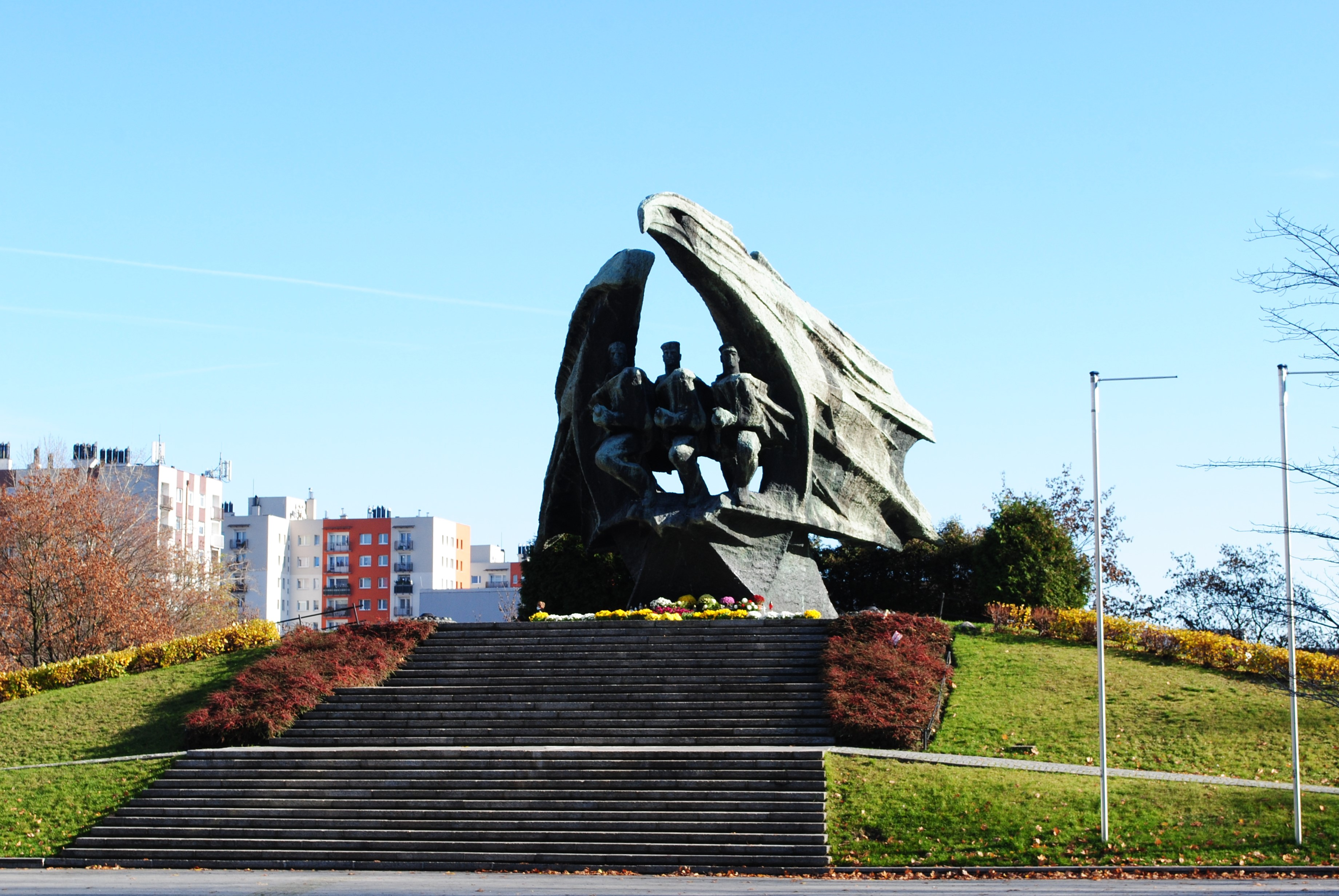
Pomnik Żołnierza Polskiego (pl. Żołnierza Polskiego)

Na terenie Osiedla Paderewskiego-Muchowca znajdują się następujące miejsca pamięci:
- Głaz z tablicą ku czci lotników francuskich (ul. Lotnisko; na terenie lotniska Katowice-Muchowiec)[238],
- Pomnik Trudu Górniczego (ul. gen. K. Pułaskiego) – pomnik autorstwa Tadeusza Łodziany; odsłonięty w 1986 roku, będący odpowiedzią władz na górnicze ruchy wolnościowe; w 2007 roku przed pomnikiem urządzono skatepark[239],
- Pomnik Żołnierza Polskiego z czasów II wojny światowej (pl. Żołnierza Polskiego[240]) – pomnik odsłonięty 6 października 1978 roku; rzeźbiarzem był Bronisław Chromy, zaś za architekturę odpowiadał Jerzy Pilitowski[239],
- Tablica poświęcona Ojcu Świętemu Janowi Pawłowi II, który w dniu 20 kwietnia 1983 roku spotkał się z wiernymi na lotnisku (ul. Lotnisko; na fasadzie budynku lotniska Katowice-Muchowiec)[238],
- Tablica upamiętniająca polskich lotników, odsłonięta w 60. rocznicę triumfu polskich skrzydeł w locie okrężnym Warszawa – Paryż – Casablanca – Algier – Tunis – Rzym – Wiedeń – Katowice – Warszawa (ul. Lotnisko; na fasadzie budynku lotniska Katowice-Muchowiec)[238].

### Zagospodarowanie przestrzenne
Część północną Osiedla Paderewskiego-Muchowca stanowią głównie tereny mieszkaniowe z usługami, część centralną dzielnicy w rejonie autostrady A4 obejmują tereny centrów usługowo-handlowych o charakterze ogólnomiejskim, zaś część terenów dzielnicy obejmują także tereny rekreacyjne – Dolina Trzech Stawów oraz obszar lotniska sportowego Katowice-Muchowiec. Udział powierzchni zabudowanej w powierzchni terenów Osiedla Paderewskiego-Muchowca w 2007 roku wynosił 24% i był wówczas zbliżony do średniej dla całych Katowic (23%). Wskaźnik intensywności zabudowy netto wynosił wówczas 0,62 (wyższy od wskaźnika dla Katowic – 0,49), zaś średnia liczba kondygnacji liczyła wówczas 2,58 (dla całych Katowic – 2,13). Na położonym na terenie dzielnicy osiedlu I.J. Paderewskiego udział powierzchni zabudowanej w powierzchni terenu wynosił w 2007 roku 15%, wskaźnik intensywności zabudowy netto wynosił 1,28, zaś średnia liczba kondygnacji liczyła 8,53.
Studium uwarunkowań i kierunków zagospodarowania przestrzennego miasta Katowice wydziela na obszarze Osiedla Paderewskiego-Muchowca dwie jednostki urbanistyczne: Muchowiec o powierzchni 663,63 ha i Osiedle Paderewskiego-Roździeńskiego o powierzchni 232,08 ha. Największy obszar Muchowca obejmują: tereny komunikacji (262,56 ha; 39,56% powierzchni jednostki), lasy (138,91 ha; 20,93% powierzchni), tereny zieleni urządzonej (127,71 ha; 19,24% powierzchni), wolne tereny budowlane (44,03 ha; 6,63% powierzchni) oraz tereny usług (41,43 ha; 6,24% powierzchni). Brak jest natomiast tutaj terenów rolnych. W jednostce urbanistycznej Osiedle Paderewskiego-Roździeńskiego także przeważają tereny komunikacji – 58,29 ha; 25,12% powierzchni jednostki. Ponadto występują tutaj głównie następujące typy zagospodarowania: tereny zieleni urządzonej (42,46 ha; 18,30% powierzchni), tereny zabudowy mieszkaniowej i wielorodzinnej (41,37 ha; 17,83% powierzchni) oraz tereny usług (30,12 ha; 12,98% powierzchni). Brak jest w tej jednostce terenów rolnych, lasów oraz nieużytków.

## Oświata

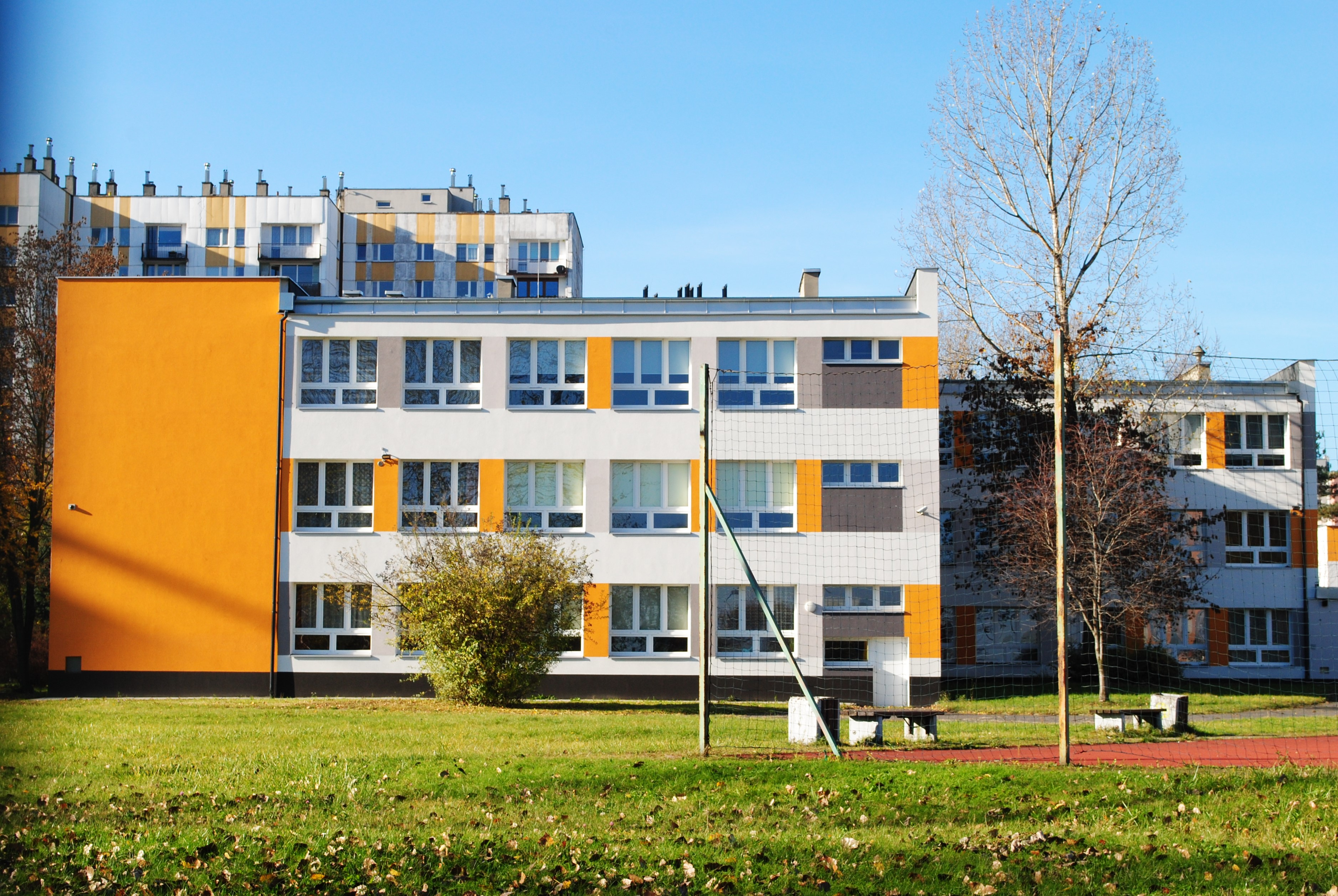
Gmach Zespołu Szkolno-Przedszkolnego nr 9 (ul. Graniczna 46)

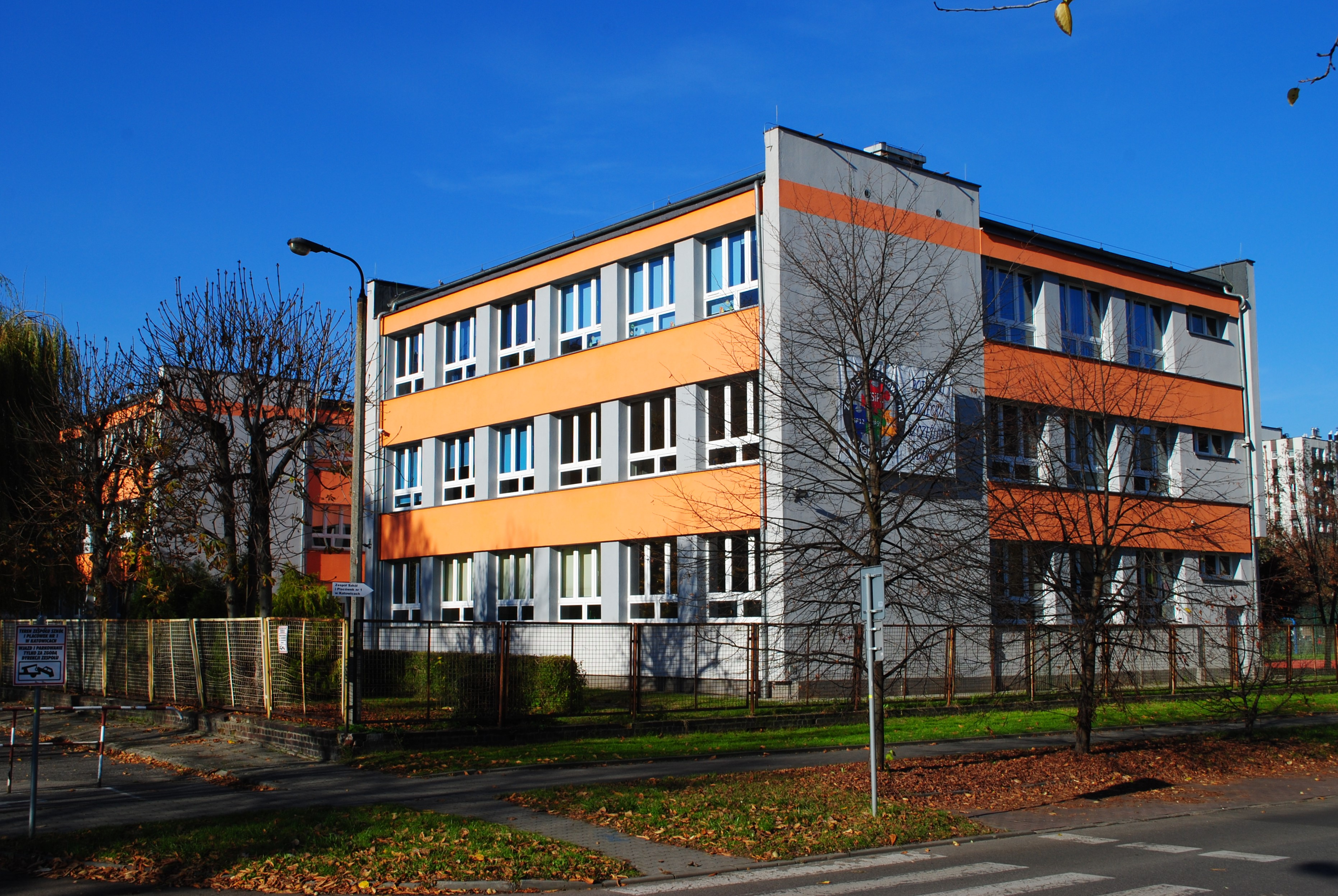
Gmach Zespół Szkół i Placówek nr 1 (ul. I.J. Paderewskiego 46)

W kwietniu 2022 roku na obszarze Osiedla Paderewskiego-Muchowca funkcjonowały następujące placówki oświatowe:
1. Żłobki:
  - Żłobek Miejski w Katowicach. Oddział Żłobka Miejskiego (ul. gen. S. Szeptyckiego 1)[244],
  - Żłobek „Kosi Kosi Łapci” (ul. gen. J. Sowińskiego 35/151)[245],
2. Przedszkola:
  - Bajkowa Kraina Katowice Centrum (ul. I.J. Paderewskiego 32c)[246],
  - Niepubliczne Przedszkole Językowe „SuperKids” (ul. gen. K. Pułaskiego 27)[247],
  - Niepubliczne Przedszkole „Wesołe Siódemki” (ul. Graniczna 42)[248],
3. Zespoły placówek:
  - Prywatny żłobek i niepubliczne przedszkole (ul. gen. K. Pułaskiego 42)[249],
  - Społeczna Szkoła Podstawowa i Liceum Ogólnokształcące Stowarzyszenia Rodziców i Nauczycieli im. W. Korfantego w Katowicach (ul. Francuska 80)[250],
  - Zespół Szkolno-Przedszkolny nr 9 w Katowicach:
    - Miejskie Przedszkole nr 87 w Katowicach (ul. Graniczna 44),
    - Szkoła Podstawowa nr 4 im. Jerzego Ziętka w Katowicach (ul. Graniczna 46)[251],

  - Zespół Szkół i Placówek nr 1 w Katowicach (ul. I.J. Paderewskiego 46):
    - Szkoła Podstawowa nr 12 im. I. J. Paderewskiego w Katowicach,
    - Międzyszkolny Ośrodek Sportowy w Katowicach,
    - Miejskie Przedszkole nr 55 w Katowicach[252],
4. Pozostałe:
  - TEB Edukacja Katowice (ul. gen. K. Pułaskiego 25)[253].

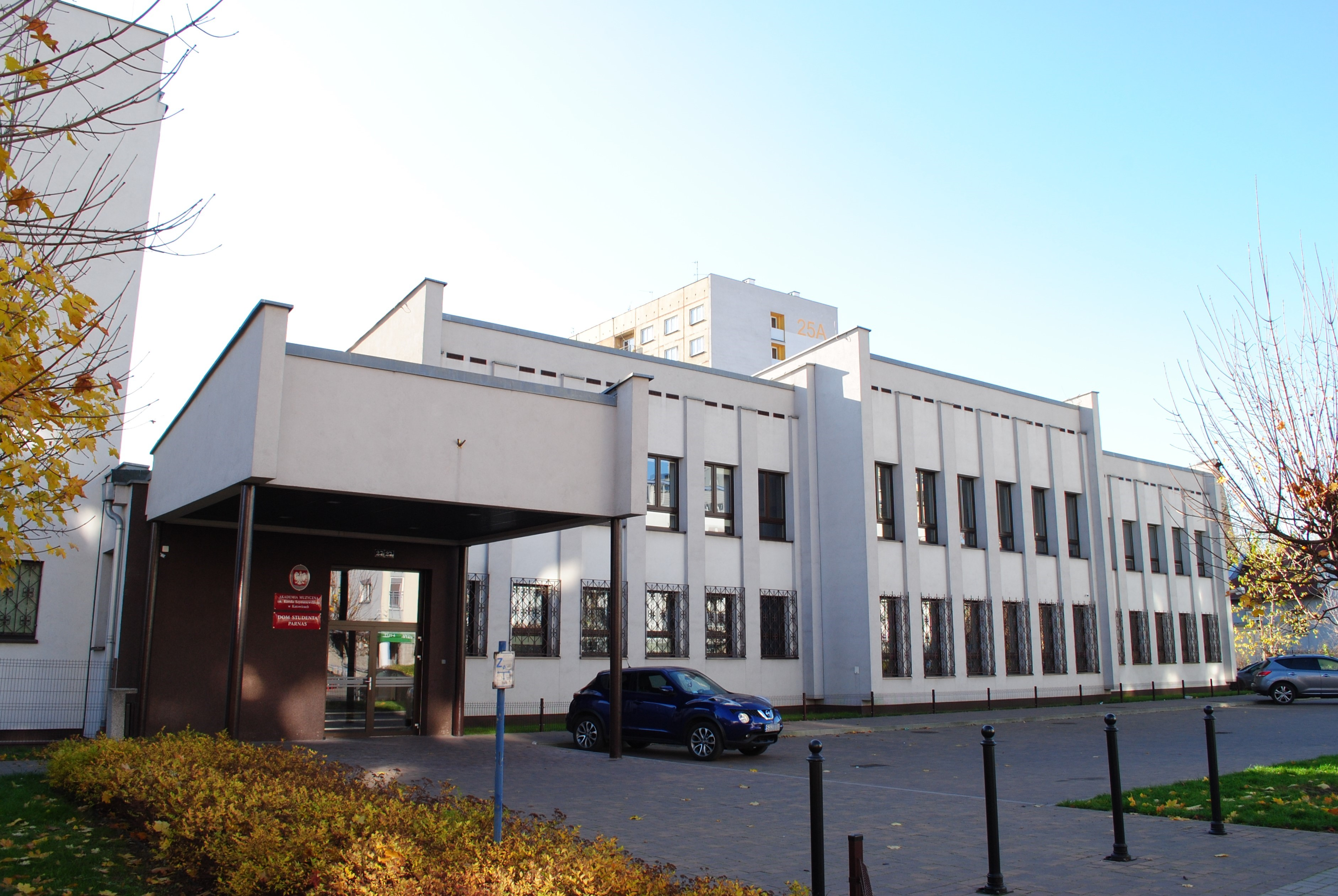
Dom Studenta „Parnas“ Akademii Muzycznej im. K. Szymanowskiego w Katowicach (ul. Z Krasińskiego 27)

Oświata i nauka na terenie Osiedla Paderewskiego-Muchowca zaczęła się w szczególności rozwijać po II wojnie światowej. W latach 1957–1992 funkcjonował Śląski Instytut Naukowy im. Jacka Koraszewskiego. Instytut ten prowadził badania z dziedzin historycznych, folklorystycznych i kulturalnych, a także z zakresu zjawisk społeczno-ekonomicznych na terenie regionu śląskiego. Instytut swoją siedzibę od 1976 roku miał w gmachu przy ulicy Granicznej 32. W roku szkolnym 1977/1978 swoją działalność na terenie osiedla I.J. Paderewskiego zainaugurowała obecna Szkoła Podstawowa nr 12 im. I.J. Paderewskiego. W dniu 1 września 1984 roku dokonano inauguracji drugiej na terenie osiedla placówki szkolnej – Szkoły Podstawowej nr 4. W tym czasie budynek szkoły jeszcze nie był w pełni gotowy, a w pierwszym roku działalności przyjęto 676 uczniów.
W 1991 roku działalność na terenie Muchowca rozpoczęła Społeczna Szkoła Podstawowa i Liceum Ogólnokształcące Stowarzyszenia Rodziców i Nauczycieli im. W. Korfantego w Katowicach. Szkoła ta rok później uzyskała uprawnienia szkoły publicznej. W dniu 30 listopada 2002 roku Szkoła Podstawowa nr 12 zyskała patrona – Ignacego Jana Paderewskiego, zaś prawie trzy lata później, we wrześniu 2005 roku placówka ta uzyskała tytuł „Szkoły z Klasą”. W 2006 roku na terenie dzielnicy otwarto oddział szkoły TEB Edukacja, działający w dawnym budynku P Uniwersytetu Ekonomicznego w Katowicach. W dniu 1 września 2007 roku w miejsce Miejskiego Przedszkola nr 77 w Katowicach powołano Niepubliczne Przedszkole „Wesołe Siódemki”, przekształcając placówkę z przedszkola publicznego na niepubliczne. W dniu 1 września 2017 roku połączono Szkołę Podstawową nr 12 im. I.J. Paderewskiego w Katowicach, Międzyszkolny Ośrodek Sportowy w Katowicach oraz Miejskie Przedszkole nr 55 w Katowicach w Zespół Szkół i Placówek nr 1 w Katowicach. Siedzibą nowego zespołu szkół stał się budynek Szkoły Podstawowej nr 12 przy ulicy I.J. Paderewskiego 46. We wrześniu 2018 roku swoją działalność zainaugurował żłobek „Kosi Kosi Łapci”, zaś rok później, 1 września 2019 roku powołano Zespół Szkolno-Przedszkolny nr 9 w Katowicach z siedzibą przy ulicy Granicznej 46. W jego skład weszły: Szkoła Podstawowa nr 4 im. Jerzego Ziętka w Katowicach oraz Miejskie Przedszkole nr 87 im. Juliana Tuwima w Katowicach.

## Bezpieczeństwo publiczne

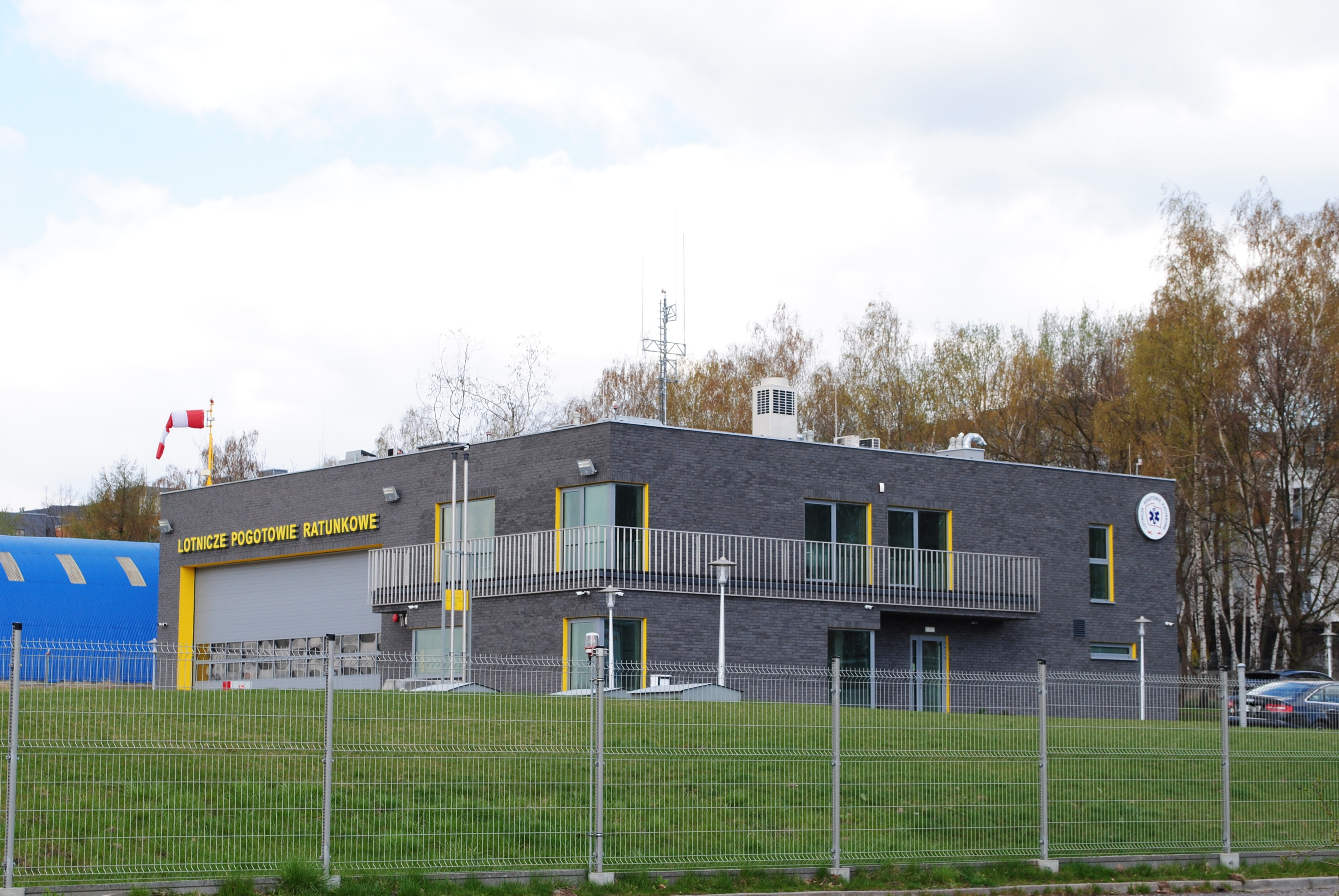
Baza HEMS Katowice Lotniczego Pogotowia Ratunkowego (ul. Lotnisko 34)

Osiedle Paderewskiego-Muchowiec pod względem współczynnika przestępczości w 2007 roku było na 22 dzielnice 16. najbezpieczniejszą dzielnicą. W 2007 roku współczynnik ten wynosił 2,95 przestępstw na 100 mieszkańców (dla całych Katowic w 2007 roku współczynnik ten wynosił 3,08). W porównaniu z 2004 rokiem współczynnik ten zmalał z poziomu 4,90. W 2007 roku doszło na obszarze dzielnicy do 11 wypadków komunikacyjnych. W 2013 roku odnotowano 350 przestępstw, co stanowiło 30 działań przestępczych na 1000 mieszkańców. W tym czasie doszło m.in. do 15 rozbojów i 8 wybryków chuligańskich. Według przeprowadzonych w 2011 roku badań sondażowych, 81,8% respondentów z Osiedla Paderewskiego-Muchowca wskazało, że czuje się bezpiecznie w swojej dzielnicy, zaś 13,6% było przeciwnego zdania. Tereny Osiedla Paderewskiego-Muchowca są objęte przez położony w sąsiednim Śródmieściu Komisariat I Policji w Katowicach przy ulicy Żwirki i Wigury 28, zaś obszar samego osiedla I.J. Paderewskiego objęty jest monitoringiem wizyjnym nadzorowanym przez Centrum Powiadamiania Ratunkowego.

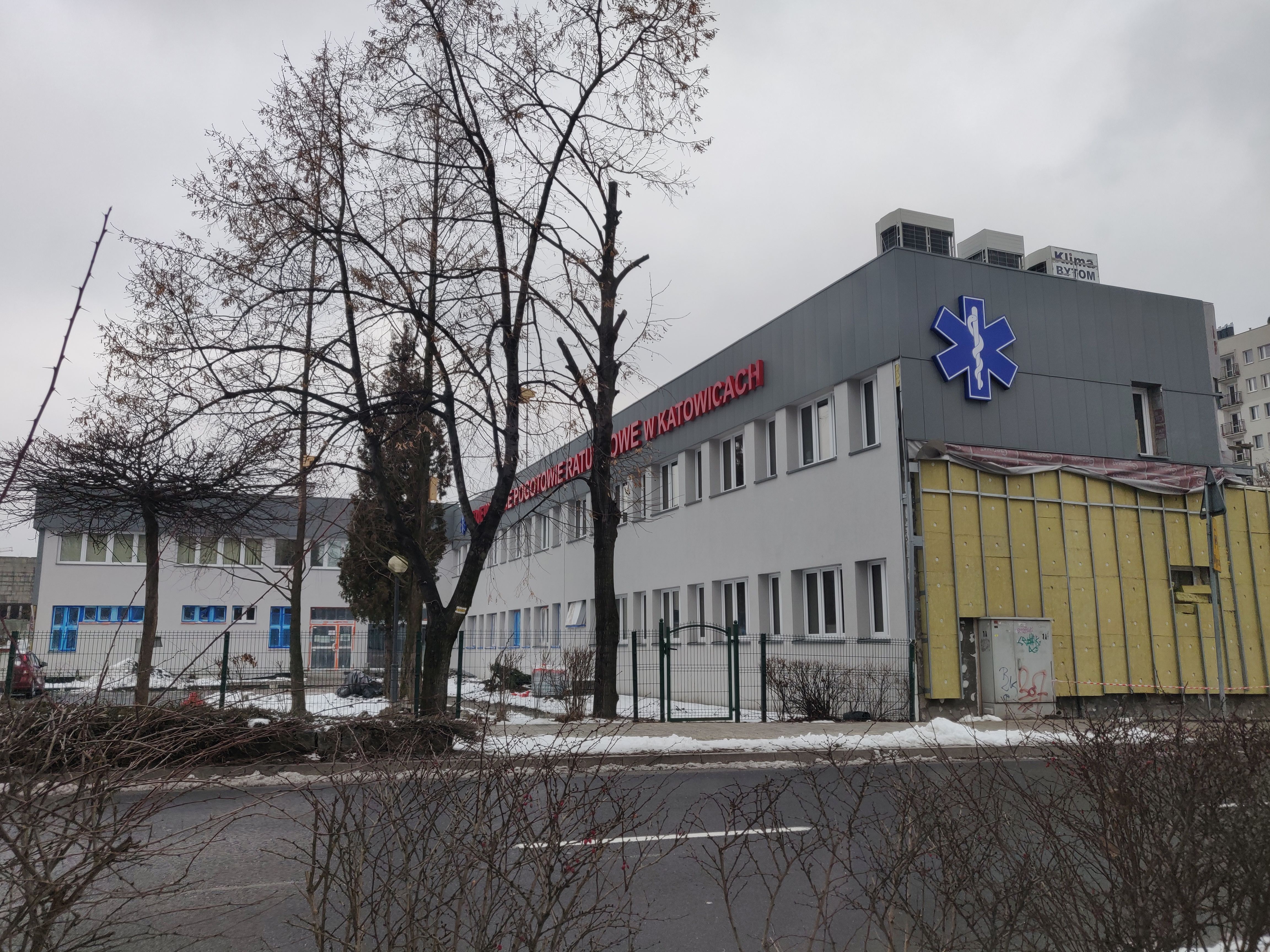
Baza Wojewódzkiego Pogotowia Ratunkowego w Katowicach (ul. Powstańców 52)

Ochronę przeciwpożarową Osiedla Paderewskiego-Muchowca zapewnia położona w Śródmieściu Jednostka Ratowniczo-Gaśnicza nr 3 Centrum Komendy Miejskiej Państwowej Straży Pożarnej w Katowicach przy ulicy Wojewódzkiej 11.
W granicach Osiedla Paderewskiego-Muchowca, przy ulicy Powstańców 52 działa baza Wojewódzkiego Pogotowia Ratunkowego w Katowicach. W 2019 roku w strukturze WPR działało 77 zespołów ratownictwa medycznego i 11 poza strukturą. Swoją obecną bazę pogotowie ma od 1 kwietnia 1967 roku i miała to być początkowo lokalizacja tymczasowa. Na terenie lotniska Katowice-Muchowiec, przy ulicy Lotnisko 34 działa także baza HEMS Katowice Lotniczego Pogotowia Ratunkowego.
Do innych placówek medyczno-opiekuńczych na terenie Osiedla Paderewskiego-Muchowca należą według stanu z połowy kwietnia 2022 roku m.in.:
- Centrum Rehabilitacji Dziecięcej „ISKIERKA”, Niepubliczna Wielospecjalistyczna Poradnia Psychologiczno-Pedagogiczna „ISKIERKA” (ul. I.J. Paderewskiego 63)[271],
- MEDIS Prywatny Ośrodek Leczniczy (ul. gen. S. Szeptyckiego 1)[272],
- NZOZ Centrum Medyczne Graniczna (ul. Graniczna 45)[273].

## Kultura

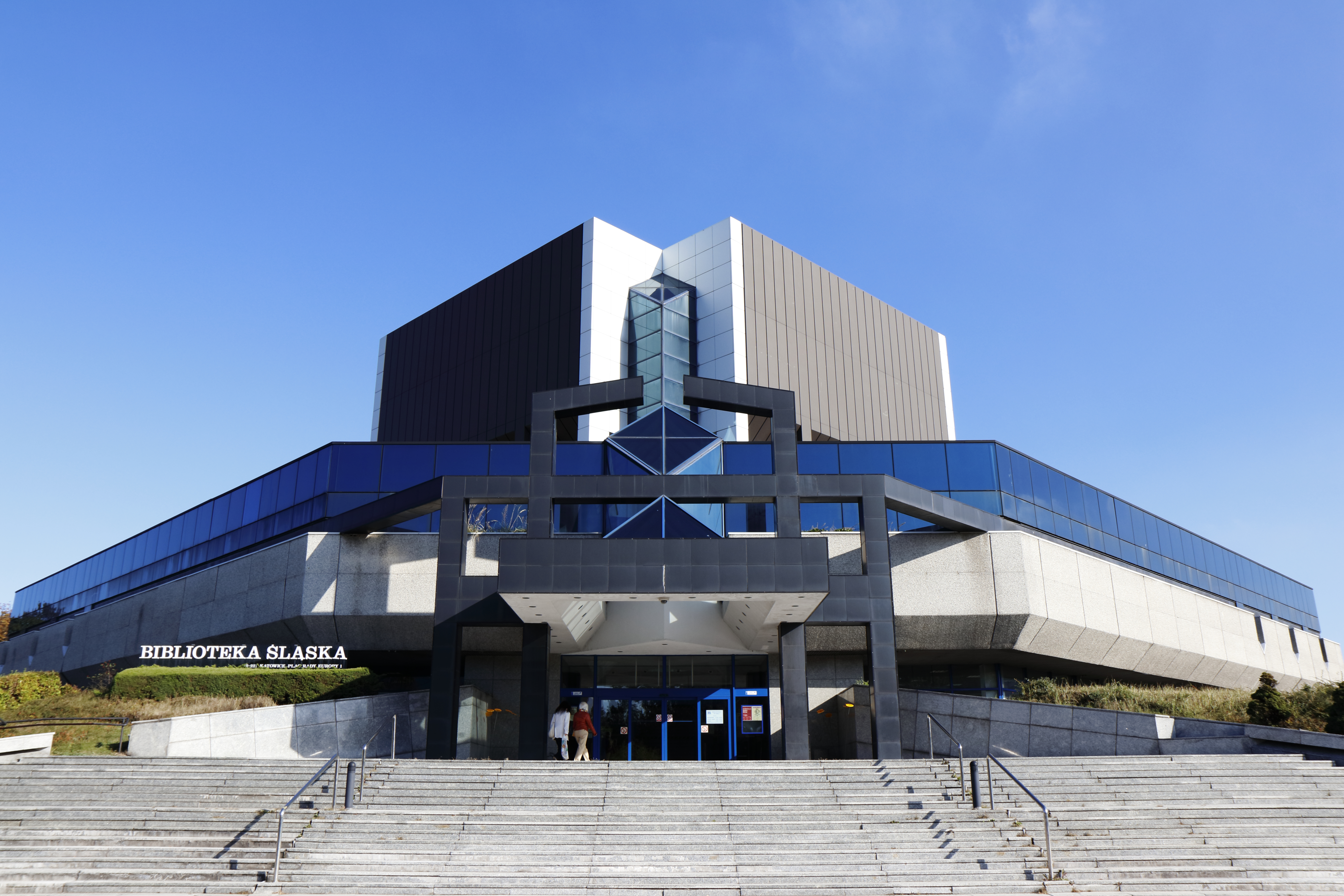
Siedziba Biblioteki Śląskiej w Katowicach (pl. Rady Europy 1)

Największą instytucją kultury Osiedla Paderewskiego-Muchowca jest Biblioteka Śląska w Katowicach z siedzibą przy placu Rady Europy 1. Jest to wojewódzka biblioteka publiczna o statusie naukowym, centralna placówka tego typu dla bibliotek publicznych położonych na terenie województwa śląskiego. W 2012 roku liczyła ona 1,9 mln woluminów i jednostek. Prócz Biblioteki Śląskiej, na Osiedlu Paderewskiego-Muchowcu, a dokładniej na obszarze osiedla I.J. Paderewskiego zlokalizowana jest Filia nr 23 Miejskiej Biblioteki Publicznej w Katowicach. Położona jest ona przy ulicy I.J. Paderewskiego 65. Prócz wypożyczalni i czytelni filia organizuje m.in. lekcje biblioteczne, cykle spotkań dla dzieci, warsztaty komputerowe dla dorosłych czy też różnego typu akcje i zajęcia.

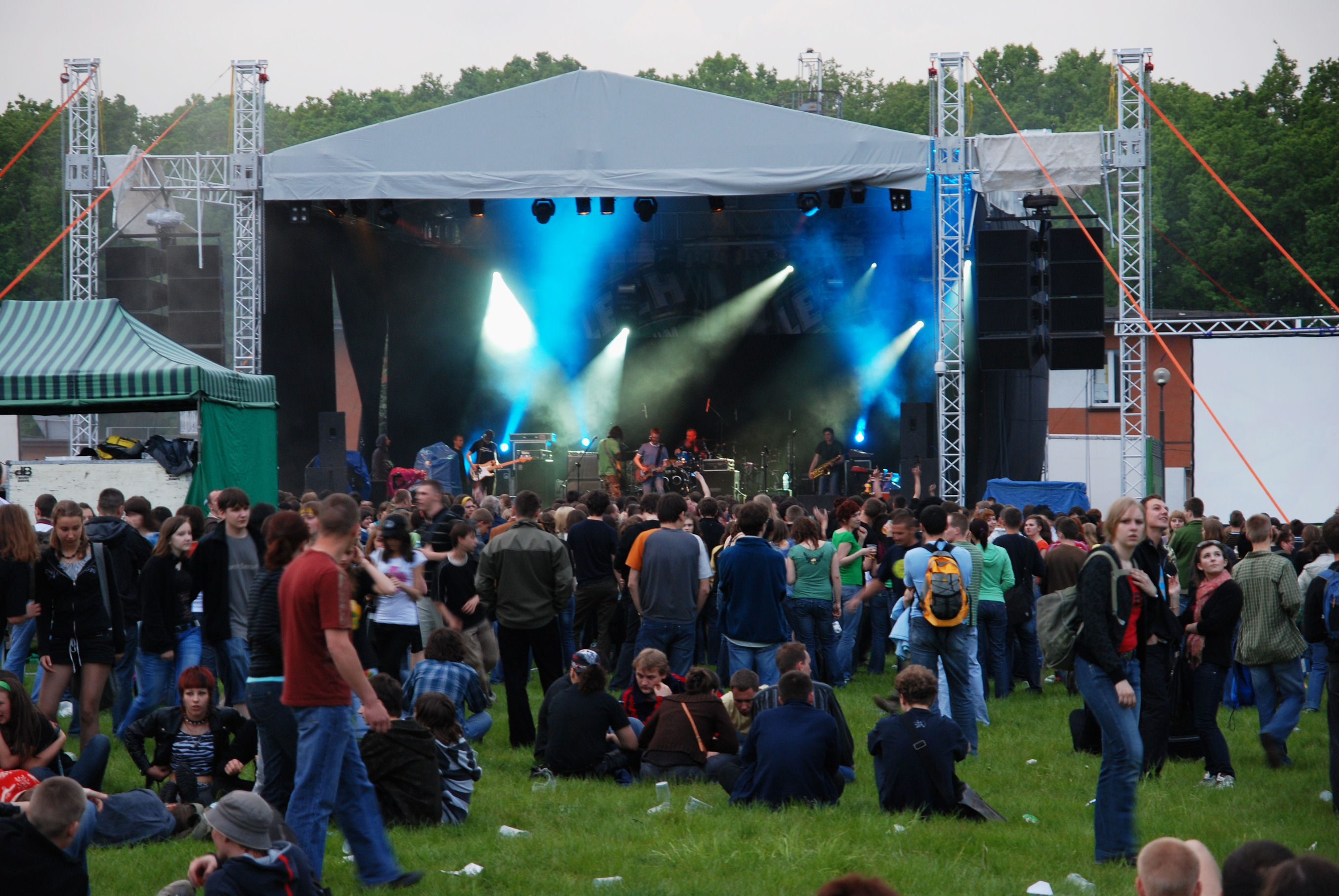
Juwenalia Śląskie 2008 na terenie lotniska Katowice-Muchowiec

Spółdzielnia Mieszkaniowa im. I.J. Paderewskiego zarządza klubem osiedlowym „Rezonans” z siedzibą przy ulicy gen. J. Sowińskiego 5a. W klubie są organizowane zajęcia dla wszystkich grup wiekowych, w tym sekcja plastyczna i modelarska dla dzieci, warsztaty plastyczne dla dorosłych, sekcja brydża, spotkania i kursy komputerowe dla seniorów, zajęcia z karate, baletu i tańca współczesnego dla dzieci, pilates, gimnastyka dla seniorów, gimnastyka zdrowotna, nauka sportów walki czy języka angielskiego dla dzieci.
Przy ulicy gen. J. Sowińskiego 5a i ulicy Granicznej 27 siedzibę ma Bujnowicz Konsorcjum, skupiająca marki należące do Marcina Bujnowicza. Spółka została założona 1 maja 1997 roku, a w 2015 roku wydzieliła się na kilka domen działalności. W ramach Grupy Bujnowicz działa Impresariat Muzyczny CONCERTO – organizacja zajmująca się działalnością twórczą związaną z kulturą i rozrywką, w ramach działalności oświatowej w grupie funkcjonują dwa podmioty: Placówka Artystyczna Akademii Artystycznej i Placówka Doskonalenia Akademii Artystycznej, a także w ramach konsorcjum działa Fundacja Ziarno Talentu powołana celem propagowania muzyki i sztuki, a także wspierająca oświatę.
Tereny lotniska Katowice Muchowiec są także miejscem organizacji różnego typu imprez miejskich. Organizowano tu m.in. takie festiwale muzyczne, jak Off Festival.

## Religia

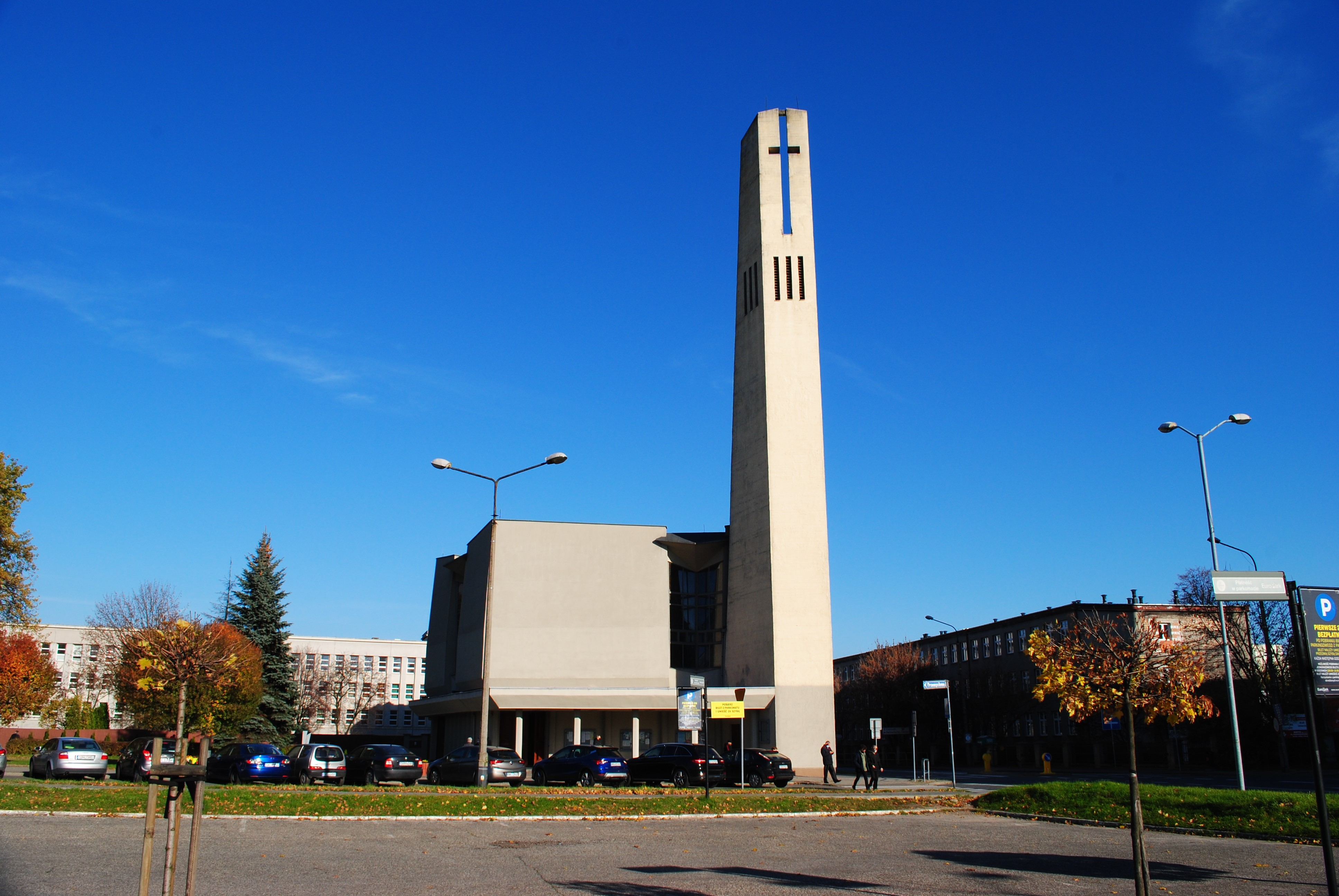
Kościół Wniebowzięcia NMP widziany od strony południowej

Najbardziej rozbudowaną i największą strukturą wyznaniową w Osiedlu Paderewskiego-Muchowcu jest kościół rzymskokatolicki. Znajduje się tutaj, przy ulicy Granicznej 28, parafia Wniebowzięcia Najświętszej Maryi Panny, wschodząca w skład dekanatu Katowice Śródmieście archidiecezji katowickiej.
Budowę kościoła pw. Wniebowzięcia Najświętszej Maryi Panny, przylegającego do Domu Prowincjonalnego Zgromadzenia Sióstr Maryi Niepokalanej rozpoczęto 2 maja 1951 roku. Kuracja została erygowana 1 maja 1952 roku, zaś fakt istnienia parafii potwierdził biskup katowicki Damian Zimoń w dekrecie z 19 lutego 1992 roku. Nowa parafia objęła swoim zasięgiem osiedle I.J. Paderewskiego z granic dotychczasowych parafii: Mariackiej, katedralnej i Opatrzności Bożej. W latach 1980–1983 w miejscu dotychczasowego gmachu powstał nowy budynek kościoła. Został on konsekrowany 11 października 1997 roku.

### Cmentarze
Na obszarze Osiedla Paderewskiego-Muchowca, w miejscu ustanowionego w 2011 roku skweru im. Richarda Hotzego znajdował się stary cmentarz ewangelicki. Powstał on w 1856 roku na terenie podarowanym przez Friedricha Grundmanna przy obecnej ulicy K. Damrota i zajmował on powierzchnię 42 akrów. Cmentarz ten w późniejszym czasie dwukrotnie powiększono. Na nim pochowano założycieli Katowic: Friedicha Grundmanna i Richarda Holtzego, nadburmistrzów Katowic, przedsiębiorców i uznanych mieszkańców. Cmentarz funkcjonował do 1945 roju, po czym po II wojnie światowej został zamknięty, a w latach 70. XX wieku znajdował się tutaj skwer. W 2002 roku odsłonięto na nim tablicę upamiętniającą pochowanych na dawnym cmentarzu ewangelików.

## Sport i rekreacja

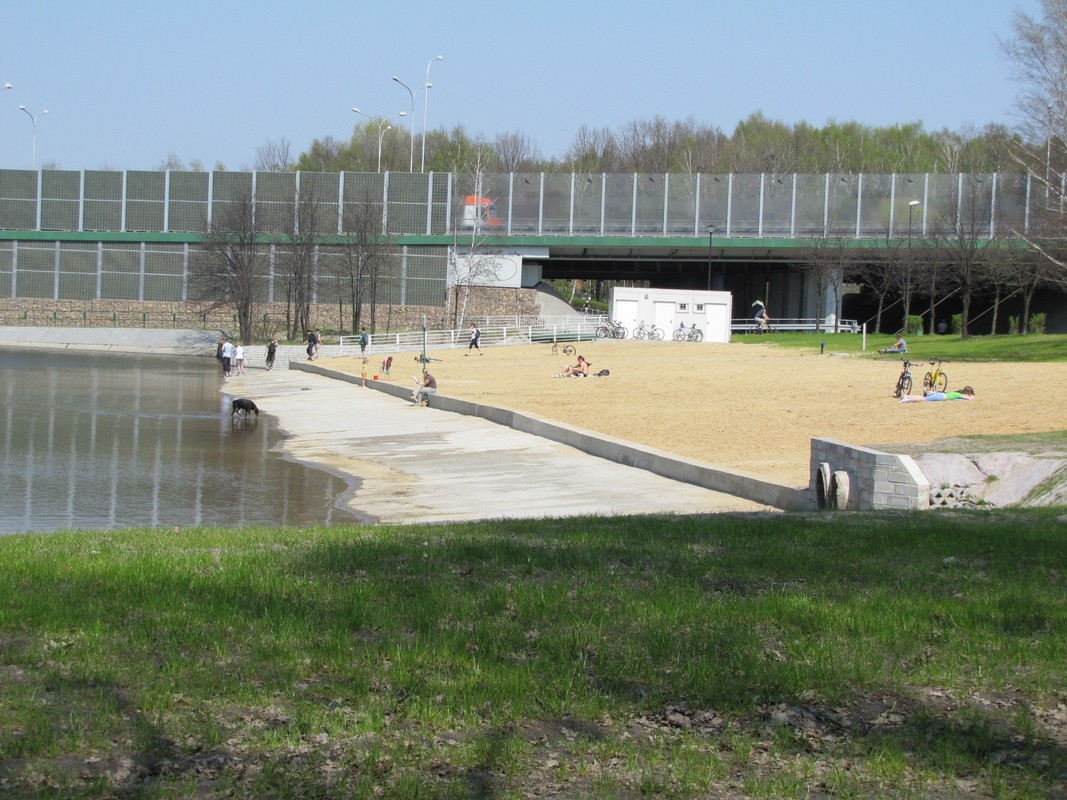
Kąpielisko na terenie Doliny Trzech Stawów

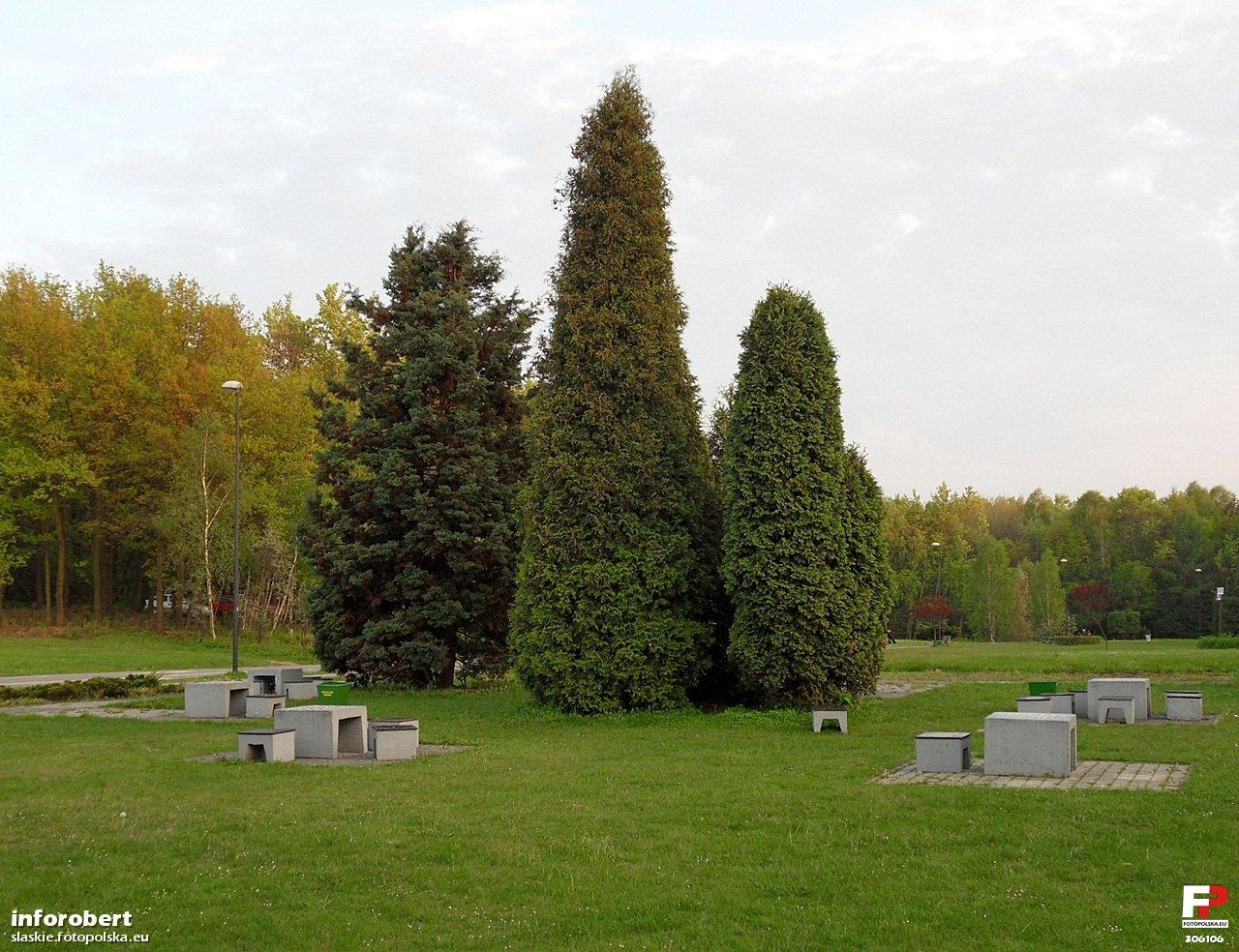
Fragment zagospodarowanej części Katowickiego Parku Leśnego

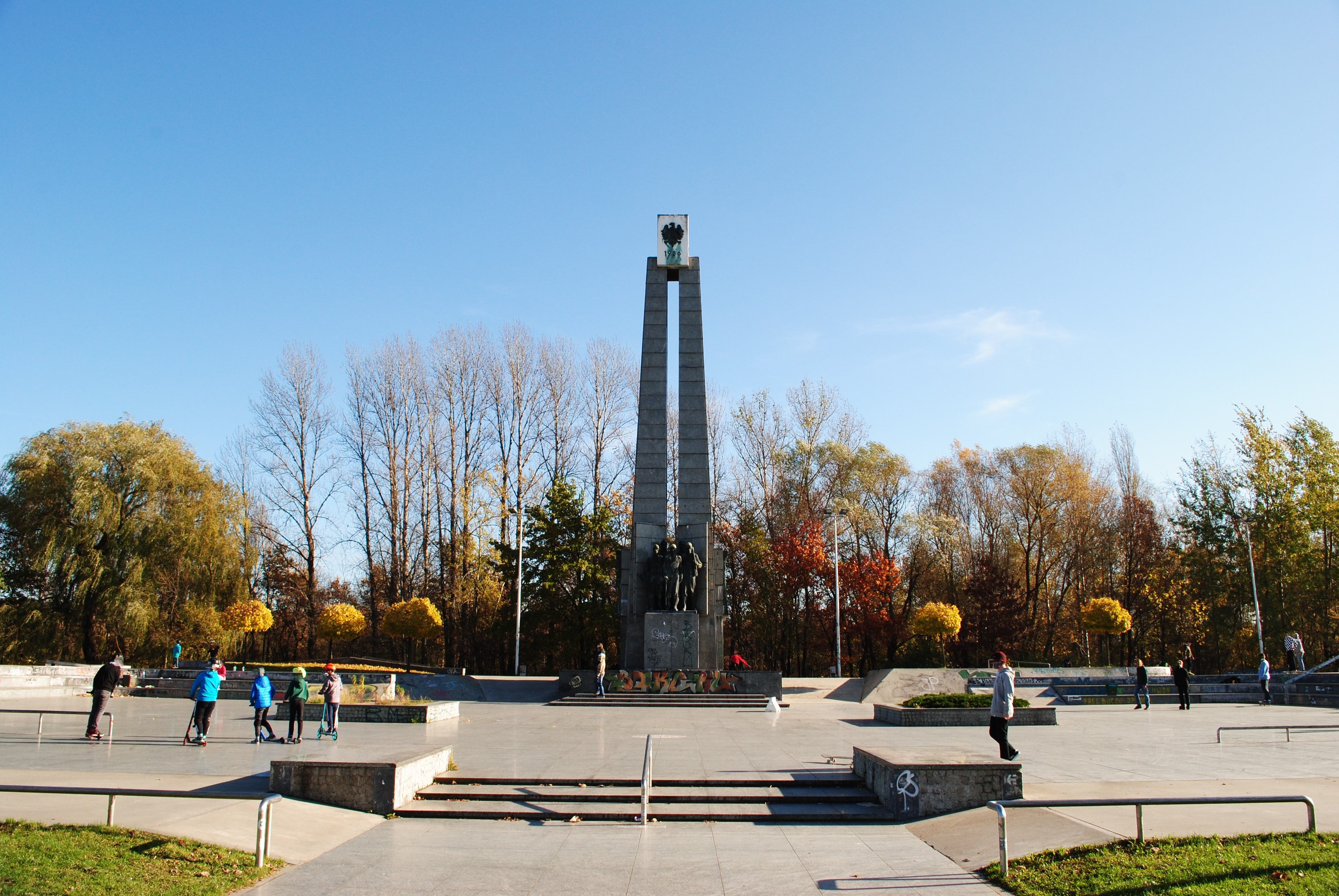
Skatepark przed pomnikiem Trudu Górniczego (ul. gen. K. Pułaskiego; widok od strony ulicy)

W granicach Osiedla Paderewskiego-Muchowca znajdują się następujące obiekty infrastruktury sportowo-rekreacyjnej:
- Camping 215 (ul. Murckowska 6), będący w zarządzie Miejskiego Ośrodka Sportu i Rekreacji w Katowicach[194],
- Dolina Trzech Stawów i Katowicki Park Leśny – stanowi on jeden z plenerowych obszarów aktywnego wypoczynku mieszkańców Katowic[284]; w sąsiednim Katowickim Parku Leśnym koncentruje się zaś najwięcej obiektów sportowo-rekreacyjnych, w tym: plac zabaw z siłownią na świeżym powietrzu, przystań kajakowa, trasa rolkowo-rowerowa i ścieżki rowerowe[177],
- Hala sportowa przy Szkole Podstawowej nr 4 im. gen. Jerzego Ziętka (ul. Graniczna 46)[194] – hala o długości 40 m i szerokości 18 m, dostosowana do gry w siatkówkę, koszykówkę, piłkę ręczną i piłkę nożną[285],
- Korty tenisowe Muchowiec (ul. Francuska 188)[286],
- Ośrodki jazdy konnej (ul. Francuska 180a i 182)[287] – pod numerem 180a działa Katowicki Klub Jeździecki[288],
- Park Linowy Trzy Maupy (ul. Francuska 182)[289],
- Pływalnia w Międzyszkolnym Ośrodku Sportowym (ul. I.J. Paderewskiego 46a)[287] – przy Międzyszkolnym Ośrodku Sportowym funkcjonuje ponadto hala sportowa o wymiarach 31×17 m, sala do gimnastyki korekcyjnej; w 2013 roku ukończono prace nad modernizacją niecki basenowej[290].
- Skatepark (ul. gen. K. Pułaskiego) – położony w sąsiedztwie autostrady A4, na placu przed pomnikiem Trudu Górniczego[147]; jest to profesjonalny obiekt tego typu, otwarty w 2011 roku; wyposażony jest w specjalne murki, pochylnie, schody, podesty, wyskocznie, rampy i poręcze[291].

W latach 30. XX wieku w rejonie Muchowca otwarto boisko sportowe. Było to boisko piłkarskie klubu Erster Fußball Club, które funkcjonowało w latach 1934–1945. W czasie Polski Ludowej na terenie Muchowca działał stadion z wybudowanym tam pierwszym w Katowicach torem żużlowym. Boisko to przynależało do Gwardii Katowice, a na zawody żużlowe zaadaptowano je krótko po II wojnie światowej – tor żużlowy dla Katowickiego Klubu Motocyklowego i sekcji motocyklowej KS Pogoń Katowice powstał w 1947 roku. W miejscu stadionu w latach 1957–1966 znajdowała się stadnina koni Okręgowego Związku Jeździeckiego w Katowicach, a w latach 1965–1990 działał tutaj KS Start Katowice. Obecnie w miejscu dawnego boiska znajdują się korty tenisowe.
W 2007 roku na terenie osiedla I.J. Paderewskiego działało 5 klubów sportowych, zaś na Muchowcu 2. W czerwcu 2013 roku na Osiedlu Paderewskiego-Muchowcu swoją siedzibę miały następujące kluby sportowe, będące w ewidencji Urzędu Miasta Katowice:
- Międzyszkolny Klub Sportowy Międzyszkolnego Ośrodka Sportowego (ul. I.J. Paderewskiego 46a)[294],
- Uczniowski Klub Sportowy „4” Katowice (ul. Trzech Stawów 10)[294],
- Uczniowski Klub Sportowy „Akademia Piłkarska Silesia” Katowice (ul. gen. J. Sowińskiego 9/64)[295],
- Klub Sportowy „Klub Hokejowy Hokej 4All” (ul. Graniczna 53/73)[296],
- Klub Sportowy „Volley” Katowice (ul. I.J. Paderewskiego 85/4)[296].

Przez teren Osiedla Paderewskiego-Muchowca przechodzą następujące szlaki turystyczne:
- Katowicki Szlak Spacerowy Park Śląski – Wełnowiec – Śródmieście – Muchowiec – Dolinka Murckowska – Hamerla[297][298],
- Szlak Historii Górnictwa Górnośląskiego Łubianki – Siemianowice Śląskie – Katowice (Dolina Trzech Stawów) – Mikołów – Orzesze – Rybnik[299][298],
- Szlak Parkowy Park Kościuszki – Katowicki Park Leśny[300][298].